# Esercito delle Due Sicilie
(Carlo Mezzacapo, Rivista Militare, anno primo - volume primo, Torino 1856)
L'Esercito delle Due Sicilie, spesso citato nei testi come Real Esercito o, impropriamente, Esercito borbonico o Esercito napoletano, fu la forza armata terrestre del Regno delle Due Sicilie, nato nel 1816 dall'unione del Regno di Napoli e del Regno di Sicilia, creati dall'insediamento della dinastia borbonica, che regnò in unione personale sui due Stati a partire dal 1734, in seguito agli eventi della guerra di successione polacca.
Il 1734, anno in cui il corpo di spedizione dello spagnolo Carlo di Borbone conquistò le province napoletane e l'anno successivo il regno di Sicilia, strappandole ai vicereami austriaci, segnò infatti anche la creazione dei primi reggimenti interamente "nazionali", affiancati ai reggimenti stranieri con cui l'Infante don Carlo era disceso in Italia.
La vicenda di questo esercito si inserisce naturalmente nello stesso spazio di tempo in cui visse la dinastia di cui fu sostegno: dal 1734 al 1861. Tuttavia, in seguito alla restaurazione e alla istituzione nel dicembre 1816 del Regno delle Due Sicilie con la soppressione del Regno di Sicilia, sottomesso al Regno di Napoli, tale forza armata fu profondamente riorganizzata, inglobando anche gli elementi dell'esercito napoletano di età napoleonica. 
Dal 1817, quindi, fu adottata la denominazione ufficiale di Reale Esercito di Sua Maestà il Re del Regno delle Due Sicilie; quest'ultimo, assieme all'Armata di Mare, costituiva le forze armate del Regno delle Due Sicilie.

## Storia

### Le radici spagnole
Sebbene il Real Esercito sia sorto solo nel 1734, le istituzioni militari napoletane e siciliane vantano una storia molto più antica, che pone i suoi fondamenti nell'organizzazione di un esercito "demaniale" (cioè statale e non più feudale) da parte di Ferrante d'Aragona nel 1464. In particolare il periodo vicereale spagnolo (1503-1714) segnò profondamente le consuetudini militari del successivo periodo borbonico. Durante questo arco di tempo i soldati dell'Italia meridionale furono infatti coinvolti in quasi tutte le vicende militari dell'Impero Spagnolo (dalle guerre di Carlo V alle guerre delle Fiandre, dalle campagne coloniali in America alla guerra dei trent'anni), spesso dando prova di grande valore e fedeltà alle autorità imperiali. 
I siciliani fornivano alle guerre spagnole il Tercio viejo de Sicilia.
I capitani, appartenenti alla migliore nobiltà feudale del Regno di Napoli e del Regno di Sicilia, seppero bene inquadrare e preparare i sudditi dei due vicereami alla guerra, ubbidendo al fermo indirizzo politico dato dai monarchi di Spagna.
Nel successivo periodo borbonico però, con la riconquista dell'indipendenza, la nobiltà perse gradualmente questo carattere militare, cedendo il passo alla nuova politica accentratrice di impronta dinastica. L'obiettivo dei Borbone era infatti quello di sostituire la fedeltà ai vecchi comandanti nobili, che avevano servito per oltre 200 anni gli Asburgo, con un'esasperata fedeltà alla nuova corona nazionale. Questo progressivo sganciamento dalle obsolete tradizioni iberiche, promosso dalle riforme volute da Ferdinando IV, provocò nel XVIII secolo uno stato di "disorientamento" all'interno delle istituzioni militari borboniche che sfociò in un succedersi quasi frenetico di ristrutturazioni e riforme.
Questa irrequieta evoluzione delle strutture militari dei due regni si fermò solo con l'ascesa al trono di Ferdinando II, il quale seppe finalmente stabilizzare e razionalizzare gli ordinamenti militari del nuovo regno nato nel 1816, dandogli un'impronta definitivamente nazionale e dinastica. Tuttavia l'evoluzione del quadro politico europeo e napoletano di quegli ultimi 30 anni, che coinvolse a pieno l'esercito delle Due Sicilie, fece sì che il dissenso politico si rivolgesse direttamente contro la stessa casa regnante borbonica.

### L'insediamento della dinastia borbonica

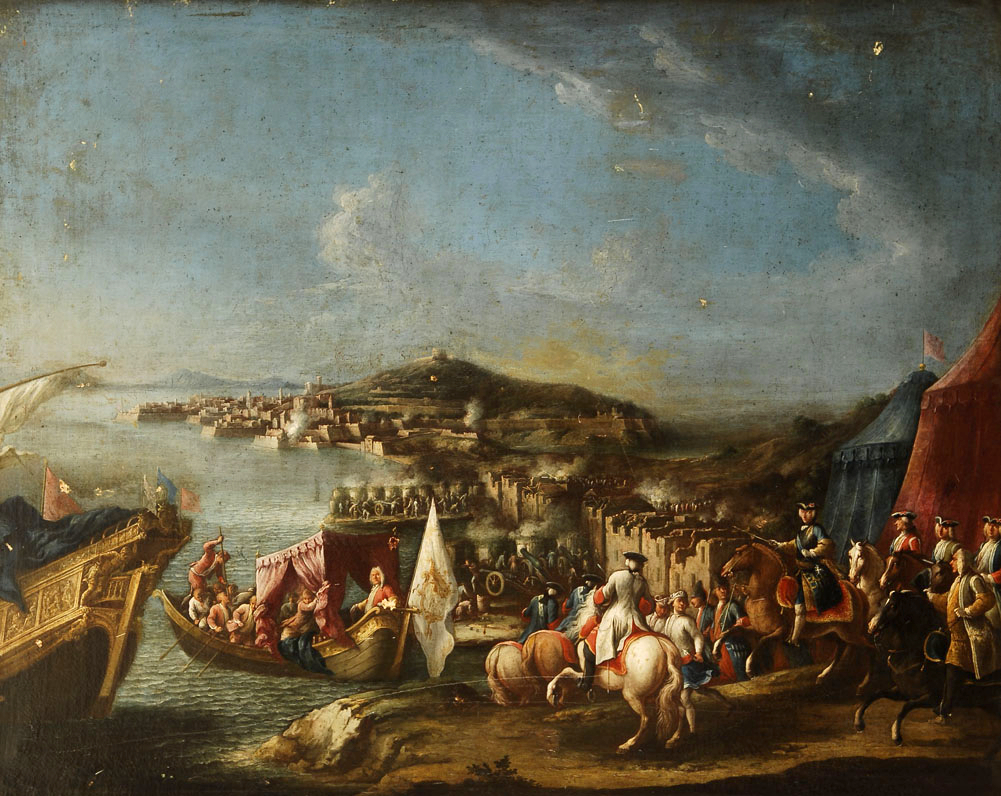
Carlo di Borbone assedia Gaeta

Nel 1734 si ebbe il passaggio del Regno di Napoli, e nel 1735 del Regno di Sicilia, dal dominio asburgico a quello borbonico per effetto della guerra di successione polacca. Nei due secoli precedenti l'Italia meridionale e la Sicilia furono parte dell'Impero Spagnolo come vicereami; successivamente, nel 1707, il regno di Napoli passò all'Austria, nell'ambito della guerra di successione spagnola, mentre il regno di Sicilia venne donato a Vittorio Amedeo II di Savoia nel 1713 con la pace di Utrecht.
L'autonomia dei regni di Napoli e di Sicilia dalla corona spagnola, sebbene i due regni rimanessero ancora legati a quest'ultima per motivi dinastici, fu ottenuta grazie all'azione diplomatica di Elisabetta Farnese, seconda moglie del re di Spagna Filippo V. Elisabetta Farnese rivendicò i territori italiani per i propri figli, esclusi dalla successione al trono spagnolo da Don Ferdinando, figlio di primo letto di Filippo V. Nel 1734, pertanto, l'infante don Carlos, primogenito di Elisabetta Farnese, assunse le corone di Napoli e l'anno dopo di Sicilia col nome di Carlo di Borbone.
Carlo di Borbone era giunto in Italia già tre anni prima, nel 1731, accompagnato da oltre 6.000 soldati spagnoli, valloni e irlandesi, guidati da Manuel d'Orléans, conte di Charny, a cui si aggregarono altrettanti fanti e cavalieri italiani guidati da Niccolò di Sangro, i quali contribuirono alla decisiva vittoria di Bitonto il 25 maggio 1734.

#### Carlo di Borbone

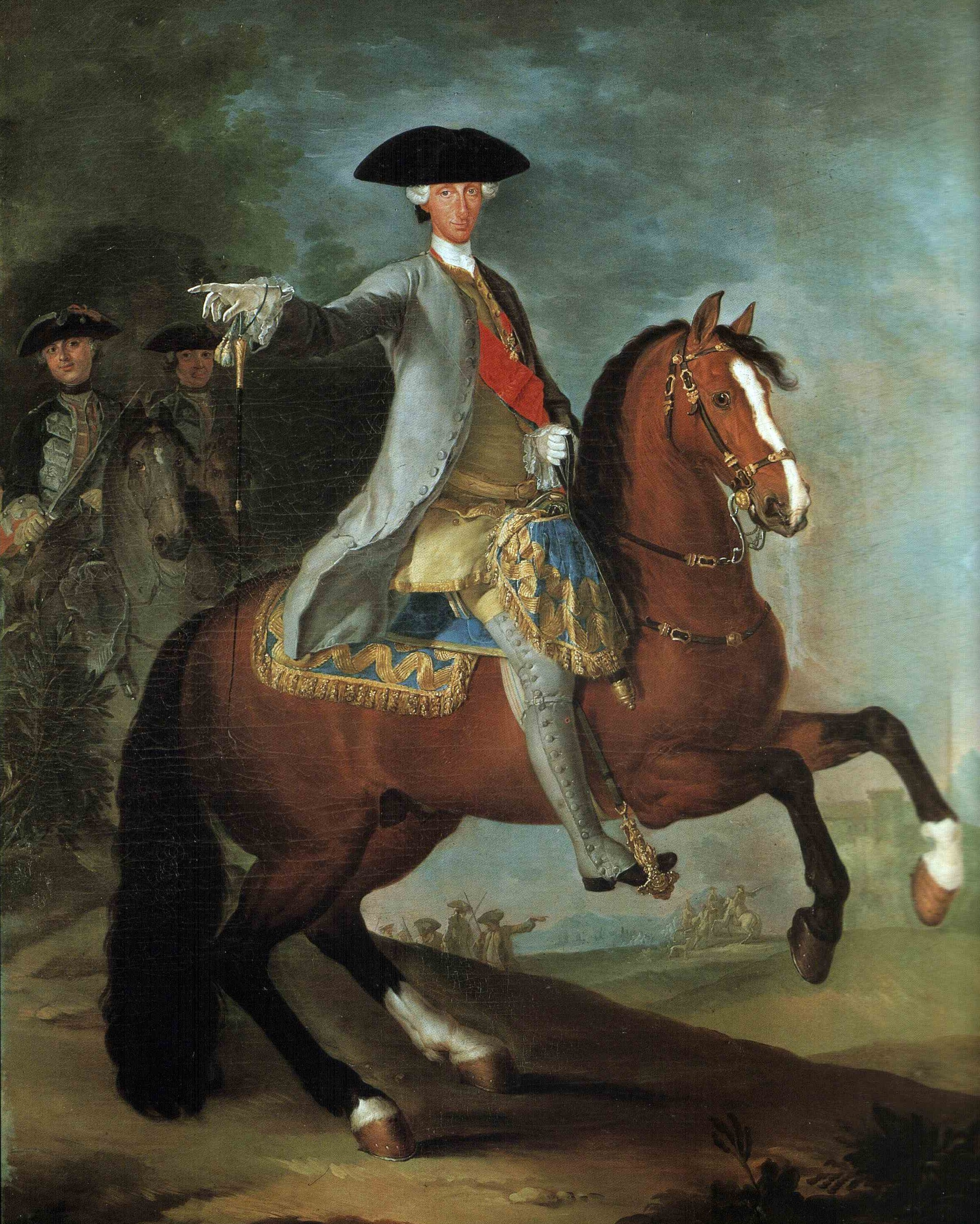
Carlo di Borbone a cavallo, ritratto di Francesco Liani. Napoli, museo di Capodimonte.

Conquistato il regno di Napoli il 10 maggio 1734, Carlo di Borbone diede un primo ordinamento all'esercito regio: le forze militari vennero aumentate a 40 battaglioni di fanteria, 18 squadroni di cavalli (nove di dragoni e nove di cavalleria propriamente detta), un corpo considerevole di artiglieri e un altro di ingegneri. La guerra proseguì fino all'anno successivo, quando Carlo occupò Palermo e fu incoronato re di Sicilia.
La data di nascita ufficiale dell'esercito napoletano va collegata però alla legge del 25 novembre del 1743, con la quale il re Carlo dispose la costituzione di 12 reggimenti provinciali, tutti composti da cittadini del Regno, affiancati da reggimenti con soldati svizzeri, valloni e irlandesi.
Furono create anche delle compagnie di fucilieri da montagna sul modello dei micheletti catalani, lontane antenate delle truppe alpine, le cui caratteristiche ordinative, di armamento e di equipaggiamento ne fecero il primo modello del genere nella storia dell'Italia militare moderna.
Nella primavera dell'anno successivo il neonato esercito subì il primo collaudo, contro gli austriaci, alla battaglia di Velletri. Essa segnò la sua prima, grande vittoria, cui parteciparono reggimenti interamente napoletani, come il "Terra di Lavoro" (il quale dopo la battaglia poté fregiarsi del titolo di "Real", riservato ai soli reggimenti veterani), comandato dal duca di Ariccia, che ressero il confronto con i reggimenti stranieri di più antica tradizione.
Questa battaglia fu l'apice della guerra di successione austriaca in Italia, in seguito alla formazione di un'alleanza tra Austria, Gran Bretagna e Regno di Sardegna volta a spodestare Carlo di Borbone dal trono di Napoli. Questo compito fu affidato all'esercito austriaco, che, con un'armata comandata dal principe von Lobkowitz, dopo un lungo assedio, la notte del 10 agosto 1744 attaccò di sorpresa i napoletani stanziati nella città di Velletri. La battaglia vide inizialmente il successo degli austriaci, che tuttavia non riuscirono a scacciare definitivamente le truppe del re Carlo dalla cittadella. La reazione napoletana non tardò ad arrivare e le truppe borboniche, con un'iniziativa del conte di Gages e dello stesso re, riuscirono infine a sconfiggere l'armata austriaca, costretta a ritirarsi rovinosamente anche in seguito all'arrivo di rinforzi napoletani da Gaeta e dagli Abruzzi.

#### L'Esercito nel Regno di Napoli

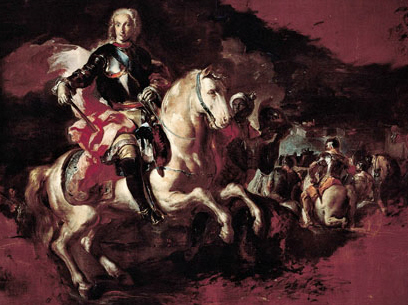
Trionfo di Carlo di Borbone alla battaglia di Velletri, Francesco Solimena, 1744, Reggia di Caserta.

L'esercito del nuovo regno carolino, di impronta schiettamente spagnola negli ordinamenti e nelle tradizioni, era così composto:
Guardia Reale
- Guardie del corpo
- Compagnie Alabardieri di Napoli e di Sicilia

Fanteria
- Reggimento Reali Guardie Italiane[6]
- Reggimento Reali Guardie Svizzere

Reggimenti Veterani
- Il Re
- La Regina
- Real Borbone[7]
- Real Farnese[8]
- Real Napoli[9]
- Real Palermo[10]
- Marina
- Real Italiano[11]
- Artiglieria
- Real Macedonia (anche: Macedone o Illirico) composti da soldati provenienti dalla Macedonia, dall’Albania, Grecia e Dalmazia.[12]

Reggimenti Provinciali (o Nazionali)
- Real Terra di Lavoro
- Capitanata
- Principato Ultra
- Contado di Molise
- Principato Citra
- Abruzzo Ultra
- Abruzzo Citra
- Bari
- Otranto
- Basilicata
- Calabria Citra
- Calabria Ultra

Reggimenti Siciliani
- Val Demone
- Val di Noto
- Val di Mazara

Reggimenti Esteri
- Borgogna (vallone)[13]
- Hainaut (vallone)[14]
- Namur (vallone)[15]
- Amberes (vallone)[16]
- Wirtz (svizzero)[17]
- Tschoudy (svizzero)[18]
- Jauch (svizzero)[18]
- Corpo dei Fucilieri di montagna[19]

Totale fanteria alla fine del 1755: 51 battaglioni, 509 compagnie, 26388 soldati.
Cavalleria
- Reali Guardie di Corpo

Reggimenti di Linea
- Il Re
- Rossiglione
- Napoli
- Sicilia

Reggimenti Dragoni
- Regina
- Tarragona
- Borbone
- Il Principe

Totale cavalleria alla fine del 1755: 25 squadroni, 97 compagnie, 3732 cavalieri.
Artiglieria
- Reggimento Reale Artiglieria
- Compagnie Artiglieri Provinciali
- Accademia di Artiglieria

Corpo degli Ingegneri
Veterani

#### Con Ferdinando IV

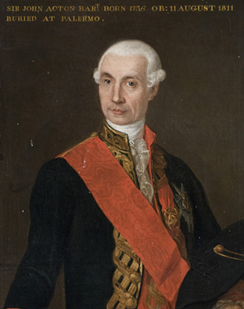
Giovanni Acton, Ministro della Guerra e della Marina

Nel 1759 Carlo di Borbone salì al trono di Spagna col nome di Carlo III; a Napoli gli succedette il suo terzogenito Ferdinando, di soli 9 anni, sotto un consiglio di reggenza in cui si distingueva il ministro Bernardo Tanucci. Negli anni successivi il riformismo del Tanucci in campo militare fu limitato da Maria Carolina, divenuta nel 1768 regina di Napoli, la quale nel 1776 riuscì a defenestrare il Tanucci e favorire l'ascesa dell'ammiraglio Acton, a cui nel 1778 fu affidato il Ministero della Guerra.
Negli ultimi anni del regno di Carlo III, a causa del lungo periodo di pace vissuto in Italia, le cure per l'Esercito furono trascurate e la forza armata continuò ad essere regolata da ordinamenti ormai superati. Altro fattore che condizionava l'evoluzione dell'Esercito era la relativa facilità con cui era possibile difendere i pochi punti di accesso della frontiera terrestre del reame, a partire dai Presidi di Toscana, vero e proprio antemurale del regno, fino alle poderose piazzeforti di Gaeta, Capua, Civitella e Pescara, che sbarravano la strada a chi intendesse penetrare dal Lazio e dagli Abruzzi. Pochi punti deboli erano presenti nella frontiera napoletana, tra questi principalmente le Gole di Antrodoco, ma nonostante la disponibilità di risorse finanziarie e la presenza di popolazioni fedeli e bellicose alla frontiera, non si intraprese mai una vera e propria opera di difesa totale dei confini terrestri. Tale stato di cose si protrasse per alcuni anni anche con il nuovo sovrano Ferdinando IV, finché la regina Maria Carolina non si fece promotrice del potenziamento e del sostanziale rinnovamento delle forze armate delle Due Sicilie, avvalendosi dell'ammiraglio John Acton.
Acton attuò una serie di riforme dell'apparato militare del regno che tuttavia, al momento dell'invasione napoleonica del Reame, non erano ancora totalmente compiute. Per quanto riguarda l'esercito, l'Acton cercò di migliorare la preparazione degli ufficiali eliminando alcuni corpi con funzioni di parata, fondando l'accademia della Nunziatella e incrementando gli scambi formativi con l'estero (in particolare con la Prussia e la Francia). Acton introdusse delle utili innovazioni (favorì le conoscenze topografiche finanziando fra l'altro Rizzi Zannoni, costruì nuove strade, eccetera); le forze armate, così rinnovate, sostennero più che degnamente la loro prova del fuoco all'assedio di Tolone, nel quadro della prima alleanza con l'Inghilterra contro la Francia rivoluzionaria. Seimila soldati napoletani parteciparono alla difesa della città e furono gli ultimi a reimbarcarsi. Il corpo di spedizione rientrò in patria il 2 febbraio 1794, avendo avuto circa 200 caduti e 400 feriti.
Nel biennio 1796-1798 si ricorda in particolare l'ottima prova data dalla divisione di cavalleria napoletana, formata dai reggimenti "Re", "Regina", "Principe" e "Napoli", nelle operazioni della Campagna d'Italia contro i francesi. I cavalieri napoletani, comandati dal brigadiere Ruitz, ricevettero lodi sia dagli alleati austriaci che dai nemici francesi (tra cui lo stesso Napoleone Bonaparte).

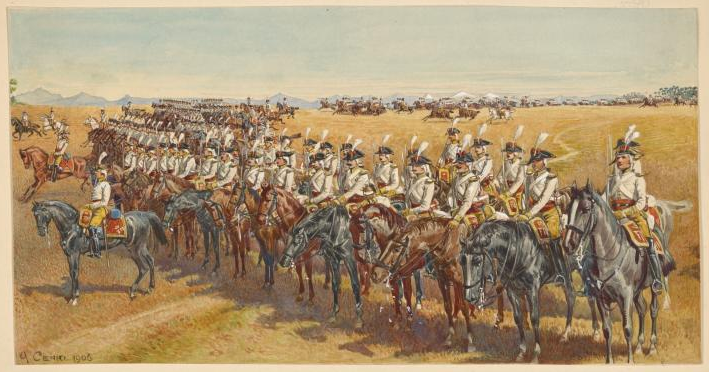
Cavalleria napoletana in Lombardia (Quinto Cenni)

Il successo francese nell'Italia del nord portò alla formazione di una Seconda Coalizione antifrancese a cui aderì, su particolare sollecitazione della regina Maria Carolina, nuovamente il regno borbonico. Le truppe napoletane, guidate dal generale austriaco Karl Mack von Leiberich, nell'autunno del 1798 invasero la Repubblica Romana andando ad occuparne la capitale e reinsediandovi il Papa. Qui l'esercito borbonico riportò alcuni successi iniziali che costrinsero il generale francese Championnet ad una breve ritirata oltre il Tevere. A Roma il generale Mack dispose le truppe borboniche in maniera disomogenea, rendendo di fatto difficoltosa un'eventuale difesa della città. Il 5 dicembre 1798 i generali Championnet e Macdonald, al comando della francese Armata di Napoli, passarono alla controffensiva, riportando una schiacciante vittoria che ebbe come conseguenze la rioccupazione di Roma da parte dei francesi e lo sbandamento di gran parte dell'esercito napoletano. Questa sconfitta provocò l'occupazione francese di Napoli e la fuga di Ferdinando IV nel Regno di Sicilia, dove regnava col nome di Ferdinando III di Sicilia. L'ingresso delle truppe francesi a Napoli fu caratterizzato da una dura repressione della reazione legittimista della plebe cittadina (i cosiddetti "lazzari"). Si ebbe così la nascita della Repubblica Napoletana, guidata da alcuni dei più celebri intellettuali del tempo.
Ferdinando IV, rifugiatosi in Sicilia, incaricò il cardinale Fabrizio Ruffo di organizzare la crescente resistenza antifrancese sviluppatasi nel frattempo tra i ceti più poveri delle province continentali (specialmente nelle Calabrie), per formare un'armata in grado di riconquistare il Regno di Napoli. Questa armata di popolani, a cui fu dato il nome di Esercito della Santa Fede, riuscì in breve tempo a riconquistare le Calabrie sfruttando le grandi difficoltà dell'occupante francese nel controllo del territorio. Ai "sanfedisti" si aggiunsero ben presto altri reparti stranieri della coalizione antifrancese che resero più facile la riconquista delle province napoletane. Approfittando dell'invasione russa dell'Italia settentrionale, e del conseguente decremento delle truppe francesi a Napoli, l'esercito sanfedista il 13 giugno 1799 riprese il controllo della capitale, riportando i Borboni sul trono di Napoli.
Grazie alla spedizione austro-russa nell'Italia settentrionale ed alla conseguente ritirata dell'Armée de Naples oltre il Po, le truppe napoletane e sanfediste si spinsero nuovamente in territorio pontificio con l'intenzione di occupare parte del Lazio e delle Marche come risarcimento per l'invasione francese, anche grazie alla collaborazione di bande locali aggregate all'esercito del cardinale Ruffo. Nonostante l'accordo diplomatico raggiunto con la Russia, nell'autunno del 1799 i territori pontifici furono occupati dagli austriaci, che ripristinarono la frontiera preesistente (nonostante i reclami del governo borbonico).
Nel Regno di Napoli l'eredità della guerra civile fu più pesante che nel resto d'Italia. Il potere acquisito dalle truppe sanfediste, capeggiate spesso da famigerati briganti, fu causa di crimini e violenze perpetrate indiscriminatamente contro i "giacobini" e contro le stesse autorità reali, che cercavano di ristabilire l'ordine politico e sociale. Il re cercò di arginare il problema includendo molte delle "masse" sanfediste nel nuovo esercito napoletano, nonostante l'opposizione dei generali.
Seguì un breve periodo di pace, dominato da una politica diplomatica instabile nei confronti delle potenze contrapposte e da violente repressioni nei confronti dei liberali coinvolti nell'esperienza repubblicana del 1799.
Nel 1805 l'Esercito contava i seguenti reparti:
Casa Reale
- 2 Compagnie di Cacciatori Reali
- Compagnia delle Reali Guardie del Corpo
- Compagnia degli Alabardieri di Napoli
- Compagnia degli Alabardieri di Sicilia
- Reggimento Granatieri Reali

Fanteria di linea
- Reggimento Real Ferdinando
- Reggimento Real Carolina I
- Reggimento Principe Reale II
- Reggimento Principessa Reale
- Reggimento Reali Calabresi
- Reggimento Abbruzzi
- Reggimento Albania (estero)
- Reggimento Alemagna (estero)
- Reggimento Principe Reale I
- Reggimento Real Carolina II
- Reggimento Reali Sanniti
- Reggimento Reali Presidi
- Reggimento Valdimazzara I (siciliano)
- Reggimento Valdimazzara II (siciliano)
- Reggimento Valdemone (siciliano)
- Reggimento Valdinoto (siciliano)

Fanteria leggera
- Battaglione Cacciatori Campani
- Battaglione Cacciatori Appuli
- Battaglione Cacciatori Calabri
- Battaglione Cacciatori Aprutini
- Battaglione Cacciatori Albanesi
- Battaglione Cacciatori Sanniti
- Battaglione Cacciatori Marsi
- Battaglione Fucilieri di montagna
- Battaglione Cacciatori Valdimazzara (siciliano)
- Battaglione Cacciatori Valdemone (siciliano)

Cavalleria di linea
- Reggimento Cavalleria Re
- Reggimento Cavalleria Regina
- Reggimento Cavalleria Real Principe I
- Reggimento Cavalleria Real Principe II
- Reggimento Cavalleria Real Principessa
- Reggimento Cavalleria Valdimazzara (siciliano)
- Reggimento Cavalleria Valdemone (siciliano)
- Reggimento Cavalleria Valdinoto II (siciliano)

Corpo reale d'Artiglieria e Genio
- 1º Reggimento Artiglieria Re
- 2º Reggimento Artiglieria Regina (siciliano)
- Artiglieri litorali
- Treno d'Artiglieria e Regi Bagagli
- Corpo Politico d'Artiglieria
- Brigata Pionieri
- Compagnia Pontonieri
- Compagnia Artefici

Istituti di educazione militare
- Regia Accademia Militare

Truppe sedentanee
- Real Casa degli Invalidi

10 Reggimenti di fanteria e 4 di Dragoni provinciali
(ordine pubblico)

### Nel Regno di Sicilia
Carlo di Borbone occupò la Sicilia nel 1735 con un corpo di spedizione guidato dal duca José Carrillo de Albornoz, e in luglio fu incoronato re del Regno di Sicilia con il favore dei nobili dell'isola, che finiva di essere un vicereame austriaco. Ma Carlo poche settimane dopo tornò a Napoli dove fissò la corte, lasciando a Palermo il duca come viceré con parte delle truppe.
Quello fu il primo nucleo dell'esercito siciliano, che non si sviluppò come quello napoletano, a causa del tradizionale divieto della coscrizione obbligatoria, cui vantavano i siciliani. Si potevano arruolare solo volontari, e la vita militare non era particolarmente allettante. Si affiancavano poi le milizie cittadine.

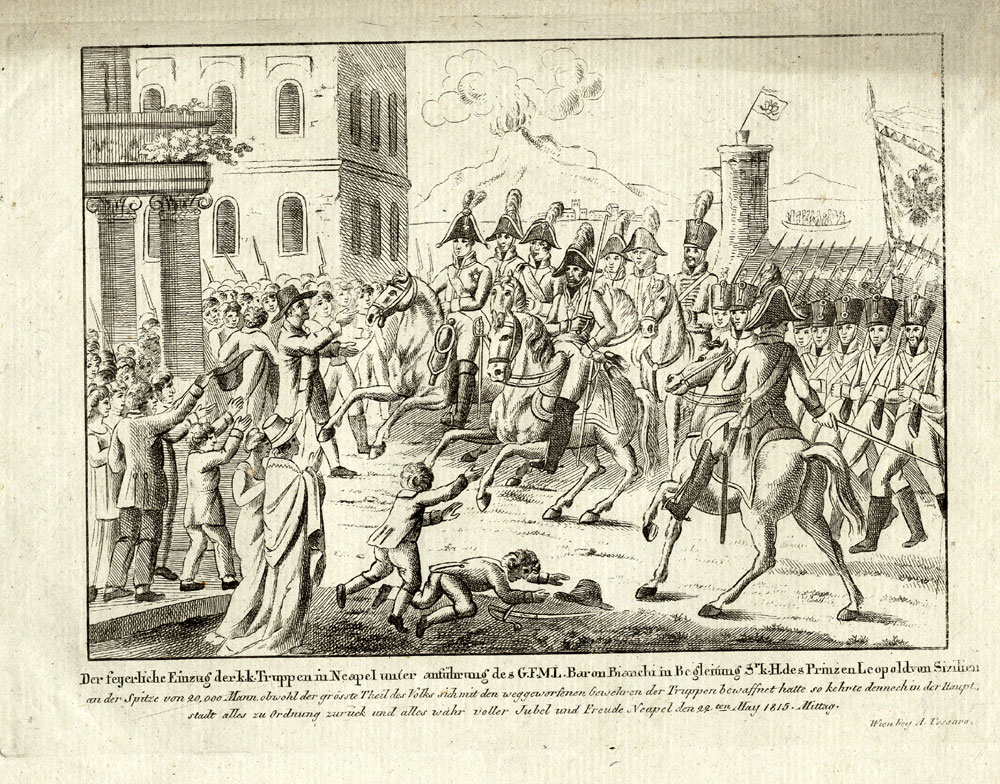
Il principe Leopoldo entra a Napoli nel 1815 con le sue truppe provenienti dalla Sicilia

Ferdinando IV nel 1799 durante la sua presenza in Sicilia si limitò a riorganizzare le scarse forze presenti in Sicilia, organizzandole in tre reggimenti di fanteria, cui diede i nomi di Val di Mazzara, Val di Noto e Val Demone, tre di cavalleria e uno di artiglieria, aumentando loro la paga.
Nel 1808 per difendere l'isola e il re dai napoleonici vi erano di stanza 952 ufficiali e 13821 militari di truppa. Le milizie cittadine furono sciolte e ricostituite come 9 reggimenti territoriali, 23 di cacciatori e 4 di dragoni, tutti comandati da un colonnello, che formavano la Real Armata dei volontari siciliani, comandata dal secondogenito principe Leopoldo di Borbone.
I britannici, che proteggevano l'isola dai francesi, crearono anche un reggimento di volontari siciliani, il Royal Sicilian Regiment, dal 1809 al 1815.
Ordinamento Regno di Sicilia (1806-1815)

### Nel decennio francese

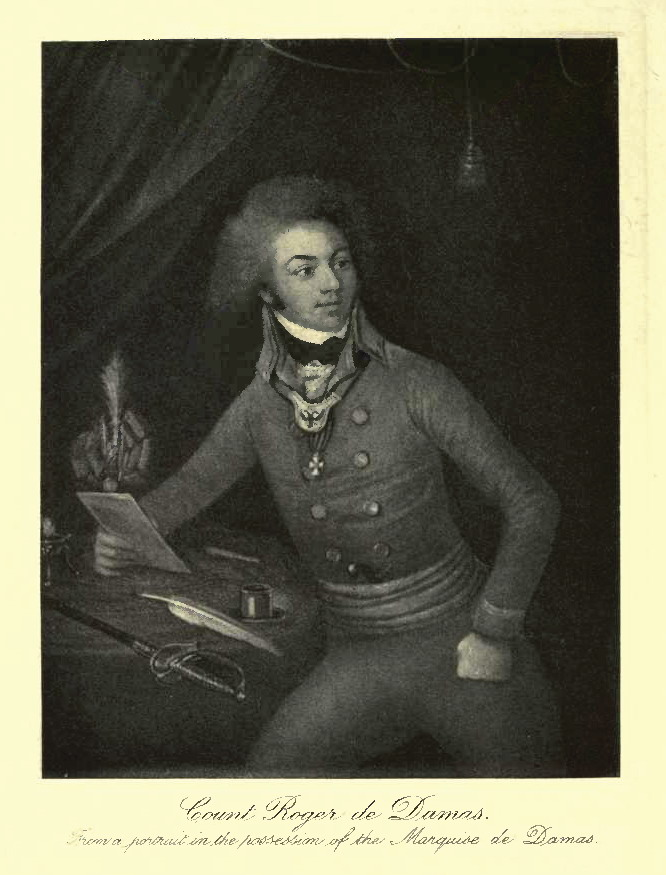
Il generale Damas, comandante delle truppe napoletane dal 1799 al 1806

Nel 1805 la pace tra le potenze assolutiste e l'Impero Francese venne nuovamente meno e la regina di Napoli, Maria Carolina, in seguito alla grande vittoria napoleonica ad Austerlitz, si schierò ancora una volta in maniera decisa dalla parte della coalizione antifrancese (la Terza), coalizione a cui l'11 aprile 1805 aderì anche il reame borbonico. Napoleone decise così di mettere fine una volta per tutte alla dinastia borbonica a Napoli, inviando nell'Italia meridionale un'armata guidata dal generale Andrea Massena e da suo fratello maggiore, Giuseppe Bonaparte.
L'Armee de Naples entrò nel regno borbonico il 10 febbraio 1806 ed occupò subito il nord della Campania e gli Abruzzi, incontrando una tenace resistenza solo a Gaeta e a Civitella. Il 15 febbraio 1806 Giuseppe Bonaparte entrò a Napoli alla testa delle truppe francesi.

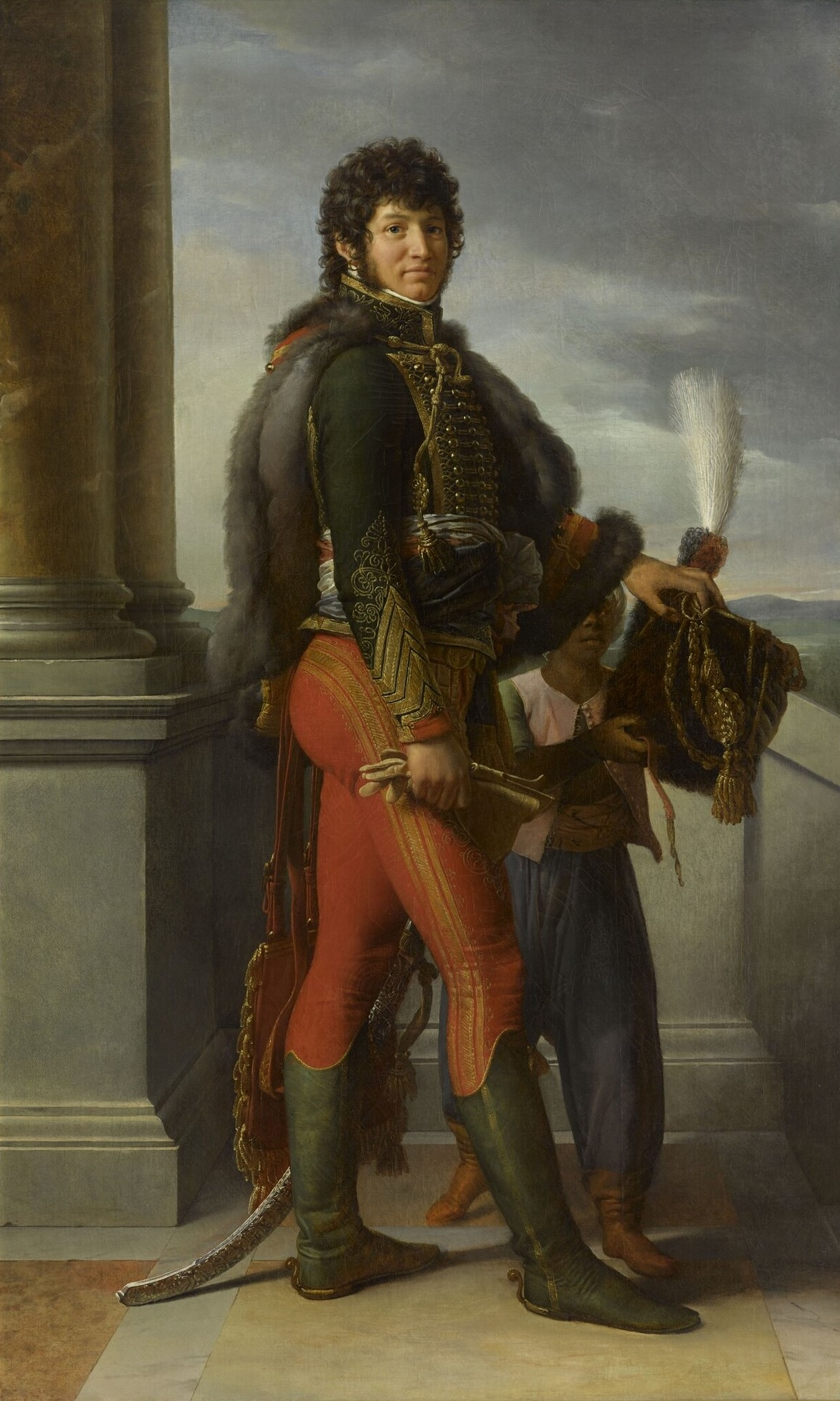
Gioacchino Murat Re di Napoli in uniforme da ussaro

Nel frattempo le truppe borboniche avevano approntato una linea di difesa tra la Basilicata e la Calabria, ai piedi del Pollino, che si reputava quasi inaccessibile. Il comandante delle truppe napoletane, Roger de Damas, si aspettava di essere attaccato sul versante orientale del fronte, in previsione di un'avanzata francese dalle Puglie. Su questa posizione Damas intendeva sfruttare le linee di difesa parallele rappresentate dai fiumi che della Basilicata sfociavano nel Mar Ionio in direzione della Calabria, logorando mano a mano le truppe francesi in avanzata da oriente. Tuttavia i generali francesi erano ben consapevoli della superiorità della propria fanteria, formata da esperti veterani, e conoscevano altrettanto bene la debolezza delle truppe napoletane, formate in gran parte da ex sanfedisti privi di istruzione militare e da reclute inesperte chiamate alle armi con la leva del 1804. Così, a partire dal 4 marzo 1806, l'ala occidentale delle truppe francesi (comandata da Jean Reynier) travolse le deboli difese del Vallo di Diano e dei contrafforti occidentali del Pollino, giungendo a Campo Tenese, un altipiano ricoperto di neve ed esposto alle intemperie presso Morano. Qui la mattina del 9 marzo il generale Damas, colto di sorpresa, cercò di far trincerare le truppe napoletane nel terreno gelato usando come quartier generale un convento, in attesa dell'arrivo di rinforzi dall'ala pugliese dello schieramento borbonico (comandata da Rosenheim). Invano Damas attese Rosenheim, e resosi conto dell'impossibilità di difendere la posizione, nonostante il buon comportamento tenuto delle truppe, il generale borbonico si decise a ritirarsi verso il sud della Calabria, dove le truppe superstiti avrebbero seguito la famiglia reale in Sicilia. Le truppe di Rosenheim in Basilicata invece, avuta notizia della sconfitta di Campo Tenese, tagliate fuori dalle linee di rifornimento e stremate dalle marce e dal rigido inverno, andarono incontro ad un inesorabile sbandamento.
Solo le fortezze di Civitella del Tronto (comandata dal maggiore Matteo Wade) e di Gaeta (comandata dal generale Luigi d'Assia-Philippsthal), oltre che buona parte delle Calabrie, resistettero con efficacia alle truppe francesi. Ferdinando IV, sconfitto, riparò nuovamente in Sicilia con l'intera corte napoletana. Giuseppe Bonaparte, incoronato re di Napoli, inaugurò così il fondamentale "decennio francese".
Con la conquista francese di gran parte dell'Italia, il trono di Napoli venne affidato in un primo momento a Giuseppe Bonaparte, fratello di Napoleone, e successivamente a Gioacchino Murat, uno dei più brillanti comandanti dell'impero napoleonico.
Durante il decennio francese, quindi, la monarchia borbonica, fuggita a Palermo, mantenne il solo Regno di Sicilia, difesa dai reggimenti di stanza nell'isola, mentre i napoleonici assunsero il controllo del Regno di Napoli, che fu dotato di un nuovo esercito e di una nuova legislazione di impronta napoleonica. 
Tale forza armata venne impiegata sui più importanti fronti europei: nella guerra d'indipendenza spagnola del 1810 fu inviata in Spagna una divisione napoletana al comando del generale Francesco Pignatelli con capo dello stato maggiore Florestano Pepe e nel 1812 nella Campagna di Russia fino all'anno successivo. Il nuovo esercito napoletano fu impiegato anche nel tentativo di Murat di unificare l'Italia, ma fu respinto dalla reazione austriaca. Gli eventi successivi posero fine al breve ma intenso regno murattiano, quando nel maggio 1815 la flotta inglese prese possesso del porto di Napoli e la IV Divisione era stata annientata dagli austriaci a Cassino. Solo in agosto invece si arrese la fortezza di Gaeta.
Gli ordinamenti militari murattiani incisero comunque notevolmente su quelli successivamente adottati dal nuovo Stato borbonico.

### L'esercito delle Due Sicilie

Ferdinando I, Re delle Due Sicilie

Dopo la Restaurazione infatti si ebbe, nel dicembre del 1816 la nascita del Regno delle Due Sicilie, dall'unione formale dei due regni di Napoli e di Sicilia: Ferdinando IV di Napoli e III di Sicilia divenne quindi Ferdinando I delle Due Sicilie.
Fu necessario uniformare le leggi ereditate dai due regni e riordinare quindi la struttura delle forze armate. Fu creato un "Supremo consiglio di guerra" composto da generali dei due eserciti; ma quelli dell'ex Regno di Napoli, per lo più murattiani, premevano per conservare le regole introdotte a Napoli durante il periodo napoleonico, fra cui la coscrizione, mentre quelli dell'ex Regno di Sicilia vi si opponevano. L'ordinamento finale, di impronta murattiana, stabilì infine la nascita di 52 battaglioni di fanteria, composti da 47.000 soldati, e 24 squadroni di cavalleria, composti da 4.800 cavalieri. Altri 5.000 uomini appartenevano all'artiglieria ed al genio, per un totale di circa 57.000 uomini.
La rivolta costituzionale del 1820, scoppiata a causa degli ufficiali di cavalleria Michele Morelli e Giuseppe Silvati, sancì l'incontro tra lo spirito settario e quello militare. La richiesta di una costituzione fu infatti esplicitamente appoggiata da gran parte dei vertici militari napoletani, specialmente quelli con un passato napoleonico, e fu infine accolta da Ferdinando I. Questo avvenimento causò la reazione della Santa Alleanza, che, tramite l'intervento di un'armata austriaca, decise di occupare militarmente Napoli per ristabilire l'assolutismo. L'esercito napoletano costituzionale, comandato da Guglielmo Pepe, fu sconfitto ad Antrodoco il 7 marzo 1821 dalle truppe austriache, costringendo infine Ferdinando I a revocare la costituzione. In seguito all'occupazione austriaca del Reame il Re congedò temporaneamente l'esercito, che si credeva largamente contaminato da infiltrazioni carbonare, e soppresse la coscrizione obbligatoria. Si pensò quindi di lasciare per qualche tempo i compiti della difesa del Reame al contingente di occupazione austriaco. La riorganizzazione delle truppe nazionali prese avvio solo nel 1823, tuttavia alle unità napoletane furono assegnati, in un primo tempo, unicamente compiti di polizia.

#### Con Francesco I

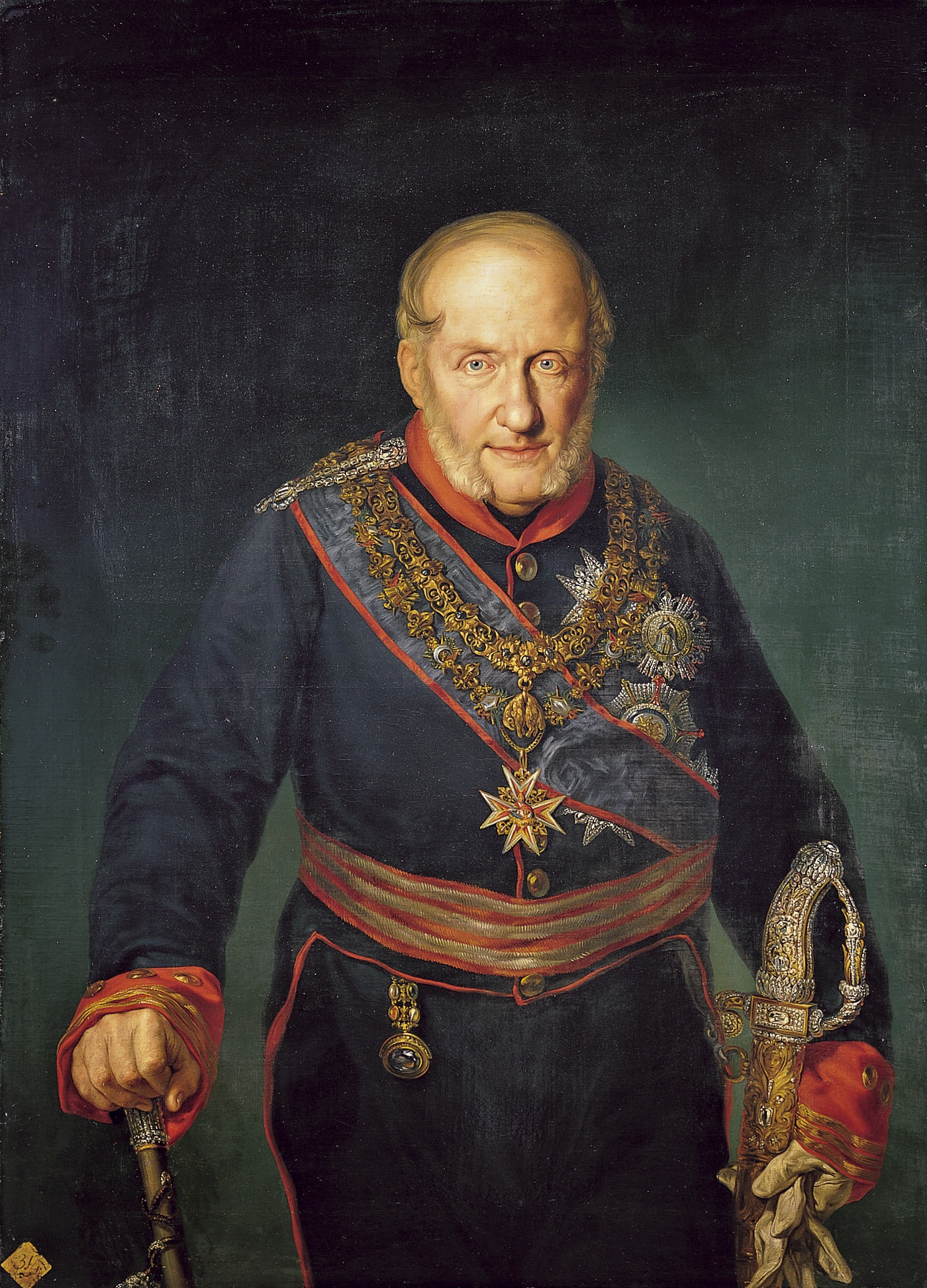
Francesco I

Alla morte di Ferdinando I (4 gennaio 1825), suo figlio Francesco decise di rinunciare alla protezione dell'Austria, le cui truppe, giunte in soccorso della monarchia borbonica durante i moti costituzionali del 1821, ancora permanevano nel regno a spese del governo di Napoli. Le truppe austriache lasciarono la Sicilia nell'aprile 1826 e le province continentali nel gennaio-febbraio 1827. Per sopperire al licenziamento delle truppe austriache, il sovrano decise di costituire quattro reggimenti di soldati svizzeri professionisti, con l'obiettivo di formare un solido nucleo di truppe del tutto estranee alle vicende politiche del Reame. Raggiunsero il Regno delle Due Sicilie circa seimila soldati svizzeri: nel 1825 furono infatti sottoscritti contratti di durata trentennale con i vari cantoni elvetici per il loro reclutamento.
Per quanto riguarda le truppe nazionali invece nel 1827 si ritornò all'organizzazione pre-1821 ed alla coscrizione obbligatoria. La novità più rilevante fu rappresentata dall'espulsione dall'esercito di tutti quei militari che avevano preso parte ai moti costituzionali, dei quadri murattiani e dei sospetti carbonari.
Alla morte di Francesco I, avvenuta il 5 novembre 1830, la composizione del Real Esercito era la seguente:
Casa Reale
- Compagnia delle Reali Guardie del Corpo
- Real Compagnia degli Alabardieri di Napoli
- Real Compagnia degli Alabardieri di Sicilia

Guardia Reale
- 2 Reggimenti di Granatieri della Guardia Reale
- 2 Reggimenti di Cavalleggeri della Guardia Reale
- Reggimento Cacciatori della Guardia Reale
- Mezza Brigata di Artiglieria a Cavallo
- Divisione del Treno della Guardia Reale

Gendarmeria Reale
- 8 Battaglioni di Gendarmeria a Piedi ed 8 Squadroni di Gendarmeria a Cavallo

Truppe di linea
Fanteria di linea nazionale
- 1º Reggimento Re
- 2º Reggimento Regina
- 3º Reggimento Principe
- 4º Reggimento Principessa
- 5º Reggimento Real Borbone
- 6º Reggimento Real Farnese
- 7º Reggimento Real Napoli
- 8º Reggimento Real Palermo
- 9º Reggimento Siciliano
- 6 Battaglioni di Cacciatori

Divisione Svizzera (ogni reggimento era dotato anche di una sezione d'artiglieria)
- 1º Reggimento "de Schindler"
- 2º Reggimento "de Sury d'Aspermont"
- 3º Reggimento "de Stockalper de La Tour"
- 4º Reggimento "de Wyttembach"

Cavalleria di Linea
- Reggimento Re
- Reggimento Regina
- Reggimento Lancieri Real Ferdinando

Corpi facoltativi
CORPO REALE D'ARTIGLIERIA
- 2 Reggimenti d'Artiglieria a Piedi: "Re" e "Regina"
- Brigata Artefici Pompieri e Armieri
- Brigata Artiglieri Veterani
- Corpo Politico Militare di Artiglieria
- Battaglione del Treno di Linea

Corpo Reale del Genio
- Reale Officio Topografico
- Battaglione Zappatori e Minatori
- Battaglione Pionieri

Istituti di educazione militare
- Real Collegio Militare
- Scuola Militare

Truppe sedentanee
- Real Casa degli Invalidi
- Reggimento Reali Veterani
- Comandi Territoriali
- Compagnie di Dotazione dei Forti

#### Ferdinando II e la campagna contro la Sicilia
Ferdinando II ascese al trono appena ventenne, l'8 novembre 1830. Nonostante la giovane età, il nuovo sovrano era dotato di buone competenze militari essendo stato introdotto alla vita militare all'età di 15 anni, sviluppando un interesse verso l'organizzazione delle forze armate. Fin dalla sua nomina a capitano generale dell'esercito, avvenuta nel 1827, compì una costante azione riformatrice: l'esercito delle Due Sicilie infatti fu oggetto di cure assidue da parte del sovrano. Appena salito sul trono, provvide a reintegrare nelle loro funzioni gli ufficiali murattiani radiati da Francesco I. Questa scelta fu dettata dalla volontà di giovarsi dell'esperienza delle guerre napoleoniche in possesso di quegli ufficiali: le loro capacità tecniche erano giudicate dal re fondamentali per la creazione di un valido sostegno alla monarchia. Tra questi ufficiali spiccava la figura del principe Carlo Filangieri, che nel 1833 fu nominato Ispettore dei Corpi Facoltativi (Artiglieria, Genio, Scuole), considerati al tempo la punta di diamante delle forze armate borboniche.
Negli anni trenta e quaranta furono stabiliti nuovi organici e nuovi ordinamenti. Nel periodo 1831-34 fu approvata una nuova legge sul reclutamento: questa e altre riforme, ispirate al modello francese dell'Esercito di Caserma (o permanente), stabilivano che i corpi del Real Esercito dovessero essere formati soprattutto attraverso il reclutamento o il prolungamento del servizio di leva, in modo da avere una forza armata il più possibile professionale.
In meno di un decennio le riforme ferdinandee modellarono un esercito essenzialmente formato da professionisti, con un consistente nucleo di soldati a lunga ferma. L'apporto delle classi di leva era ridotto, andando ad incidere mediamente solo su un quarto degli organici totali (in tempo di pace), a tutto vantaggio dei livelli di inquadramento e di addestramento. Tutto ciò contribuì a fare in breve tempo del Real Esercito uno strumento adeguatamente efficiente e moderno, adatto alle esigenze nazionali e internazionali dell'epoca, completamente rinnovato moralmente e materialmente.
L'alta incidenza di reparti scelti (specialmente Cacciatori e Granatieri) assicurava una certa capacità di adattamento alle realtà del terreno. La cura riservata ai corpi dell'Artiglieria, del Genio ed alle Scuole di formazione fornì alla forza armata un'elevata qualificazione culturale. La Cavalleria, forte dei numerosi allevamenti locali e delle tradizioni che ne facevano uno dei corpi migliori dell'esercito borbonico, vantava una diversificazione di specialità (dragoni, lancieri, ussari, cacciatori e carabinieri a cavallo) tale da assicurare mobilità ed adattabilità in tutti gli ambienti operativi.
Ferdinando II intraprese il potenziamento dell'Esercito anche ricorrendo ad una politica economica autarchica, a tal proposito scrive il De Cesare:
()
L'esercito riformato da Ferdinando fu messo immediatamente alla prova sia sul fronte interno sia all'estero durante il biennio 1848-1849. Un reggimento partecipò alla Prima guerra di indipendenza italiana, dando ottima prova di sé nelle battaglie di Curtatone e Montanara e di Goito, prima di essere richiamato in patria per sedare la rivoluzione in Sicilia, nel corso della quale l'esercito ferdinandeo mise in atto una decisiva operazione congiunta con la Marina per riconquistare l'isola.

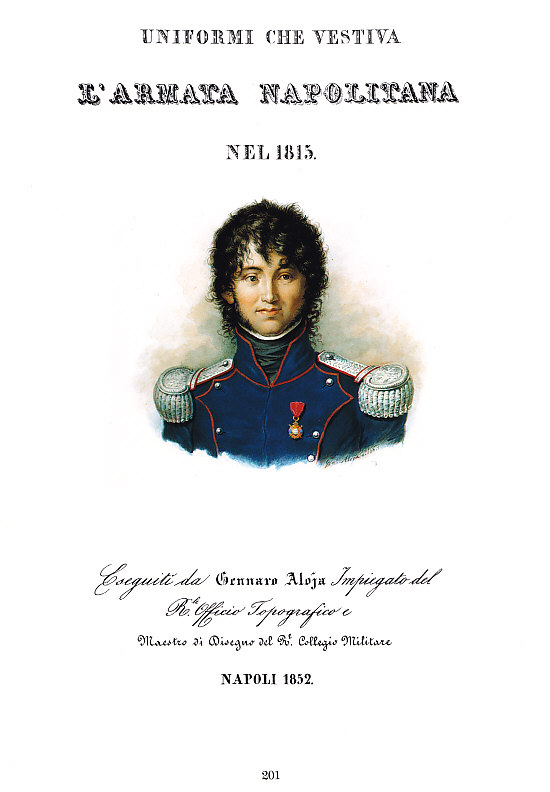
Pubblicazione militare napoletana del 1852

Nel 1848 Ferdinando II, cavalcando il clima di grandi aperture politiche del periodo, decise di dare manforte ai sabaudi e agli altri stati italiani in guerra contro l'impero austriaco. Il 29 maggio 1848, a Montanara, il primo battaglione del 10º Reggimento Fanteria di Linea «Abruzzo» e il battaglione dei volontari napoletani, affiancati ai volontari toscani (comandati dall'esule napoletano Leopoldo Pilla) per un totale di 5.400 uomini, si ritrovarono a dover fronteggiare circa 20.000 austriaci comandati dal maresciallo Josef Radetzky. Nonostante la schiacciante inferiorità numerica, le truppe napoletane si batterono con grande slancio, attaccando più volte alla baionetta le postazioni di artiglieria austriache per tenere la posizione. Nella battaglia di Curtatone e Montanara caddero 183 tra soldati e volontari napoletani. La bravura dimostrata dalle truppe borboniche in questa occasione fu premiata dallo stesso Carlo Alberto di Savoia con il conferimento ai napoletani di numerose onorificenze sabaude.
Il giorno successivo, a Goito, il secondo battaglione del 10º Reggimento Fanteria di Linea «Abruzzo» ricevette l'ordine di mantenere il controllo sul ponte di Goito ad ogni costo, per arginare l'avanzata austriaca. I Napoletani resistettero all'urto di Radetzky e tennero la posizione con grandi sacrifici, favorendo in maniera determinante la vittoria finale sarda. Anche in questa occasione molti ufficiali napoletani furono decorati con le massime onorificenze sabaude per mano dello stesso generale Bava, comandante piemontese del settore.
In seguito alla rivoluzione siciliana del 1848, Ferdinando decise di mandare un corpo di spedizione congiunto in Sicilia per reprimere i moti popolari. Il 6 settembre 1848, dopo un lungo bombardamento alla città di Messina da terra e da mare, insieme alle truppe della Real Cittadella, che non si era arresa agli insorti, il Reggimento «Real Marina» (fanteria di Marina) sbarcò nei pressi della città e, in seguito a duri combattimenti, creò una testa di ponte che rese possibile lo sbarco degli altri contingenti terrestri. Le truppe del Real Esercito, comandate dal generale Carlo Filangieri, riconquistarono l'anno dopo l'intera isola, occupando Palermo nel maggio 1849, riportandola sotto il dominio borbonico. Quest'operazione bellica fu all'epoca elogiata da molti osservatori esteri per l'uso efficace delle truppe da sbarco.
Tuttavia l'esperienza della partecipazione alla prima guerra di indipendenza ed alla repressione dei moti siciliani aveva innescato alcuni delicati meccanismi. Le truppe avevano in generale dato prova di fedeltà alla corona, di efficacia professionale e di reattività. Ma quando l'ordine di rientro a Napoli raggiunse il Corpo di spedizione borbonico in Italia settentrionale comandato da Guglielmo Pepe (maggio 1848), imponendogli di abbandonare le operazioni contro gli austriaci, una parte dei quadri e dei soldati si ribellò per l'umiliazione di dover rientrare (tragicamente simbolica la vicenda del colonnello Carlo Lahalle, che si suicidò dinanzi alla propria brigata). Molti celebri ufficiali napoletani (tra cui lo stesso Guglielmo Pepe, Enrico Cosenz, Cesare Rosaroll, Girolamo Calà Ulloa, Carlo Mezzacapo e Alessandro Poerio) continuarono la campagna partecipando alla difesa di Venezia. Molti furono combattuti tra il sentimento di fedeltà al sovrano e quello verso la causa nazionale. La discriminante politica, sopita nel primo ventennio di regno ferdinandeo, riemergeva ora prepotente, iniziando lentamente ad incrinare la compattezza della forza armata.
Dal 1849 e fino alla morte di Ferdinando II il Reame visse un decennio di "immobilismo" che influì in maniera decisiva sui successivi avvenimenti. 
Il Real Esercito, che nel 1849 aveva permesso al sovrano di restaurare l'assolutismo senza aiuti esterni, continuò ad essere oggetto di notevoli attenzioni, ma la riaffermazione e l'inasprimento dell'assolutismo borbonico si ripercosse sull'esercito con un crescente controllo politico del sovrano sulla forza armata. Questo generò l'esodo di un'intera generazione di giovani ufficiali, i quali, in seguito alla svolta reazionaria di Ferdinando II, abbracciarono gli ideali liberali e della causa italiana. La conseguenza più grave sull'efficacia delle forze armate in quegli anni fu quindi la completa assenza di un valido ricambio generazionale che sostituisse la vecchia classe dirigente murattiana, che perciò nei critici momenti del 1860 si trovava ancora salda al comando del Real Esercito (l'età media dei generali era spesso superiore ai 70 anni). Tutto ciò produsse come conseguenza pratica una grande inefficacia nell'azione (o meglio, inazione) dei vertici militari borbonici durante le operazioni del 1860, cosa che di fatto decretò molti degli insuccessi militari che portarono infine alla conquista del Reame da parte delle armate sarde e garibaldine.

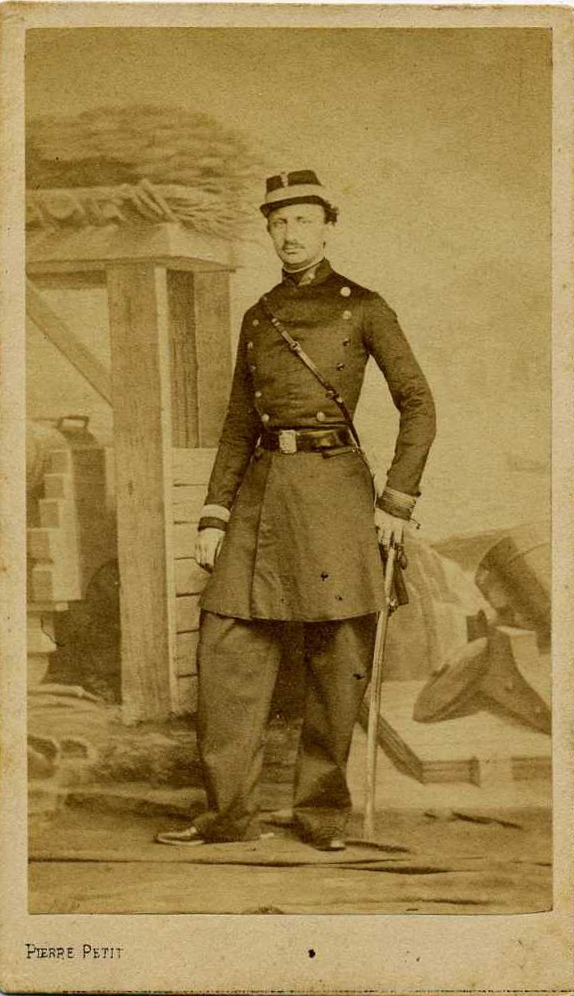
Francesco II

Francesco II delle Due Sicilie ultimo sovrano del regno delle Due Sicilie, a differenza del padre, era privo di competenze militari. Nel primo periodo del suo regno si ebbe una rivolta dei Reggimenti svizzeri (7 luglio 1859), causata da avvenimenti tuttora controversi, i cui soldati rientrarono per gran parte in patria. Con i militari rimanenti furono formati dei battaglioni "esteri" in cui si arruolarono, oltre agli svizzeri, molti volontari tirolesi e bavaresi. Anche senza l'apporto di questi reggimenti disciplinati e agguerriti, l'esercito delle Due Sicilie rimaneva comunque molto numeroso e ben armato.

#### La campagna contro i garibaldini
Alla prova dei fatti (in questo caso la spedizione dei Mille) i quadri dirigenti di questo esercito si rivelarono però incapaci di reggere l'urto di un'armata raccogliticcia, meno numerosa, male armata e apparentemente disorganizzata. A seconda dello schieramento politico, gli storici dell'epoca hanno attribuito il tracollo delle Due Sicilie al valore di Garibaldi o al tradimento di molti generali borbonici. La debolezza strutturale del Real Esercito fu tuttavia evidente fin dall'inizio e deve essere attribuita a un complesso di fattori, tra i quali l'isolamento diplomatico, il critico quadro politico italiano e napoletano e, soprattutto, il rifiuto di alti ufficiali, spesso troppo anziani, a sfruttare la netta superiorità di uomini e risorse per motivi essenzialmente politici. Molti quadri dirigenti nei ministeri borbonici infatti erano convinti che la guerra sarebbe stata interrotta dall'azione diplomatica delle potenze estere, contro quella che si giudicava un'invasione illegittima. Tuttavia l'isolamento politico in cui Ferdinando II aveva relegato il Regno dopo il 1848 rese impossibile questo avvenimento. Un esempio lampante di questo tipo di comportamento da parte dei quadri superiori borbonici si ebbe nel maggio 1860 nella battaglia di Calatafimi, la prima della spedizione dei Mille, in cui l'8º Battaglione cacciatori, superiore per addestramento e mezzi ai garibaldini, ricevette dal gen. Landi l'inaspettato ordine di ritirarsi proprio nel momento in cui i Mille sembravano rassegnati alla sconfitta. Oppure si ricordi l'ordine del generale Lanza a Palermo di far cessare le ostilità alla colonna "Von Mechel" che, giunta nella capitale siciliana dopo un estenuante inseguimento a Garibaldi nell'interno dell'isola, era sul punto di sbaragliare tutte le difese rivoluzionarie. La battaglia di Milazzo (20 luglio 1860) con la perdita della Sicilia e il completo abbandono della Calabria in mano garibaldina (dove ci furono molti inquietanti episodi di tradimento da parte di ufficiali superiori fecero emergere chiaramente l'impressione che il governo napoletano fosse alla ricerca di una soluzione diplomatica al conflitto.
Non mancarono tuttavia molti episodi di reazione vigorosa (per esempio la resistenza a Gaeta, alla Cittadella di Messina e a Civitella del Tronto, nonché la battaglia del Volturno, la più grande nel corso dell'impresa dei Mille) in cui, pur nella sconfitta, tutti i quadri dell'esercito diedero «un notevole esempio di valor militare e di fedeltà morale e politica».

### La sconfitta e fine del regno
Francesco II e i generali rimasti fedeli alla corona, capendo che il Regno era ormai diplomaticamente isolato e lasciato al suo destino dalla comunità internazionale, decisero di risparmiare alla ben fortificata città di Napoli le conseguenze di un eventuale assedio e quindi organizzarono un ultimo grande tentativo di resistenza lungo il corso del fiume Volturno e nelle piazzeforti della pianura campana. Essi ritenevano infatti che la parte settentrionale del Reame sarebbe stata molto più facile da difendere e avrebbe rappresentato un ottimo punto per la controffensiva e la successiva riconquista del regno, non prevedendo un intervento militare del Regno di Sardegna.
I primi combattimenti tra l'esercito borbonico e i garibaldini sulla linea del Volturno si ebbero nei dintorni di Caiazzo. Qui il generale Colonna di Stigliano riportò una brillante vittoria sulle camicie rosse dell'ungherese Stefano Turr, facendo tra le file avversarie molti prigionieri e catturandone le bandiere.
Il 1º ottobre 1860 le truppe borboniche della piazzaforte di Capua presero l'offensiva e costrinsero Garibaldi ad abbandonare l'iniziativa. La reazione borbonica e la superiorità tattica e tecnica del Real Esercito misero così in seria crisi tutto lo schieramento garibaldino, che parve sul punto di collassare, fino all'inaspettato arrivo delle truppe dell'esercito sabaudo a dargli manforte. Capua, con l'arrivo dei territori dallo Stato Pontificio dei piemontesi dell'Armata Sarda, venne sottoposta ad un lungo bombardamento con i nuovi pezzi rigati a lunga gittata in dotazione all'artiglieria sarda, provocandone la resa dopo una tenace resistenza. 
Allo stesso tempo si combatteva sul Volturno la battaglia decisiva: la vittoria avrebbe rappresentato per i borbonici una reale possibilità di riconquistare il regno.
La battaglia del Volturno  fu la più grande battaglia campale della guerra, dura e cruenta per entrambi gli schieramenti. I borbonici, liberi finalmente di poter manovrare in campo aperto, benché molto indeboliti dagli avvenimenti precedenti, la condussero in maniera offensiva, comportandosi valorosamente e riuscendo in molti punti ad aprire pericolose falle nello schieramento garibaldino. Tuttavia lo Stato Maggiore del Real Esercito non sfruttò la situazione favorevole, ed evitò di concentrare la forza d'urto dell'offensiva in un solo punto decisivo. Al contrario si optò per una numerosa serie di attacchi diffusi su un vasto scacchiere, smorzando così l'impeto offensivo delle truppe e vanificando le vittorie riportate in molti punti dello schieramento avversario. A ciò si aggiunse l'inaspettato abbandono del litorale campano da parte della flotta francese, che così facendo lasciò il fianco scoperto alle truppe borboniche (nonostante le promesse di aiuto fatte a Francesco II da Napoleone III). Approfittando delle circostanze favorevoli, la flotta sarda si posizionò ben presto lungo la costa campana, cominciando a bombardare assiduamente il fianco dello schieramento borbonico posizionato lungo il litorale.
In queste condizioni il Real Esercito fu costretto a ritirarsi, tentando un'ultima disperata resistenza più a nord sulla linea del Garigliano. Anche in questa occasione i cacciatori diedero un'ottima prova delle proprie capacità militari, riuscendo a bloccare con un manipolo di uomini l'avanzata di tutto lo schieramento avversario fino all'estremo sacrificio, causato dai bombardamenti dall'artiglieria navale della flotta sarda (episodio magistralmente raccontato da Carlo Alianello nella sua opera "l'Alfiere").
La resistenza sul Garigliano consentì al governo ed alla famiglia reale napoletana di rifugiarsi nella fortezza di Gaeta, assieme ai superstiti reparti militari borbonici (circa 13.000 soldati delle varie armi).
A Gaeta assediata si consumò la fine dell'epopea della resistenza di Francesco II: 4 mesi di bombardamenti incessanti con pezzi rigati a lunga gittata, senza rifornimenti e senza viveri, con periodiche puntate offensive fuori dalle mura della cittadella. Tutto ciò tuttavia non fiaccò la resistenza degli ultimi soldati delle Due Sicilie, animati solamente dalla volontà di non arrendersi in una guerra ormai persa. Alla fine dell'assedio, avvenuta il 13 febbraio 1861, si contarono tra i difensori più di 1.500 fra morti e dispersi (oltre che 800 feriti fuori dalle mura). Tra le truppe sabaude si contarono invece 50 morti e 350 feriti. Francesco II e Maria Sofia di Baviera si rifugiarono quindi a Roma assieme ai rimanenti ministri borbonici, da dove condussero alcune fasi della resistenza armata nelle Due Sicilie dopo l'unità d'Italia.
Gli ultimi nuclei della resistenza borbonica furono le fortezze della cittadella di Messina e di Civitella del Tronto.
La cittadella di Messina, dopo l'occupazione della città da parte dei garibaldini il 27 luglio, comandata dal generale Gennaro Fergola e presidiata da circa 4.000 uomini (3 reggimenti di fanteria e uno di artiglieria), si arrese, dopo aver resistito all'assedio, al generale Cialdini il 12 marzo 1861.
Nella fortezza di Civitella del Tronto, al contrario, la difesa era affidata solo al alcuni reparti territoriali e di Gendarmeria per un totale di circa 500 uomini, coadiuvati dalla popolazione locale.
Pur essendo una delle fortezze più grandi d'Europa, memore di numerosi assedi, l'importanza strategica di Civitella del Tronto era nel 1861 ormai quasi del tutto nulla, in quanto le maggiori vie di comunicazione erano situate da tempo lungo la fascia costiera abruzzese, lontano dalla cittadella, che per questo motivo era all'epoca in fase di restauro.
Tuttavia qui la resistenza fu più tenace, e la bandiera borbonica di Civitella fu l'ultima ad essere ammainata. Il comandante della fortezza, il capitano di Gendarmeria Giuseppe Giovine, si ritrovò con poche centinaia di uomini e poche bocche da fuoco antiquate, senza alcuna prospettiva di vittoria, a dover fronteggiare i pezzi rigati e i reggimenti sabaudi del generale Pinelli, il quale attuò nei confronti dei resistenti una lotta senza quartiere, reprimendo duramente e sommariamente ogni tentativo di resistenza. Le ultime truppe borboniche tuttavia tentarono più volte l'offensiva con sortite al di fuori delle mura, ma la fame, le malattie e la scarsità di armi e munizioni dovute al lungo assedio alla fine ne decretarono la resa.
Civitella si arrese solo il 20 marzo 1861, dopo 6 mesi di assedio, giorno nel quale inoltre vennero fucilati per "brigantaggio" alcuni ufficiali e sottufficiali della fortezza.
In questo modo finì la storia militare delle Due Sicilie, i cui soldati, in quei tragici mesi, nel complesso si rivelarono sempre più combattivi e fedeli dei propri quadri dirigenti. Francesco II il 15 febbraio 1861 si congedò dal suo Esercito rivolgendo ai suoi soldati le seguenti parole:
(Francesco II di Borbone, re del Regno delle Due Sicilie, 15 febbraio 1861)
Al momento della resa di Gaeta il Real Esercito aveva subito perdite pari a circa 23.000 uomini tra morti, dispersi e feriti.
Molti degli ufficiali borbonici entrarono nel 1861 del nuovo Regio Esercito italiano. Una apposita commissione mista piemontese-napoletana per la valutazione degli ufficiali ex borbonici fu presieduta dal generale napoletano Roberto de Sauget.

## Organizzazione
L'amministrazione, la giustizia ed il comando delle truppe erano integrate nel Ministero della Guerra e Marina (Ramo Guerra), che le attuava tramite quattro organi posti alle proprie dipendenze. Al di sopra del Ministero della Guerra era situato il sovrano, Capitano Generale dell'Esercito.
I compiti dell'amministrazione ed il controllo delle spese erano affidate all'Intendenza Generale dell'Esercito, istituzione creata nel 1817 e posta sotto la direzione di un Intendente Generale di nomina reale (un Maresciallo di Campo). L'Intendenza Generale era competente sul controllo delle spese militari, che nel Reame generalmente corrispondevano a più di un terzo della spesa pubblica totale. L'elevata incidenza delle spese militari sul totale degli investimenti pubblici, oltre ad indicare la grande considerazione in cui il re teneva le forze armate, testimonia l'importanza dell'indotto militare nel tessuto economico del regno (compito dell'Intendenza era anche quello di stipulare contratti con i fornitori di vestiario, cuoiame, armamenti, munizioni, vettovaglie, ecc.). Tali spese erano gestite in maniera locale dai Consigli di amministrazione, dipendenti dall'Intendenza Generale, presenti in ciascun reggimento o reparto isolato dell'esercito. Tali Consigli di amministrazione dovevano vigilare anche sulla qualità dei contratti e dare conto di ogni entrata e/o uscita ad un altro organismo del Ministero della Guerra, le Ispezioni delle Armi (o Direzione Generale).
L'Ispezione delle Armi (o Direzione Generale) svolgeva compiti di supervisione amministrativa e di consulenza tecnica nell'attività addestrativa dei corpi. Nel caso dei Corpi Facoltativi (Artiglieria, Genio e Scuole), le competenze della Direzione Generale si estendevano anche alla gestione dei materiali ed alla direzione degli opifici militari.
Particolare menzione merita la Direzione Generale degli Ospedali da cui dipendeva tutto il servizio sanitario dell'Esercito ed il Corpo Sanitario. L'ospedale militare più importante (detto Ospedale Centrale) era quello della Santissima Trinità dei Pellegrini, situato a Napoli (500 ricoveri). Gli Ospedali di I classe (300 ricoveri) erano situati a Napoli, Palermo, Capua, Nocera e Pescara. Gli ospedali di II classe (200 ricoveri) erano situati a Caserta, Gaeta, Nola e Messina. Gli ospedali di III classe (100 ricoveri) erano situati a Cava, Trapani e Siracusa. Gli "ospedaletti" (50 ricoveri) erano situati a Chieti, Ischia, Tremiti, Ponza e Milazzo.
Il terzo organo del Ministero della Guerra era il Comando Generale delle Armi, che comprendeva il Corpo dello Stato Maggiore dell'Esercito. Da questo organo dipendevano il servizio e i movimenti delle truppe. Lo Stato Maggiore dell'Esercito in tempo di pace si suddivideva in Comando Generale di Napoli (province al di qua del Faro) e Comando Generale di Palermo (province al di là del Faro). Il Comando Generale di Napoli si trovava spesso in contatto diretto con il sovrano, che scavalcava così le funzioni del Ministero della Guerra, il quale era così costretto a sancire gli ordini del re "ex post". Gli ordini del Comando Generale erano diramati ai Comandanti Militari delle varie province continentali e siciliane, i quali, a loro volta, li trasmettevano ai corpi di guarnigione attraverso i Comandi delle Piazze d'armi. Le Piazze d'armi (castelli o forti) erano suddivise in varie classi a seconda dell'importanza e delle infrastrutture installate.
- Le Piazze di I classe erano quelle di Napoli, Gaeta, Capua, Palermo, Messina e Siracusa.
- Le Piazze di II classe erano Castel Sant'Elmo (Napoli), Castel Nuovo (Napoli), Pescara, Taranto, Civitella del Tronto, Castello a Mare (Palermo), Cittadella di Messina, Trapani ed Augusta.
- Le Piazze di III classe erano Castel dell'Ovo (Napoli), Forte del Carmine (Napoli), Forte d'Ischia, Forte di Baia (Bacoli), Capri, Ponza, Milazzo, Ustica, Pantelleria, Termini Imerese, Favignana, Girgenti e Lipari.
- Piazze di IV classe erano Gallipoli, Forte a Mare (Brindisi), Manfredonia, Isole Tremiti, Barletta, L'Aquila, Crotone, Granatello (Portici), Ventotene, Forte del Santissimo Salvatore (Messina), Torre Faro (Messina), Licata, Castello della Colombaia (Trapani), Forte di Capo Passero, Molo di Palermo, Forte Gonzaga (Messina), Forte San Giacomo (Favignana), Forte Santa Caterina (Favignana), Forte San Leonardo (Favignana), Pozzallo.

Il quarto organo del Ministero della Guerra si occupava dell'amministrazione della giustizia militare e prendeva il nome di Alta Corte Militare. Essa era presieduta da un tenente generale e composta da 6 giudici ordinari e da 4 giudici straordinari. La sua funzione era quella di tribunale di revisione dei giudizi emessi dagli organi di giustizia periferici, ossia:
- Consigli di Guerra di Corpo: operanti a livello di reggimento o battaglione, competenti per i reati commessi da soldati, sottufficiali ed ufficiali subalterni dello stesso corpo senza complicità di civili.
- Consigli di Guerra di Guarnigione: operanti per ogni Comando di Piazza (o provincia) e competenti anche per i reati commessi da militari di corpi diversi.
- Consigli di Guerra di Divisione: nominati per ordine espresso del Ministro della Guerra, competenti per i reati commessi da ufficiali superiori e generali.

Una parte dei Consigli di Guerra doveva essere di pari grado rispetto all'imputato, e l'altra superiore. Perciò nei tribunali spesso soldati ed ufficiali sedevano nello stesso Consiglio.
L'Alta Corte poteva quindi confermare o annullare i giudizi degli organi periferici sia per motivi di merito che di procedura. Nel caso di reati di particolare gravità però veniva nominato un Consiglio di Guerra subitaneo che aveva luogo nelle 24 ore seguenti all'evento del reato, per direttissima, ed il cui giudizio non era appellabile. Le pene per i reati militari erano: la morte, l'ergastolo, i lavori forzati, la reclusione, la degradazione ed infine punizioni corporali (passaggio del militare a passo lento in un corridoio di commilitoni dotati di bacchette, e trasferimento ai battaglioni di disciplina).

### Coscrizione e reclutamento
Il primo esempio di servizio di leva nel Regno di Napoli si fa risalire al 1563, quando il viceré spagnolo Perafán de Ribera istituì una "Milizia provinciale" il cui compito era quello di fornire le truppe di complemento alle armate imperiali in caso di guerra. La consistenza della milizia provinciale variò nel tempo a seconda delle esigenze: nel primo periodo si richiesero 5 uomini ogni 100 "fuochi" (nuclei familiari), in modo da formare 74 compagnie di 300 uomini ciascuna. Alla fine del '600 il numero delle compagnie della Milizia era di 112, riunite in 9 "sergenzie maggiori". La Milizia provinciale fu temporaneamente soppressa dal viceré austriaco Virico Daun dal 1708 al 1711 e negli anni immediatamente successivi alla salita al trono di Carlo di Borbone (1734). Tuttavia il nuovo sovrano provvide a riattivare la Milizia nel 1743 con l'obiettivo di formare i 6 nuovi reggimenti di linea "nazionali", che in seguito si distinsero a Velletri.
A partire dal 1782 la Milizia Reale (anche detta Real Battaglione) fu trasformata dal ministro Giovanni Acton in una riserva di mobilitazione per l'Esercito di 15.000 uomini, reclutati per sorteggio tra i contadini, i quali andavano a contrarre una ferma decennale con un semplice obbligo di istruzione domenicale (più 8 riviste ed un'adunata annuali). Questa riserva era suddivisa in 120 compagnie di 125 uomini ciascuna, distribuite fra i vari colonnellati del regno. La Milizia Reale cessò le sue funzioni nel 1800, quando venne sostituita da una milizia volontaria basata sulle "masse" dell'esercito sanfedista.
Un reale dispaccio del 5 agosto 1794 ordinava per la prima volta una leva di 16.000 reclute per l'Esercito, oltre ai riservisti della Milizia Reale, da scegliere fra i maschi di età compresa fra i 18 e i 45 anni, non ammogliati e di statura non inferiore a cinque piedi e due pollici (circa 165 cm), in ragione di 4 uomini su 1.000, volontariamente o per sorteggio ("per via del bussolo da praticarsi in pubblico parlamento").
Con l'aggravarsi del quadro politico internazionale, in seguito al R. Editto del 24 luglio 1798, venne ufficialmente sancito nel reame borbonico il principio dell'obbligo generale e personale di difesa armata della patria, dichiarando soldati dalla nascita tutti gli individui. Gli uomini dai 17 ai 45 anni erano "reputati per effettivi soldati ascritti ai diversi corpi" e tenuti "all'indispensabile dovere di presentarsi ai detti corpi per prestarvi il servizio militare" in caso di mobilitazione generale. La mobilitazione del 1798 ampliava così la base del sorteggio, richiedendo 10 uomini ogni 1.000 persone (in modo da mobilitare in totale circa 40.000 reclute in tutto il regno). La chiamata alle armi riuscì in buona parte a raggiungere gli obiettivi numerici, nonostante alcuni disordini verificatisi nelle Calabrie ed in Terra di Lavoro, ma non si riuscì a dotare tutte le reclute di un adeguato addestramento ed equipaggiamento prima dell'occupazione francese.
Dopo la prima restaurazione, nel 1805, nel regno borbonico si decise di istituire nuovamente la leva per reclutare 30.000 uomini con un tasso legale del 7,5 per mille tra tutti i sudditi aventi un'età compresa tra i 20 e i 40 anni. In previsione di un nuovo scontro con la Francia napoleonica, ogni reggimento attinse dai depositi il numero di reclute necessario per completare nel più breve tempo possibile gli organici di guerra.

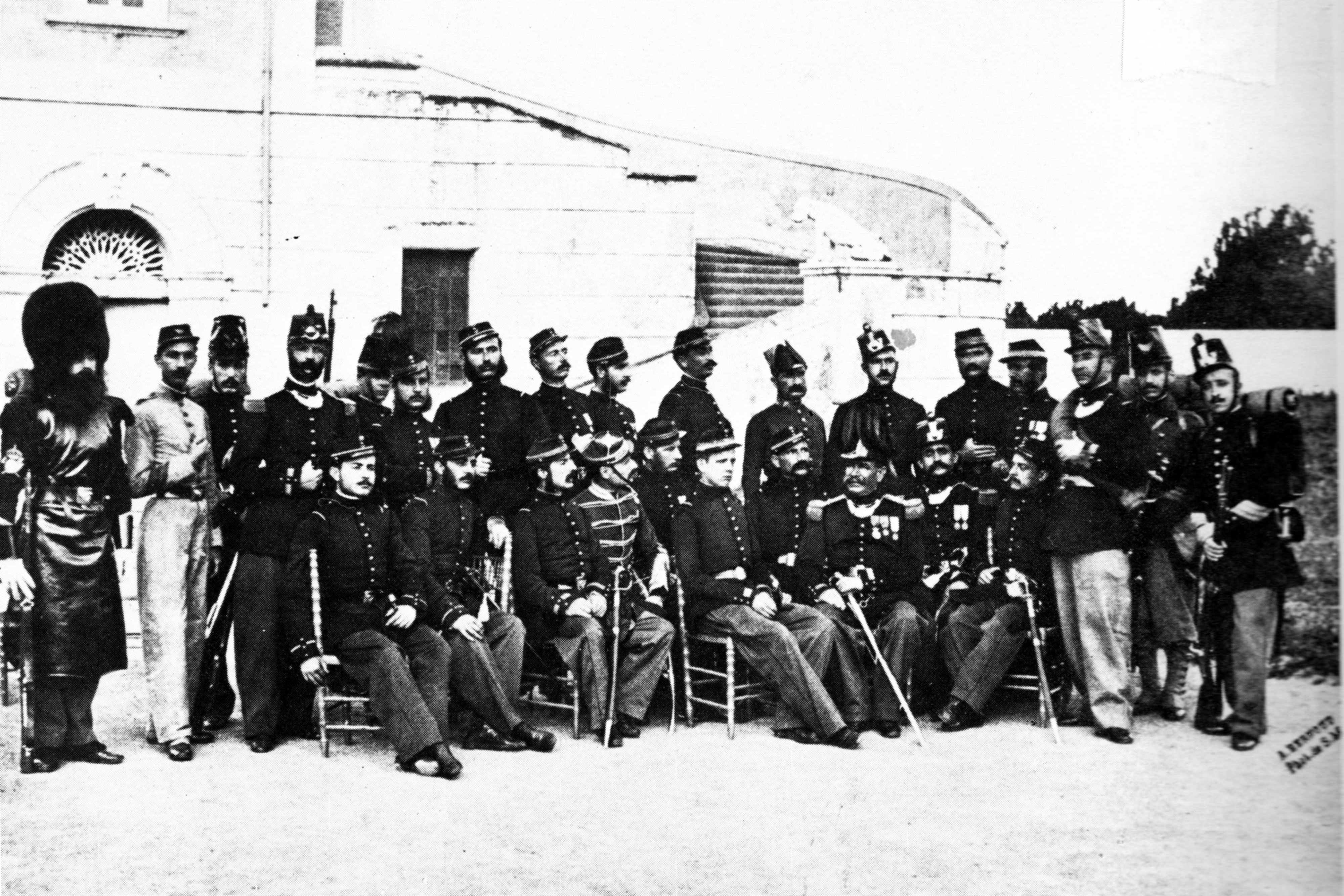
I "Cacciatori" erano reclutati principalmente nelle zone montuose del Reame (1860)

Durante il regno di Gioacchino Murat il numero dei coscritti fu notevolmente aumentato e nel 1810 fu eliminato ogni altro metodo di reclutamento usato in precedenza. Nel 1816, con la Restaurazione, la coscrizione obbligatoria fu nuovamente ridotta: si richiedevano 3 coscritti ogni 2.000 abitanti con un'età compresa tra i 21 e i 25 anni, la ferma durava 6 anni per la fanteria e 9 per i soldati dell'artiglieria e della cavalleria.
In seguito ai fatti del 1820 ed alla conseguente riorganizzazione del Real Esercito si rese necessario aumentare gradualmente l'incidenza della coscrizione obbligatoria: la legge del 28 febbraio 1823 stabilì che la leva riguardasse tutti i maschi idonei fra i 18 e i 25 anni, i quali, dopo un pubblico sorteggio effettuato dal Decurionato (consiglio comunale) di ogni Comune del Reame, ingaggiavano una ferma di 6 anni. Ogni Comune doveva fornire un determinato numero di coscritti in proporzione alla propria popolazione (una recluta ogni 1.000 abitanti). Il Decurionato di ogni Comune del Regno provvedeva a stilare la lista degli uomini tra i 18 e i 25 anni, lista che veniva affissa per 8 giorni alle porte del municipio (nella città di Napoli questa operazione si effettuava per ogni quartiere). In questo arco di tempo coloro che erano stati segnati sulla lista avevano la possibilità di rettificare eventuali errori presenti. Allo scadere degli 8 giorni la responsabilità delle operazioni di coscrizione passava all'Intendente della Provincia, ed il Decurionato, con l'ausilio di uno o più medici, doveva provvedere alla pubblica selezione dei coscritti sorteggiati tramite un bussolotto, rimpiazzando gli eventuali inidonei con altri coscritti idonei in base al numero di estrazione. I requisiti per essere ritenuti idonei erano un'altezza minima di circa 162 cm, il celibato ed il non avere mali o imperfezioni fisiche. Motivi di esclusione erano particolari condizioni familiari (figli unici o sostegni di famiglia), religiose o accademiche.
Composto così il contingente di ogni comune, le reclute venivano dotate del denaro occorrente ad effettuare il viaggio per giungere ai rispettivi depositi, dove venivano controvisitate e assegnate ai vari corpi dell'Esercito in base alla loro statura ed ai loro mestieri (selezioni più rigide avvenivano per i Corpi Facoltativi e la Gendarmeria). Chi lo avesse desiderato avrebbe potuto farsi sostituire a pagamento da un altro coscritto, tuttavia se il rimpiazzo non fosse giunto al deposito nel tempo previsto o se si fosse reso responsabile di reati o di diserzione nell'anno successivo alla sua entrata in servizio, il rimpiazzato sarebbe stato obbligato a ritornare sotto le armi.
Salito al trono Ferdinando II, nel marzo 1834 si modificò parzialmente l'ordinamento della coscrizione obbligatoria nel Reame. Venne così deciso che i corpi del Real Esercito si reclutassero mediante leva, arruolamento volontario o prolungamento della ferma, adottando un metodo molto simile a quello francese.
Le nuove disposizioni in materia di leva obbligatoria ordinavano che ogni suddito di età compresa tra i 18 e i 25 anni fosse soggetto all'obbligo di servizio militare mediante estrazione a sorteggio (nei primi anni 1 prescelto ogni 1.000). Le operazioni della leva erano coordinate dai Consigli di Leva operanti in ogni provincia del regno, sotto la direzione dell'Intendente della Provincia. Le reclute selezionate dai Consigli venivano assegnate ai corpi dalla Commissione di Leva di Napoli in base a poche caratteristiche peculiari: i coscritti provenienti da zone montane venivano spesso inviati ai Battaglioni Cacciatori, i coscritti più alti erano immatricolati nei Granatieri e nei Carabinieri e i più abili nella lavorazione del legno e dei metalli nei Corpi Facoltativi.
La durata del servizio era di 10 anni, di cui 5 di servizio attivo "sotto le bandiere" e 5 di congedo nella riserva (richiamo in caso di mobilitazione). I coscritti destinati ad Artiglieria, Genio, Cavalleria e Gendarmeria invece svolgevano 8 anni di servizio attivo, senza assegnazione alla riserva.
La richiesta di coscritti era alquanto ridotta dato che nel Real Esercito era predominante la componente volontaria. Carlo Mezzacapo, nel suo studio del 1858, stimava che in tempo di pace il contingente di leva chiamato annualmente alle armi non fosse superiore a 12.000 unità, su un gettito teorico di circa 25.000 coscritti abili al servizio nell'esercito. Il resto dei militari era quindi formato da volontari o rinnovi di ferma. Il servizio volontario era contratto per 8 anni, senza assegnazione successiva alla riserva. I volontari erano per gran parte figli di altri militari (tra cui molti "figli di truppa", arruolati a 16 anni) o piccoli borghesi attirati dalle prospettive di carriera.
Gli ufficiali della fanteria e della cavalleria erano generalmente reclutati direttamente tra i sottufficiali mediante esami di idoneità. Circa un terzo degli ufficiali di fanteria e cavalleria proveniva invece dal Real Collegio Militare o dalla Guardia del Corpo. Gli ufficiali di Artiglieria e Genio invece provenivano quasi tutti dai corsi del Real Collegio Militare.
Il sistema di reclutamento introdotto nel 1834 era molto simile al modello francese dell'esercito di qualità, e tuttavia, benché fornisse un valido nucleo di professionisti, aveva una grande debolezza: l'insufficienza delle riserve in tempo di guerra. Per portare gli organici dal piede di pace a quello di guerra le autorità ricorrevano o al richiamo della riserva (cioè delle ultime 5 classi di leva) o alla chiamata dell'intera classe di leva dell'anno. Tuttavia la grande incidenza di soldati professionisti finiva col penalizzare la formazione di adeguate riserve a cui ricorrere in caso di mobilitazione. Il gettito del contingente di riservisti richiamato in tempo di guerra era quindi poco consistente, costringendo i vertici militari a dover chiamare alle armi un'intera nuova classe di leva. Questo aveva come conseguenza un improvviso ingrossamento degli organici da parte di reclute inesperte, bisognose di un lungo addestramento (specie per le armi tecniche). Tra il 1848 ed il 1849 il governo decise di ampliare ulteriormente il gettito della leva obbligatoria. Negli anni cinquanta la consistenza dei reparti borbonici raggiunse così le 100.000 unità, in quanto furono chiamati alle armi annualmente circa 30.000 coscritti in più rispetto al passato. In questo modo si poteva più facilmente completare gli organici in tempo di guerra, portando teoricamente l'esercito a più di 120.000 uomini.
Con le riforme avviate da Ferdinando II nel 1859 il servizio durava cinque anni, ai quali ne seguivano altri cinque nella riserva, tuttavia esisteva anche la possibilità di effettuare otto anni continuati, senza transitare nella suddetta riserva. I coscritti, il cui numero veniva stabilito anno per anno dallo stesso sovrano, venivano sorteggiati nei comuni del regno fra i giovani che avessero un'età compresa fra i 18 e i 25 anni, e poi inviati nel capoluogo della provincia di appartenenza per la visita di idoneità e successivamente inviati ai reparti per un addestramento di 6 mesi. Accanto alla leva esisteva anche la possibilità di prestare servizio volontario di 8 anni per i cittadini dello Stato, di 4 per gli stranieri.

### Esclusioni e dispense
Erano esclusi dalla leva di terra i distretti marittimi e le isole, destinati a fornire il contingente per l'Armata di Mare e l'Artiglieria Litorale. Per antico privilegio i sudditi siciliani contribuivano in maniera molto limitata alla formazione dei contingenti di leva rispetto alle province continentali, e addirittura negli ultimi anni di vita del Reame i siciliani furono del tutto esentati dall'obbligo della coscrizione.
Erano esentati dal servizio di leva gli uomini più bassi di 1,62 m, quelli aventi imperfezioni fisiche o particolari condizioni di famiglia, gli appartenenti a determinati ordini religiosi e gli studenti che frequentavano corsi di studio superiori.
Come in Francia, era inoltre possibile per il coscritto farsi sostituire nell'obbligo di leva versando al tesoro 240 ducati ed indicando un "surrogante". Il surrogante doveva essere un militare in servizio da almeno 4 anni (7 per alcuni corpi) al quale venivano versati i 240 ducati pagati dal sostituito. Il surrogante perciò si rendeva disponibile a prolungare la propria ferma per un periodo predeterminato di tempo.

### Gradi e avanzamento
Le procedure di avanzamento di grado si fondavano principalmente su esami di idoneità periodici, ed in alcuni casi su criteri di anzianità. L'esame di idoneità per avanzare di grado seguiva una procedura simile per quasi tutti i livelli gerarchici fino a quello di ufficiale: per esempio un soldato di truppa poteva accedere al grado di caporale tramite l'ammissione ad un esame indetto dal colonnello comandante del Reggimento. I candidati dovevano quindi consegnare la domanda ai comandi di Compagnia, che la corredavano delle loro osservazioni. Successivamente veniva pubblicata la lista degli ammessi agli esami (generalmente 3 candidati per ogni posto disponibile) e si nominava la commissione giudicatrice. L'esame quindi aveva luogo tramite prove scritte e tecnico-pratiche secondo un programma autorizzato dalla Direzione Generale. Il verbale delle prove d'esame, con osservazioni e punteggi, era quindi consegnato al colonnello comandante che rendeva noti i risultati pubblicando la graduatoria. Le promozioni avevano luogo tramite questa graduatoria. La stessa procedura era usata per le promozioni dal grado di caporale a quello di caporal foriere, secondo sergente e primo sergente. Per la promozione ad aiutante di campo (il grado maggiore per un sottufficiale) e per la promozione ad alfiere (il grado minore dell'ufficialità) la commissione esaminatrice era ampliata con ufficiali superiori a cui spesso si univano dei generali.
Il primo grado dell'ufficialità (alfiere) era reclutato per due terzi degli effettivi ricorrendo al metodo degli esami di idoneità tra gli aiutanti di campo dello stesso corpo, e per un terzo con provenienti dal Real Collegio Militare (Nunziatella) e dallo Squadrone delle Guardie del Corpo. In fanteria e cavalleria le promozioni dal grado di alfiere a quello di capitano (passando per i gradi di secondo tenente e primo tenente) avvenivano semplicemente per anzianità, mentre nell'artiglieria e nel genio si ricorreva ad esami di idoneità effettuati ogni due anni. L'ultimo esame di idoneità era previsto per passare dal grado di capitano a quello di maggiore (il primo grado per gli ufficiali superiori), i successivi passaggi ai gradi di tenente colonnello e colonnello avvenivano per anzianità. La promozione dei colonnelli ad ufficiali generali (brigadiere, poi maresciallo di campo e tenente generale) poteva avvenire per anzianità, ma di fatto il re esercitava un potere di scelta sulle promozioni ad ufficiale generale.
Nel caso degli ufficiali il non riconoscimento dell'idoneità determinava di norma l'esclusione dal servizio attivo o il prepensionamento.
Il criterio dell'anzianità aveva come vantaggio l'assenza di favoritismi, tuttavia uno svantaggio evidente era rappresentato dall'età media assai avanzata degli ufficiali superiori (soprattutto nello Stato Maggiore). Infatti coloro che si distinguevano per le doti militari generalmente non erano premiati con l'avanzamento di grado ma spesso solo con decorazioni e compensi economici, generando in molti casi dei risentimenti.

### Istituti d'istruzione militare
L'ordinamento delle scuole militari al servizio del Real Esercito comprendeva il Real Collegio Militare, la Scuola d'Applicazione d'Artiglieria e Genio, lo Squadrone delle Guardie del Corpo a Cavallo, il Battaglione degli Allievi Militari ed altri istituti e scuole minori.
Il Real Collegio Militare ("Nunziatella") derivava dall'istituto fondato nel 1786 da Ferdinando IV. Da esso uscivano ufficiali destinati principalmente ad Artiglieria e Genio, o, in casi più rari, a tutte le altre armi. Il Real Collegio nel corso degli anni infatti si era specializzato nella formazione di ufficiali per le armi tecniche, soprattutto in seguito alla riforma del 1816 che aveva ristrutturato la preesistente Scuola Militare Politecnica creata da Murat nel 1811. Sede tradizionale del Real Collegio era il Monastero dell'Annunziatella a Napoli, nel quartiere Pizzofalcone. Nel 1855 Ferdinando II lo trasferì a Maddaloni, credendo così di isolare l'istituto dai fermenti politici della capitale, ma alla morte del sovrano nel 1859 il Real Collegio fece ritorno alla sua antica sede napoletana. Gli allievi, a cui si richiedeva l'appartenenza alla nobiltà o la parentela con ufficiali superiori, erano ammessi all'età di 10-12 anni e dovevano corrispondere una retta di 180 ducati mensili (più 100 ducati il primo anno per il "corredo"). Generalmente il numero degli allievi corrispondeva a 170 effettivi, suddivisi in quattro compagnie inquadrate da ufficiali o da altri allievi più anziani. L'ordine era garantito da sottufficiali dei Veterani. Sulla base dell'ordinamento del 1823 (conservato fino al 1861), i corsi erano organizzati su otto anni, al termine dei quali gli allievi sostenevano un esame di idoneità. La documentazione giunta fino a noi testimonia l'elevata complessità e l'alto livello scientifico raggiunto specialmente dai corsi di Artiglieria (soprattutto grazie all'opera del capitano Nunzio Ferrante, che in quegli anni reggeva la cattedra di "artiglieria teorica").
Sulla base della valutazione ricevuta all'esame veniva quindi stilata una graduatoria: i primi classificati erano destinati ad Artiglieria e Genio secondo le esigenze di organico, gli altri erano inseriti nei reparti di Fanteria e Cavalleria. Coloro che non superavano l'esame invece potevano essere immatricolati nei corpi come sottufficiali o, in alternativa, direttamente congedati.
Sul finire del 1859 fu proposto al Consiglio di Istruzione la possibilità di adottare un nuovo regolamento, da applicare a partire dal 1861. Tuttavia, a causa del precipitare degli eventi, furono adottati solamente regolamenti d'urgenza, volti a inserire gli allievi nei reparti nel minor tempo possibile. In quest'ottica alcuni allievi parteciparono agli esperimenti sull'impiego di obici rigati attuato al Poligono di Bagnoli nel giugno 1860. Molti allievi vollero seguire le sorti del Real Esercito sino alla caduta del Regno, molti raggiunsero Gaeta e si batterono con valore durante l'assedio.
Il 31 ottobre 1857, dopo vari progetti proposti dal generale Filagieri e dal brigadiere Scala (rispettivamente Direttore e Ispettore dei Corpi Facoltativi), fu istituita a Capua (nel padiglione di San Giovanni) la Scuola di Applicazione di Artiglieria e Genio, destinata alla formazione complementare degli alfieri delle due armi provenienti dal Real Collegio Militare. La durata del corso applicativo era di un anno, alla fine del quale gli allievi sostenevano un esame di idoneità sulle materie trattate. I risultati degli esami erano quindi spediti alla Direzione dei Corpi Facoltativi. Era inoltre possibile ottenere il grado di primo tenente sostenendo un ulteriore esame sulla base di programmi stabiliti anno per anno dall'Ispettorato delle due armi. Oltre alla specializzazione d'arma gli allievi si esercitavano alla scuola di equitazione ed al comando delle batterie a cavallo.
Altro istituto di formazione era rappresentato dallo Squadrone delle Guardie del Corpo a cavallo in quanto, oltre al "Servizio delle Reali Persone", il reparto si occupava anche dell'istruzione degli alfieri della Cavalleria o della Guardia Reale. L'accesso allo Squadrone era molto esclusivo, si richiedeva al candidato "pruova di Nobiltà generosa" ed una cospicua rendita. Dopo 6 anni di servizio era possibile svolgere l'esame di idoneità al grado di alfiere (che si svolgeva ogni anno). L'origine dell'unità risaliva al Settecento, ma nel 1815 venne definitivamente riordinata nella forma esistita fino al 1861. Il comandante era un tenente generale prescelto per antica consuetudine tra i primogeniti di una delle famiglie nobili più illustri del regno.
Fino al 1848 inoltre era esistita a Napoli una Scuola Militare per la formazione di sottufficiali dei diversi corpi. L'età di ammissione era la stessa del Real Collegio Militare, con 160 posti disponibili per figli di ufficiali o borghesi. Previo concorso, i migliori allievi potevano passare al Real Collegio, gli altri al termine dei corsi erano invece nominati caporali o sergenti. Tuttavia, a seguito degli avvenimenti del 1848, la Scuola Militare venne sciolta. Le sue funzioni vennero assegnate ad un nuovo istituto: il Battaglione degli Allievi Militari. A differenza del precedente istituto, gli allievi del Battaglione potevano iscriversi tra gli 8 e i 12 anni in un numero che poteva arrivare fino a 150 effettivi. Gli allievi, divisi in cinque classi, seguivano corsi di letteratura, matematica ed esercizi militari, sostenendo alla fine di ogni anno un esame per il passaggio alla classe superiore. L'uscita dal Battaglione avveniva tra i 17 e i 18 anni, a seguito di esame di idoneità, sulla base del quale avveniva l'assegnazione ai vari corpi. Gli allievi del Battaglione Militare non uscivano che semplici soldati dai corsi, la promozione avveniva solo dopo aver dimostrato le proprie capacità pratiche e teoriche nel corpo a cui nel frattempo erano stati assegnati.
Altri istituti di formazione del Real Esercito erano la Scuola di Equitazione, fondata nel 1844, che formava gli ufficiali e i sottufficiali istruttori dei reparti montati. Con analoghi compiti di formazione operavano le numerose Scuole di Tiro e Scuole di Ginnastica, oltre che le 4 Scuole di Scherma istituite a partire dal 1848 in Napoli, Capua e Caserta.
In tutti i reggimenti o battaglioni isolati operavano inoltre Scuole Reggimentali, che provvedevano alla formazione culturale e tecnica della truppa. Negli Alberghi dei Poveri di Napoli ed Aversa inoltre venivano impartiti corsi di istruzione premilitare a giovani indigenti (nonché un avviamento professionale consistente nell'insegnamento di elementi di musica, falegnameria, lavorazione di metalli, pellami, tessuti, ecc.), che ne consentivano il successivo reclutamento da parte dell'esercito.

## Organici
La base dell'organizzazione e degli ordinamenti del Real Esercito era rappresentata dal Real Decreto n. 1.566 del 21 giugno 1833, che stabiliva il numero e la composizione dei corpi. Dal 1824 i corpi di truppa erano suddivisi in "truppe attive" (Guardia Reale, Fanteria, Cavalleria, Artiglieria, Genio, Guardie del Corpo e Gendarmeria) e "truppe sedentarie" (di guarnigione nelle Piazze: Veterani e Invalidi).
Negli anni successivi al 1833 furono apportate alcune modifiche agli organici ed aggiunti nuovi corpi: nel 1840 fu creato il 13º Reggimento di Fanteria di linea, e nell'agosto del 1859 il 14º ed il 15º.
Nel 1859 furono creati inoltre il 14º, 15º e 16º Battaglione Cacciatori.
Nel 1856 fu istituito il Battaglione Tiragliatori della Guardia Reale.
Nel 1848 fu creato il Reggimento Cacciatori a Cavallo (con funzioni di cavalleria leggera) e temporaneamente disciolto il corpo della Gendarmeria (corpo che, oltre a svolgere i compiti militari coordinati dal Ministero della Guerra, si occupava anche dell'ordine pubblico sotto la direzione del Ministero dell'Interno), sostituito con due reggimenti di Carabinieri, uno a Piedi e l'altro a Cavallo (1850).
La 1ª compagnia scelta del Reggimento Carabinieri a Piedi aveva inoltre la funzione di "Guide" dello Stato Maggiore.
Come si è detto, in seguito agli avvenimenti del 1848, l'organico dell'esercito fu gradualmente incrementato fino a raggiungere un livello di effettivi intermedio tra quello "di pace" e quello "di guerra".
Secondo l'ordinamento del 1856, infatti, in caso di guerra, l'esercito avrebbe potuto mobilitare ben 60.000 uomini in più rispetto all'organico di pace, ed in particolare avrebbe potuto mobilizzare 48.000 fanti, 6.600 cavalieri, 4.400 artiglieri e 1.000 genieri da aggiungere ai circa 70.000 effettivi del Real Esercito in tempo di pace.

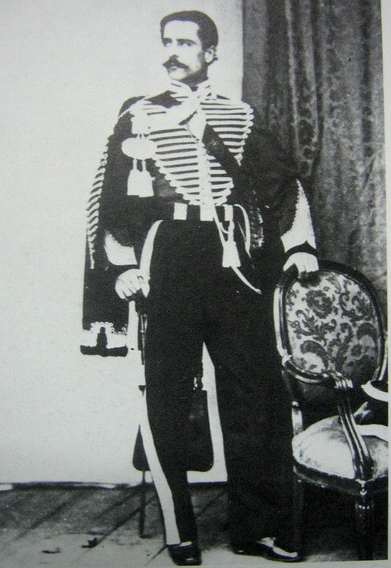
Alfiere degli Ussari (1858)

### Gradi
Il Decreto Reale n° 39 del 6 dicembre 1830 introdusse l'uso delle spalline, e di altri distintivi di grado, sia sulla piccola che sulla grande uniforme, per tutti i Corpi Militari.
Le spalline, per gli Ufficiali Generali e Superiori, erano così formate:
- lunghezza di 5 pollici e 10 linee (circa 157,9 mm);
- larghezza di 2 pollici e 6 linee (circa 67,6 mm);
- per gli Ufficiali Generali: avendo verso sulla estremità inferiore 1 scudo (con corone e gigli di grado), che terminava con 1 cornice circolare, composta da 1 tortiglione grande e da 2 più piccoli, all'ultimo dei quali erano strettamente attaccate 21 cannottiglie della lunghezza di 2 pollici e 6 linee (circa 67,6 mm) e della grossezza di 18 linee (circa 40 mm); i travetti per il sostegno delle spalline erano dello stesso colore delle spalline;
- per gli Ufficiali Superiori: laminette rettangolari di rame dorato o di argento (uguali al colore dei bottoni reggimentali della giubba) situate a squame, avendo verso sulla estremità inferiore di detta parte piana, che era alquanto convessa, la suddetta cornice circolare, composta da 1 tortiglione grande e 2 più piccoli, all'ultimo dei quali erano attaccate 32 cannottiglie della lunghezza di 2 pollici e 6 linee (circa 67,6 mm) e della grossezza di 13 linee (circa 28,9 mm); i travetti per il sostegno delle spalline erano formati da catenette di rame dorato o di argento (uguali al colore dei bottoni reggimentali della giubba) e la fodera era dello stesso colore delle mostrine del rispettivo Reggimento.

Nel successivo elenco le spalline sono quelle del detto D.R. n° 39/1830.
Gradi degli Ufficiali
Ufficiali Generali:
- Capitano Generale : 2 spalline con frange e scudo tutte d'oro con sullo scudo 3 gigli d'argento in forma piramidale, sormontati da 1 corona reale d'argento
- Tenente Generale : 2 spalline con frange e scudo tutte d'oro con sullo scudo 2 gigli d'argento in linea orizzontale, sormontati da 1 corona reale d'argento
- Maresciallo di Campo : 2 spalline con frange e scudo tutte d'oro con sullo scudo 1 giglio d'argento, sormontato da 1 corona reale d'argento
- Brigadiere (o Colonnello Brigadiere) : 2 spalline con frange e scudo tutte d'argento con sullo scudo 1 giglio d'oro, sormontato da 1 corona reale d'oro

Ufficiali Superiori:
- Colonnello : 2 spalline con frange tutte d'oro o d'argento (uguali al colore dei bottoni reggimentali della giubba) con 3 gigli d'argento o d'oro (diversi dal colore dei bottoni reggimentali della giubba) in forma piramidale, sormontati da 1 corona reale d'argento o d'oro (diversa dal colore dei bottoni reggimentali della giubba)
- Tenente Colonnello : 2 spalline con frange tutte d'oro o d'argento (uguali al colore dei bottoni reggimentali della giubba) con 2 gigli d'argento o d'oro (diversi dal colore dei bottoni reggimentali della giubba) in linea orizzontale, sormontati da 1 corona reale d'argento o d'oro (diversa dal colore dei bottoni reggimentali della giubba)
- Maggiore : 2 spalline con frange tutte d'oro o d'argento (uguali al colore dei bottoni reggimentali della giubba) con 1 giglio d'argento o d'oro (diverso dal colore dei bottoni reggimentali della giubba), sormontato da 1 corona reale d'argento o d'oro (diversa dal colore dei bottoni reggimentali della giubba)

Ufficiali Inferiori:
- Capitano Aiutante e Capitano Comandante : 2 spalline con frange tutte d'oro o d'argento (uguali al colore dei bottoni reggimentali della giubba) con 1 giglio d'argento o d'oro (diverso dal colore dei bottoni reggimentali della giubba)
- Capitan Tenente : 2 spalline con frange tutte d'oro o d'argento (uguali al colore dei bottoni reggimentali della giubba) con solo sulla spallina destra 1 giglio d'argento o d'oro (diverso dal colore dei bottoni reggimentali della giubba)
- Primo Tenente : 1 spallina con frange tutte d'oro o d'argento (uguali al colore dei bottoni reggimentali della giubba) con 1 giglio d'argento o d'oro (diverso dal colore dei bottoni reggimentali della giubba) + 1 mozzetta d'oro o d'argento (uguale al colore dei bottoni reggimentali della giubba)
- Secondo Tenente : 1 spallina con frange tutte d'oro o d'argento (uguali al colore dei bottoni reggimentali della giubba) + 1 mozzetta d'oro o d'argento (uguale al colore dei bottoni reggimentali della giubba)
- Alfiere : 1 mozzetta d'oro o d'argento (uguale al colore dei bottoni reggimentali della giubba) (la "mozzetta" era una spallina senza frange)

Gradi dei Sottufficiali, Comuni e Truppa
Sottufficiali:
- Aiutante di Campo
- Primo Sergente
- Secondo Sergente

Comuni:
- Caporal Foriere
- Caporale

Truppa:
- Soldato di Truppa

Inoltre su rinnovato l'uso della sciarpa per gli Ufficiali, portata alla vita già fissato dal Regolamento del 1829, larga 30 linee (circa 70 mm) e lunga totalmente circa 230 cm, con alle estremità 2 fiocchi, di cui la parte superiore di canutiglia d'argento e l'inferiore di seta bianca e scarlatta, lunghi 7 pollici (circa 90 mm), foderata internamente di pelle scarlatta:
- per gli Ufficiali Generali : sciarpa con 5 righe d'argento e 4 righe di seta scarlatta,
- per gli Ufficiali Superiori ed Inferiori : sciarpa con 5 righe di seta bianca e 4 righe di seta scarlatta.

### Fanteria
Nel 1860 la Fanteria poteva contare su 15 reggimenti di Fanteria di Linea organizzati in:
- sette brigate, 16 battaglioni di Cacciatori e 4 reggimenti della Guardia Reale (2 reggimenti di Granatieri, 1 di Cacciatori, 1 di Fanteria di Marina "Real Marina" ed in più il Battaglione Tiragliatori).

Un tipico reggimento di fanteria era composto da:
- 2 battaglioni (3 in tempo di guerra) di 6 compagnie ciascuno (7 in tempo di guerra), per un totale di 2.170 uomini (3.279 in tempo di guerra).

Un battaglione era formato da:
- 1 compagnia Granatieri;
- 1 compagnia Cacciatori;
- 4 compagnie Fucilieri;
- (1 compagnia Deposito in tempo di guerra).

Una compagnia era formata da 164 uomini, nell'ordine:
- 1 capitano
- 1 primo tenente
- 1 secondo tenente
- 1 alfiere
- 1 primo sergente
- 4 secondi sergenti
- 1 caporal foriere
- 8 caporali
- 1 guastatore
- 3 tamburi
- 1 trombetto
- 141 soldati

Al vertice del reggimento c'era uno Stato Maggiore di 10 uomini (13 in tempo di guerra) composto da:
- 1 colonnello
- 1 tenente colonnello
- 2 maggiori (3)
- 2 chirurgi (3)
- 2 cappellani (3)
- 1 ufficiale quartiermastro
- 1 ufficiale d'abbigliamento

Era presente inoltre uno Stato Minore di 28 uomini (32 in tempo di guerra) formato da:
- 2 aiutanti di battaglione (3)
- 1 portabandiere
- 2 furieri maggiori (3)
- 1 sergente prevosto
- 1 sergente dei guastatori
- 2 caporali dei guastatori (3)
- 1 tamburo maggiore
- 2 caporal-tamburi
- 1 capo banda
- 12 musicanti
- 1 capo armiere
- 1 capo sarto
- 1 capo calzolaio

### Cavalleria
La forza della Cavalleria corrispondeva a 9 reggimenti:
- 1 di Carabinieri a Cavallo;
- 3 di Dragoni;
- 2 di Lancieri;
- 2 di Ussari della Guardia Reale;
- 1 di Cacciatori a Cavallo.

L'organico di un reggimento di cavalleria corrispondeva a 4 squadroni (più 1 squadrone deposito in tempo di guerra) formati da 153 uomini e 139 cavalli ciascuno (rispettivamente 191 e 167 in tempo di guerra). Lo Stato Maggiore e lo Stato Minore erano dotati, oltre ai soliti ruoli della fanteria, anche di sellai, maniscalchi, veterinari e cavallerizzi per un totale di 28 uomini e 40 cavalli.

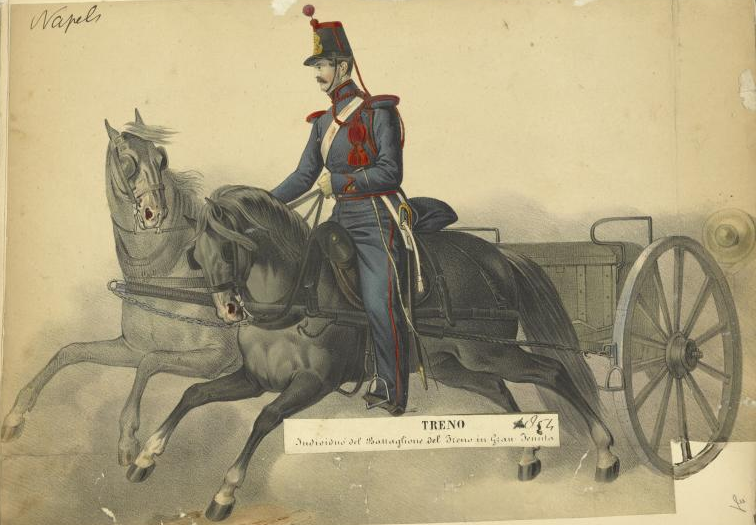
Treno d'Artiglieria (1854)

### Artiglieria
L'arma d'Artiglieria era coordinata da uno Stato Maggiore formato da:
- 17 colonnelli e tenenti colonnelli;
- 73 contabili;
- 115 guardie di batteria.

Essa era costituita da:
- 2 reggimenti ("Re" e "Regina");
- 15 Batterie a Cavallo (di cui una Batteria Estera montata);
- 1 Battaglione di Artefici;
- 1 Battaglione del Treno.

Un reggimento d'Artiglieria poteva fare affidamento su 2.240 artiglieri (3.202 in tempo di guerra) ed era costruito su 4 brigate, a loro volta suddivise in otto compagnie d'artiglieria da campo (di cui 3 montate, anche dette "batterie", e 5 a piedi, di cui 2 da montagna.
In seguito anche le batterie a piedi furono montate), 8 compagnie d'artiglieria da piazza e 2 compagnie di veterani ciascuna.
Una compagnia a piedi e da piazza contava 119 artiglieri, una batteria montata contava 178 artiglieri e 108 cavalli (rispettivamente 274 e 276 in tempo di guerra).
Lo Stato Maggiore e lo Stato Minore di un reggimento facevano affidamento su 44 uomini e 34 cavalli.
Il Battaglione Artefici era costituito da uno Stato Maggiore e Minore di 11 uomini e da 6 compagnie di armieri, artefici, pontonieri, operai meccanici ed artificieri per 1.157 soldati.

### Genio
L'arma del Genio era coordinata da uno Stato Maggiore di:
- 111 ufficiali e guardie dotati di 28 cavalli.

Essa era suddivisa in battaglioni minatori-zappatori e pionieri, inoltre poteva fare affidamento sui servizi dell'Officio Topografico.
I battaglioni minatori-zappatori avevano uno Stato Maggiore e Minore di 12 uomini e 7 compagnie di 122 uomini ciascuna (154 in tempo di guerra).
I battaglioni pionieri erano dotati di 8 compagnie.
L'Officio Topografico era suddiviso in quattro Sezioni:
- I Biblioteca;
- II Tipografia;
- III Topografia di Palermo;
- IV Geodesia e Topografia sul Terreno;

ogni Sezione era affidata ad ufficiali del genio e a professori di geodesia, astronomia, astronomi, ingegneri, disegnatori, litografi, incisori e tipografi, per un totale di 69 uomini ciascuna.

### Reparti Svizzeri ed Esteri
Il Real Esercito disponeva di reparti esteri fin dalla sua origine, in particolare albanesi e svizzeri (oltre ai reparti valloni ed irlandesi, giunti al seguito di Carlo di Borbone).
Nel 1737 venne costituito un reggimento albanese, denominato "Macedonia", grazie all'intercessione del primate epirota residente a Napoli, che reclutava i suoi connazionali in concorrenza con i reggimenti veneziani oltremarini a Corfù ed in Epiro.
Successivamente si cercò di estendere il reclutamento anche alle comunità albanesi autoctone dell'Italia meridionale, tuttavia alla fine del '700 il Reggimento "Albania" era diventato un vero e proprio reggimento straniero in cui confluivano soldati delle più disparate nazionalità.
Caratteristica dell'equipaggiamento dei reparti albanesi era il "cangiarro", una corta sciabola di derivazione ottomana (kandjar).
Reggimenti svizzeri erano invece presenti già nel 1734 alla conquista borbonica del reame tra le truppe di re Carlo, ceduti dalla Spagna al giovane sovrano.
I corpi svizzeri napoletani furono temporaneamente sciolti nel 1790, ma già nel 1799 si provvide a creare un nuovo reggimento estero denominato "Alemagna", destinato ad inquadrare i militari svizzeri oriundi e quelli appena giunti da oltralpe (oltre che tedeschi, italiani ed altri stranieri).
Questi due reggimenti esteri furono sciolti in seguito alla conquista napoleonica del reame.

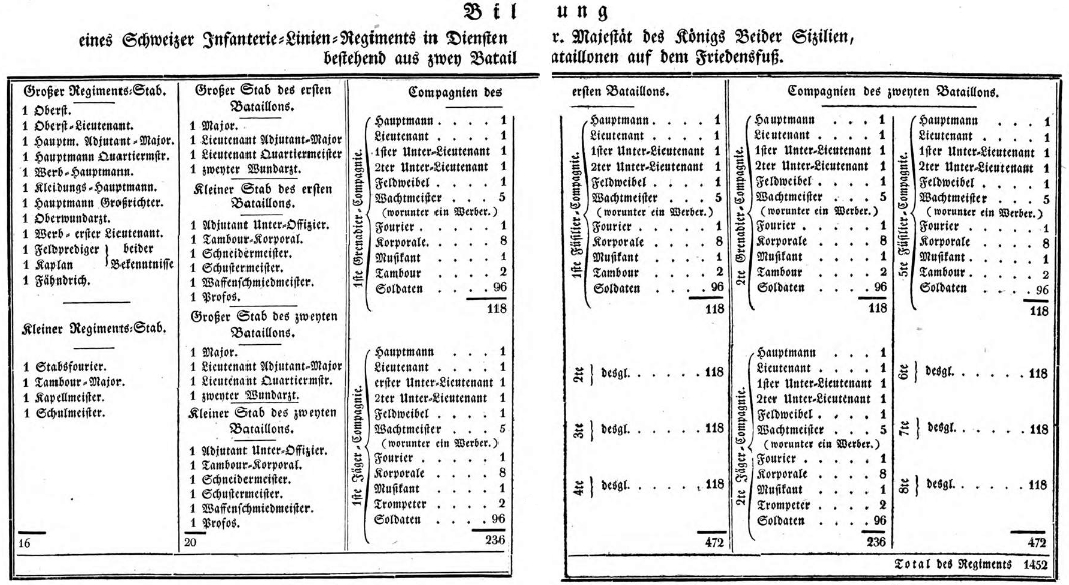
Composizione di un Reggimento Svizzero (1828)

Il Real Esercito reclutò quattro nuovi reggimenti svizzeri tra il 1825 ed il 1830, in seguito alla ricostituzione di un esercito nazionale ed alle capitolazioni contratte tra il governo borbonico, rappresentato dal principe Paolo Ruffo di Castelcicala, e i cantoni della Confederazione Elvetica.
In particolare le zone di reclutamento erano le seguenti:
- per il 1º Reggimento i Cantoni Lucerna, Nidvaldo, Obvaldo, Uri, Appenzello Interno ed Appenzello Esterno;
- per il 2º Reggimento i Cantoni Friburgo e Soletta;
- per il 3º Reggimento i Cantoni Vallese, Svitto e Grigioni;
- per il 4º Reggimento il Canton Berna.

Era presente anche una batteria d'artiglieria svizzera.
Fino al 1849 il reclutamento veniva svolto dalle autorità cantonali della Confederazione, tuttavia, in seguito al conflitto diplomatico venutosi a creare in quegli anni, il reclutamento nei Reggimenti Svizzeri venne delegato ad agenti privati nominati dai colonnelli elvetici in servizio nelle Due Sicilie.
Gli ufficiali venivano prescelti tra gli elementi della borghesia dei Cantoni su proposta dei capitani delle Compagnie.
Ciascun reggimento in conformità con i regolamenti borbonici si componeva di:
- 1 Stato maggiore di 20 ufficiali,
- 1 Stato minore di 17 soldati
- 2 battaglioni, ognuno composto da 24 ufficiali e 684 soldatin suddivisi in 4 compagnie fucilieri e 2 compagnie scelte, 1 di Granatieri e l'altra di Cacciatori.

Le reclute svizzere accettavano l'ingaggio nell'Esercito delle Due Sicilie volontariamente per una ferma di 4 anni, alla fine dei quali potevano rinnovare per altri 2 o 4 anni di ferma, oppure congedarsi definitivamente.
I soldati che avevano raggiunto i limiti di età, ma ancora abili al servizio militare e intenzionati a proseguire nella loro professione, potevano entrare a far parte di speciali compagnie dette dei "Veterani Svizzeri".
Il compenso degli svizzeri era stabilito dalle capitolazioni col governo elvetico e generalmente era superiore a quello dei militari nazionali del Real Esercito.
L'armamento, il munizionamento e l'addestramento invece erano uguali a quelli degli altri Reggimenti di Linea nazionali.
La lingua ufficiale dei reggimenti svizzeri era il tedesco, e la giustizia era esercitata autonomamente da ogni Reggimento secondo i codici elvetici.
I Reggimenti, inoltre, erano dotati sia di cappellani protestanti che cattolici.
I reggimenti svizzeri si distinguevano tra 1º, 2º, 3º e 4º in base ai numeri sui bottoni delle uniformi e al colore delle mostrine che erano:
- celesti per il 1º Reggimento;
- verdi per il 2º;
- blu per il 3º;
- nere per il 4º.

Le grandi uniformi dei Reggimenti Svizzeri erano rosse.
I musicanti di ogni reggimento al contrario portavano l'uniforme dello stesso colore della mostrina del reggimento e le mostrine del colore del corpo di appartenenza.
Le bandiere dei reggimenti svizzeri erano contraddistinte dall'avere su un verso lo stemma del Regno delle Due Sicilie, e al rovescio la croce bianca in campo rosso, simbolo della Confederazione Elvetica, con le armi dei cantoni dai quali il Reggimento aveva origine.
Nel 1850 Ferdinando II ordinò anche la costituzione di un battaglione di cacciatori svizzero, il 13º, i cui individui avevano le stesse prerogative degli altri soldati svizzeri. L'uniforme per questo battaglione era la stessa degli altri battaglioni Cacciatori nazionali, verde scuro, e la sua funzione era, come quella degli altri battaglioni cacciatori, la guerra minuta in ambienti ostili.
Nel 1859 scoppiò a Napoli una rivolta tra gli svizzeri, probabilmente fomentata da agenti provocatori esterni.
L'ammutinamento, originatosi nel 3º Reggimento Svizzero, fu ufficialmente causato dal provvedimento del governo elvetico, guidato in quel periodo dai radicali in seguito alle vicende del "Sonderbund", volto a vietare le capitolazioni militari con le potenze straniere.
Questa legge in particolare condannava gli svizzeri che avessero continuato a prestare servizio militare all'estero alla perdita della cittadinanza elvetica.
Il clima era particolarmente teso tra le reclute giunte da poco dalla Svizzera, e si raggiunse l'esasperazione quando si diffuse la notizia che si sarebbero dovute cancellare le insegne dei cantoni di origine dalle bandiere dei reggimenti, in quanto il reclutamento non poteva più essere garantito dalle rispettive autorità cantonali.
A quel punto buona parte del 3º Reggimento si diresse verso Capodimonte per chiedere spiegazioni al re Francesco II, ma, temendo una sommossa, il generale Nunziante comandò al 13º Battaglione Cacciatori di aprire il fuoco contro gli insorti, disperdendoli.
Dopo questo controverso avvenimento, il governo napoletano decise di sciogliere i Reggimenti Svizzeri e di aggirare il problema delle capitolazioni con la Svizzera creando dei "Battaglioni Esteri" aperti al reclutamento straniero. Nelle file di questi nuovi 4 Battaglioni Esteri confluirono i militari svizzeri rimanenti e anche molti volontari stranieri provenienti in particolare dal Regno di Baviera.

### Ordine di Battaglia (1859)
STATO MAGGIORE GENERALE
- 50 ufficiali generali

Corpo dello Stato maggiore
- 1 Squadrone ed 1 Compagnia di Guide dello Stato Maggiore (scelte dalla Gendarmeria o dai Carabinieri corpo scelto di fanteria leggera da non confondere con i carabinieri piemontesi, equivalenti alla gendarmeria))

Casa militare del Re
- Squadrone delle Guardie del Corpo a Cavallo
- Compagnia delle Guardie del Corpo a Piedi

Guardia Reale
- 2 Reggimenti di Granatieri della Guardia Reale
- 2 Reggimenti di Ussari della Guardia Reale
- Reggimento Cacciatori della Guardia Reale
- Reggimento "Real Marina" (fanteria di marina, dipendente dall'Armata di Mare)
- Battaglione Tiragliatori della Guardia Reale (fanteria leggera d'élite)

Gendarmeria Reale
- 5 Battaglioni a piedi e 5 Squadroni a cavallo (ordine pubblico)

Truppe di linea
Fanteria di linea
- 15 Reggimenti di Fanteria di Linea:
  - I Brigata
    - 1º "Re"
    - 2º «Regina»

  - II Brigata
    - 3º "Principe"
    - 4º «Principessa»

  - III Brigata
    - 5º "Borbone"
    - 6º «Farnese»

  - IV Brigata
    - 7º «Napoli»
    - 8º "Calabria"

  - V Brigata
    - 9º «Puglie»
    - 10º «Abruzzo»

  - VI Brigata
    - 11º "Palermo"
    - 12º «Messina»

  - VII Brigata
    - 13º "Lucania"
    - 14º "Sannio"

  - 15º «Messapia»
- Reggimento Carabinieri a Piedi

16 Battaglioni di Cacciatori (fanteria leggera, ogni Battaglione era composto da 8 Compagnie)
Corpi svizzeri (fino al 1859)
- 4 Reggimenti di Fanteria di Linea, 13º Battaglione Cacciatori

Corpi esteri (dal 1859)
- 3 Battaglioni di Carabinieri Esteri
- 1 Battaglione di Veterani Esteri (ex Reggimenti Svizzeri)

Cavalleria di linea
- 3 Reggimenti di Dragoni: "Re", "Regina" e "Principe"
- 2 Reggimenti di Lancieri
- Reggimento Carabinieri a cavallo
- Reggimento Cacciatori a cavallo

Corpi facoltativi
Corpo Reale di Artiglieria
- 2 Reggimenti d'Artiglieria: "Re" e "Regina"
- 15 Batterie d'Artiglieria a Cavallo (di cui 1 svizzera/estera)
- Battaglione Artefici
- Battaglione del Treno
- Corpo degli Artiglieri Litorali (batterie dei Forti)
- Corpo Politico d'Artiglieria (fabbricazione e custodia del materiale d'artiglieria)

Corpo Reale del Genio
- 2 Battaglioni di Zappatori-Minatori
- Battaglione Pionieri
- Officio Topografico (opere scientifiche e progetti di carattere militare)

Istituti di educazione militare
- Scuola di Applicazione di Artiglieria e Genio
- Real Collegio Militare (Nunziatella)
- Battaglione degli Allievi Militari

Truppe sedentanee
- Reali Veterani ed Invalidi
- Compagnie di dotazione dei Forti

Guardia d'onore
- Uno Squadrone per ogni Provincia del Regno (borghesi militarizzati a cui era affidata la scorta alla Famiglia Reale nelle varie Province)

### L'esercito borbonico nel 1860
| Esercito del Regno delle Due Sicilie |                                     |        |
| n.                                   | FANTERIA – Guardia Reale            | Uomini |
| 2                                    | Reggimenti di granatieri            | 4.674  |
| 1                                    | Reggimento di cacciatori            | 2.337  |
| 1                                    | Reggimento di fanteria di marina    | 2.337  |
| 1                                    | Compagnia di guardie del corpo      | 160    |
|                                      | Totale                              | 9.508  |
| n.                                   | FANTERIA – Linea                    | Uomini |
| 13                                   | Reggimenti nazionali                | 30.381 |
| 1                                    | Reggimento carabinieri              | 2.337  |
| 4                                    | Reggimenti svizzeri (poi bavaresi)  | 5.808  |
| 12                                   | Battaglioni di cacciatori nazionali | 15.948 |
| 1                                    | Battaglione di cacciatori svizzeri  | 1.329  |
| 16                                   | compagnie provinciali               | 2.240  |
| 2                                    | Reggimenti di gendarmeria           | 4.320  |
|                                      | Totale                              | 62.363 |
| n.                                   | Genio                               | Uomini |
| 1                                    | Battaglione di zappatori minatori   | 1.440  |
| 1                                    | Battaglione di pionieri             | 1.440  |
|                                      | Totale                              | 2.880  |
| -                                    | RISERVA                             | Uomini |
| -                                    | Fanteria                            | 48.000 |
| -                                    | Artiglieria da costa                | 3.000  |
| -                                    | Un reggimento di veterani           | 2.093  |
| -                                    | Una compagnia veterani svizzeri     | 200    |
| -                                    | Un deposito invalidi                | 500    |
| -                                    | Una compagnia di pompieri           | 150    |
| -                                    | Totale Riserva                      | 53.943 |

|                                                  |                                |         |         |  |  |  |  |
| n.                                               | Cavalleria                     | Uomini  | Cavalli |  |  |  |  |
| 1                                                | Squadrone guardie del corpo    | 150     | 150     |  |  |  |  |
| 2                                                | Reggimenti di ussari           | 1.684   | 1.500   |  |  |  |  |
| 1                                                | Reggimento di carabinieri      | 842     | 750     |  |  |  |  |
| 3                                                | Reggimenti di dragoni          | 2.526   | 2.250   |  |  |  |  |
| 2                                                | Reggimenti di lancieri         | 1.684   | 1.500   |  |  |  |  |
| 1                                                | Reggimento di cacciatori       | 842     | 750     |  |  |  |  |
| 1                                                | Reggimento gendarmeria         | 842     | 750     |  |  |  |  |
|                                                  | Totale                         | 8.570   | 7.650   |  |  |  |  |
| n.                                               | Artiglieria                    | Uomini  | Cavalli |  |  |  |  |
| 2                                                | Reggimenti a piedi             | 4.446   | ---     |  |  |  |  |
| 1                                                | Batteria a cavallo             | 256     | 294     |  |  |  |  |
| 1                                                | Batteria svizzeri a piedi      | 160     | 190     |  |  |  |  |
| 1                                                | Batteria treno                 | 900     | 863     |  |  |  |  |
| 1                                                | Batteria pontonieri            | 560     | ---     |  |  |  |  |
|                                                  | Totale                         | 6.322   | 1.347   |  |  |  |  |
| -                                                |                                |         |         |  |  |  |  |
| -                                                |                                |         |         |  |  |  |  |
| -                                                |                                |         |         |  |  |  |  |
| Esercito del Regno delle Due Sicilie             |                                |         |         |  |  |  |  |
| Riepilogo generale nel 1860                      |                                |         |         |  |  |  |  |
| ================================================ |                                |         |         |  |  |  |  |
| -                                                | Esercito in servizio effettivo | Uomini  | Cavalli |  |  |  |  |
| -                                                | Totale                         | 89.643  | 8.997   |  |  |  |  |
| -                                                | Forze della Riserva            | Uomini  | Cavalli |  |  |  |  |
| -                                                | Totale                         | 53.943  | -       |  |  |  |  |
| -                                                | Totale generale                | 143.586 | 8.997   |  |  |  |  |

#### Guardia Nazionale
Il Re Francesco II delle Due Sicilie, con Legge del 5 luglio 1860, reintroduce la Guardia Nazionale per "tenere l'obbedienza alle leggi, e tutelare l'ordine e la pace pubblica", così costituita:
- Guardia Nazionale (per i Regi Dominii al di qua del Faro):
  - 12 Battaglioni per la Città di Napoli, per un totale di 6.000 uomini, aumentato a 9.600 uomini con Decreto del 19 luglio 1860:
    - 1º Battaglione "San Ferdinando"
    - 2º Battaglione "Chiaja"
    - 3º Battaglione "San Giuseppe"
    - 4º Battaglione "Montecalvario"
    - 5º Battaglione "Avvocata"
    - 6º Battaglione "Stella"
    - 7º Battaglione "San Carlo all'Arena"
    - 8º Battaglione "Vicaria"
    - 9º Battaglione "San Lorenzo"
    - 10º Battaglione "Mercato"
    - 11º Battaglione "Pendino"
    - 12º Battaglione "Porto"

  - 15 Battaglioni per le Provincie dei Regi Dominii al di qua del Faro:
    - Battaglione "Abruzzo Citeriore"
    - Battaglione "Abruzzo Ulteriore I"
    - Battaglione "Abruzzo Ulteriore II"
    - Battaglione "Basilicata"
    - Battaglione "Calabria Citeriore"
    - Battaglione "Calabria Ulteriore I"
    - Battaglione "Calabria Ulteriore II"
    - Battaglione "Capitanata"
    - Battaglione "Molise"
    - Battaglione "Napoli"
    - Battaglione "Principato Citeriore"
    - Battaglione "Principato Ulteriore"
    - Battaglione "Terra d'Otranto"
    - Battaglione "Terra di Bari"
    - Battaglione "Terra di Lavoro"

La consistenza dei reparti era la seguente:
- 12 Battaglioni per la Città di Napoli, per un totale di 6.000 uomini, aumentato a 9.600 uomini con Decreto del 19 luglio 1860:
  - 1 Battaglione, con 500 (ossia 800) uomini e con 5 Tamburi, diviso in:
    - 5 Compagnie, ognuna con 100 (ossia 160) uomini e con 1 Tamburo, ognuna divisa in:
      - 2 Plotoni, ognuno con 50 (ossia 80) uomini, ognuno diviso in:
        - 2 Sezioni, ognuna con 25 (ossia 40) uomini, ognuna divisa in:
          - 2 Brigate, ognuna con 12 (ossia 20) uomini, ognuna divisa in:
            - 2 Sotto-Brigate, ognuna con 6 (ossia 10) uomini
- Compagnie/Plotoni per le Provincie dei Regi Dominii al di qua del Faro:
  - nei Comuni Capoluoghi di Provincia:
    - 1 Compagnia, con 300 (ossia 500) uomini, divisa in:
      - 2 Plotoni, ognuno con 150 (ossia 250) uomini, ognuno diviso in:
        - 2 Sezioni, ognuna con 75 (ossia 125) uomini, ognuna divisa in:
          - 2 Brigate, ognuna con 38 (ossia 62) uomini, ognuna divisa in:
            - 2 Sotto-Brigate, ognuna con 19 (ossia 31) uomini

  - nei Comuni con più di 5.000 abitanti (*):
    - 1 Compagnia, con 150 uomini, divisa in:
      - 2 Plotoni, ognuno con 75 uomini, ognuno diviso in:
        - 2 Sezioni, ognuna con 38 uomini, ognuna divisa in:
          - 2 Brigate, ognuna con 19 uomini, ognuna divisa in:
            - 2 Sotto-Brigate, ognuna con 9 uomini

  - nei Comuni da 5.000 a 2.000 abitanti (*):
    - 1 Compagnia, con 100 uomini, diviso in:
      - 2 Plotoni, ognuno con 50 uomini, ognuno diviso in:
        - 2 Sezioni, ognuna con 25 uomini, ognuna divisa in:
          - 2 Brigate, ognuna con 12 uomini, ognuna divisa in:
            - 2 Sotto-Brigate, ognuna con 6 uomini

  - nei Comuni da 2.000 a 1.000 abitanti (*):
    - 1 Plotone, con 60 uomini, diviso in:
      - 2 Sezioni, ognuna con 30 uomini, ognuna divisa in:
        - 2 Brigate, ognuna con 15 uomini, ognuna divisa in:
          - 2 Sotto-Brigate, ognuna con 7 uomini

  - nei Comuni con meno di 1.000 abitanti (*):
    - 1 Plotone, con 40 uomini, diviso in:
      - 2 Sezioni, ognuna con 20 uomini, ognuna divisa in:
        - 2 Brigate, ognuna con 10 uomini, ognuna divisa in:
          - 2 Sotto-Brigate, ognuna con 5 uomini

(*): Il numero venne aumentato, proporzionalmente, fino al numero previsto per le Guardie Urbane, che saranno inglobate nella Guardia Nazionale e abolite.
La Guardia Nazionale era costituita da uomini dai 30 ai 55 anni (ossia dai 25 ai 50), facenti parte delle seguenti categorie, abitanti nei Comuni dove la Guardia Nazionale era presente:
- padri di famiglia
- impiegati
- negozianti
- capi d'arte

Erano esclusi:
- Magistrati
- ecclesiastici entrati negli Ordini
- alunni dei seminari
- militari
- impiegati assimilati
- componenti della forza doganale di terra e di mare
- componenti della forza sanitaria
- componenti della forza di polizia
- carcerieri e custodi delle prigioni
- guardie campestri e forestali governative
- agenti della percezione
- Ministri
- consiglieri di Stato
- giudici
- tutti coloro che per difetti fisici erano inabili all'esercizio delle armi
- domestici
- condannati per furto, frode, fallimento, calunnia, falsa testimonianza
- vagabondi e mendicanti

L'uniforme consisteva in:
- tunica blu, con colletto amaranto, paramani con granatiera ed orli amaranto, bottoni in argento col numero del Battaglione
- pantaloni di panno misto orlati amaranto
- kepì amaranto (per la piccola tenuta)
- shako
- cinturone di cuoio nero con giberna
- daga e fucile

I gradi erano i seguenti:
- Capo-battaglione (da scegliersi tra i proprietari: 2 spalline sfioccate in argento con 2 galloni al di sopra ricamati)
- Capo-compagnia (2 spalline sfioccate in argento con 1 gallone al di sopra ricamato)
- Capo-plotone (1 spallina sfioccata in argento con 1 gallone al di sopra ricamato a destra e 1 mozzetta a sinistra)
- Capo-sezione (1 spallina sfioccata in argento a destra e 1 mozzetta a sinistra)
- Capo-brigata (2 galloni in argento al di sopra dei paramani)
- Sottocapo-brigata (1 gallone in argento al di sopra dei paramani)

## Vita militare
L'"Ordinanza per lo governo, pel servizio e per la disciplina delle Reali Truppe nelle Piazze" del gennaio 1831 scandiva nei minimi dettagli la vita quotidiana delle guarnigioni.
La sveglia, segnalata da tamburi e cornette, avveniva mezz'ora prima dell'alba in inverno ed all'alba in estate. Spettava ai secondi sergenti ed ai caporali delle compagnie controllare che le operazioni della sveglia fossero rispettate, ossia che la truppa si alzasse per lavarsi, vestirsi e ricomporre i posti letto. Se qualcuno si mostrava renitente a svegliarsi anche dopo più solleciti, era consuetudine che i compagni di camerata gettassero secchiate d'acqua sul malcapitato. Coloro che invece si erano svegliati per tempo avevano pochi minuti per recarsi dal barbiere o per bere qualcosa di "forte" (soprattutto il "caffè alla ussara" e lo "scassapetto") in attesa del rancio. Tende e vetri della camerata restavano chiusi fino a quando tutti i militari non si fossero vestiti. Ogni soldato in genere dormiva su un saccone ripieno di paglia (o di foglie di granturco), il cui "ripieno" veniva cambiato ogni 3 mesi, adagiato su un letto formato da due scanni di ferro e da tre tavole di legno. Inoltre il soldato riceveva delle lenzuola e, in inverno, una coperta di lana grezza che dopo la sveglia dovevano essere accuratamente ripiegate. Il posto letto era infine completato da un "cappellinaio", ovvero una mensola in legno su cui il soldato disponeva i differenti effetti dell'equipaggiamento, sulla base di ben precise istruzioni. La targhetta riportante nome e numero di matricola del soldato doveva sempre essere localizzata in maniera ben visibile.

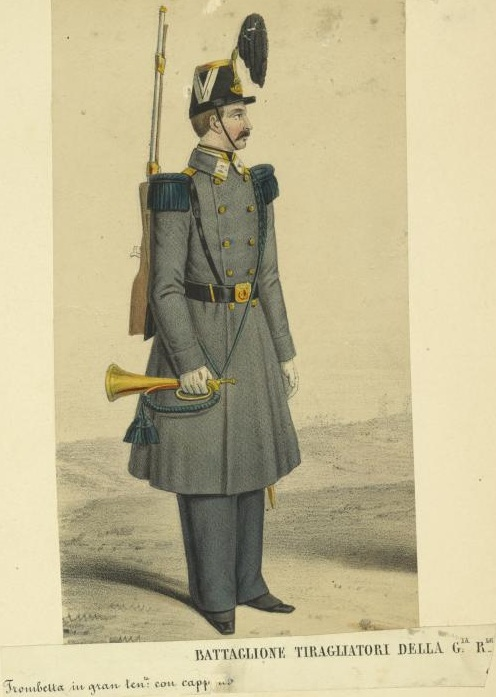
"Trombetto" dei Tiragliatori della Guardia Reale

Generalmente i soldati erano alloggiati in buone e numerose caserme, di costruzione perlopiù recente. Le truppe stanziate nei villaggi e nelle città invece dovevano essere acquartierate in edifici del demanio militare o, in caso di necessità, in alloggi privati requisiti.
Le camerate, illuminate e riscaldate, venivano pulite ed ispezionate periodicamente, e due volte all'anno venivano imbiancate a calce viva. La sorveglianza delle camerate era affidata a due piantoni per ogni compagnia (detti "quartiglieri"), agli ordini di un caporale di quartiere designato giornalmente.

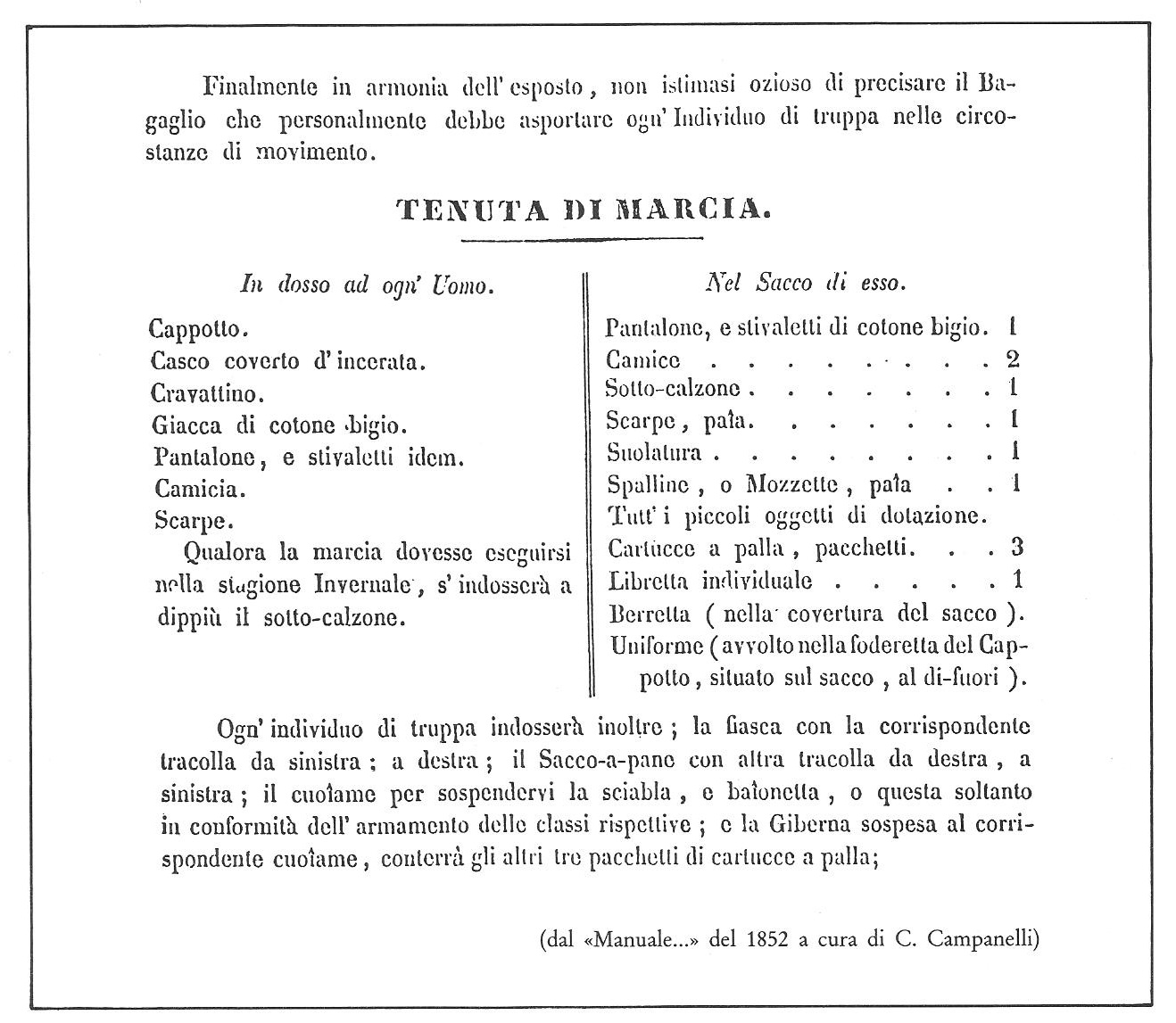
Tenuta di marcia e composizione dell'affardellamento

Le adunate avevano luogo tutti i giorni alla presenza dell'ufficiale di settimana, del sergente maggiore, del sergente e del caporale di settimana. Si procedeva per prima cosa all'appello della guardia montante, che veniva ispezionata dal sergente di settimana, il quale ne assumeva il comando sulla base di un calendario di turni. Successivamente si procedeva all'appello della truppa libera da servizi ed all'ispezione dei materiali. L'ispezione dei materiali avveniva su cicli bisettimanali sulla base di un ben preciso calendario suddiviso in "riviste giornaliere, settimanali o di dettaglio". La truppa libera dai servizi armati o disarmati aveva libera uscita, che generalmente veniva trascorsa mangiando o bevendo vino nelle trattorie del luogo. Rientrati negli accantonamenti i militari erano sottoposti all'ispezione dell'ufficiale di settimana che, oltre ad accertarsi delle presenze, si accertava anche delle condizioni in cui i soldati erano rientrati nei quartieri, punendo eventuali infrazioni.

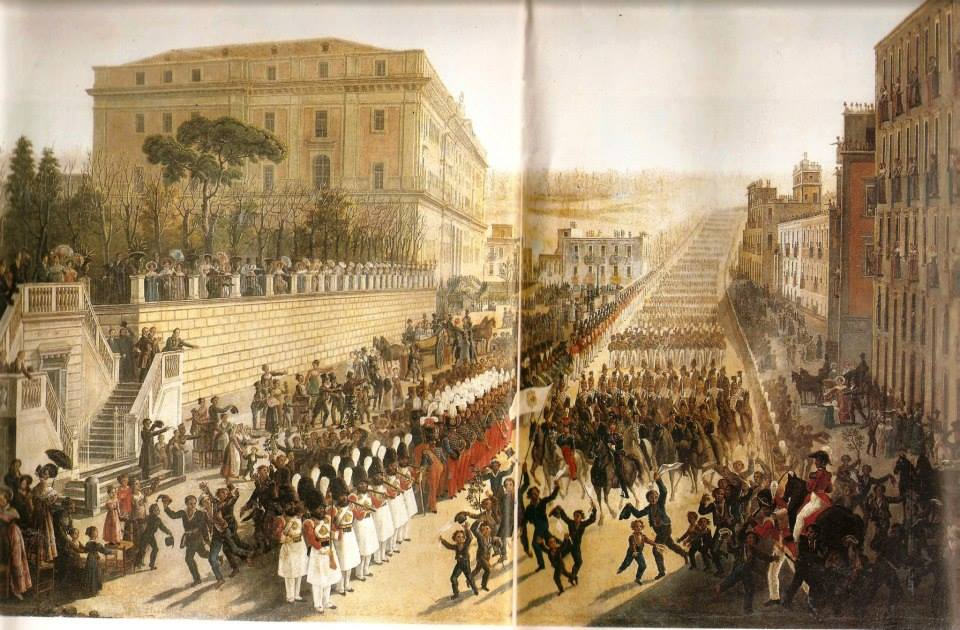
Colonna in marcia a Via Foria, Napoli

L'"assemblea" si teneva d'inverno alle 10:00 del mattino e d'estate alle 6:30. In quest'occasione venivano comunicati l'ordine del giorno ed il "santo", cioè la parola d'ordine (costituita dal nome di un santo e da quello di una città come "contrassegno"). Infatti la sentinella non doveva permettere a nessuno di avvicinarsi senza riconoscimento, le persone eventualmente fermate venivano portate al posto di guardia. Le guardie duravano 24 ore consecutive, cui seguivano 24 ore di riposo. I turni di guardia erano generalmente di quattro giorni, in cui ogni soldato era tenuto a prestare 8 ore di sentinella.
I vari servizi a cui le truppe potevano essere addette erano suddivisi in "servizi armati" (in tempo di guerra o di assedio, scorte, guardie, ronde, pattuglie, ecc.) e "servizi disarmati" (lavori di caserma).
Ogni compagnia di fanteria veniva suddivisa per il servizio interno in due plotoni, 4 sezioni ed 8 squadre: i plotoni erano affidati agli ufficiali subalterni, le squadre ai sergenti e le sezioni ai caporali. In cavalleria ogni squadrone era ripartito in quattro plotoni, comandati da un ufficiale coadiuvato da un sergente, ed in otto squadre al comando di un caporale.
I reparti dovevano esercitarsi ogni giorno tranne il sabato, nei giorni festivi ed in quelli con condizioni climatiche proibitive. In estate i soldati venivano istruiti anche nel nuoto. Le reclute, contraddistinte da una "R" di panno del colore delle mostre del reggimento cucita sul braccio destro, seguivano un ciclo di esercizi di 5 ore giornaliere per essere poi riunite in un battaglione destinato all'addestramento "ordinario". Le esercitazioni per gli altri soldati invece avevano luogo di mattina dopo l'adunata, nei cortili delle caserme, per due ore giornaliere. Alle ore 9:30 era consegnato il rancio.
Due volte alla settimana avevano luogo dei "campi di brigata", con affardellamento completo. Per le truppe della capitale inoltre ogni venerdì era previsto un "campo reale": le truppe dovevano recarsi al Campo di Marte (l'attuale Capodichino) prima delle ore 13:00, quindi inquadrarsi ed attendere l'arrivo del re. Una volta passate in rassegna le truppe con lo Stato Maggiore, il sovrano assumeva la direzione delle esercitazioni. Tali occasioni attiravano un numeroso pubblico a cui Ferdinando II giocava spesso degli scherzi, consistenti il più delle volte in finte cariche alla baionetta da parte delle compagnie in evoluzione, le quali si arrestavano prontamente solo a pochi centimetri dagli astanti, provocando in genere una grande impressione. Il re quindi ricompensava le truppe che avevano partecipato alle manovre con una paga giornaliera raddoppiata, seguiva poi un intervallo musicale offerto delle varie bande reggimentali ed infine, al tramonto, la preghiera serale.

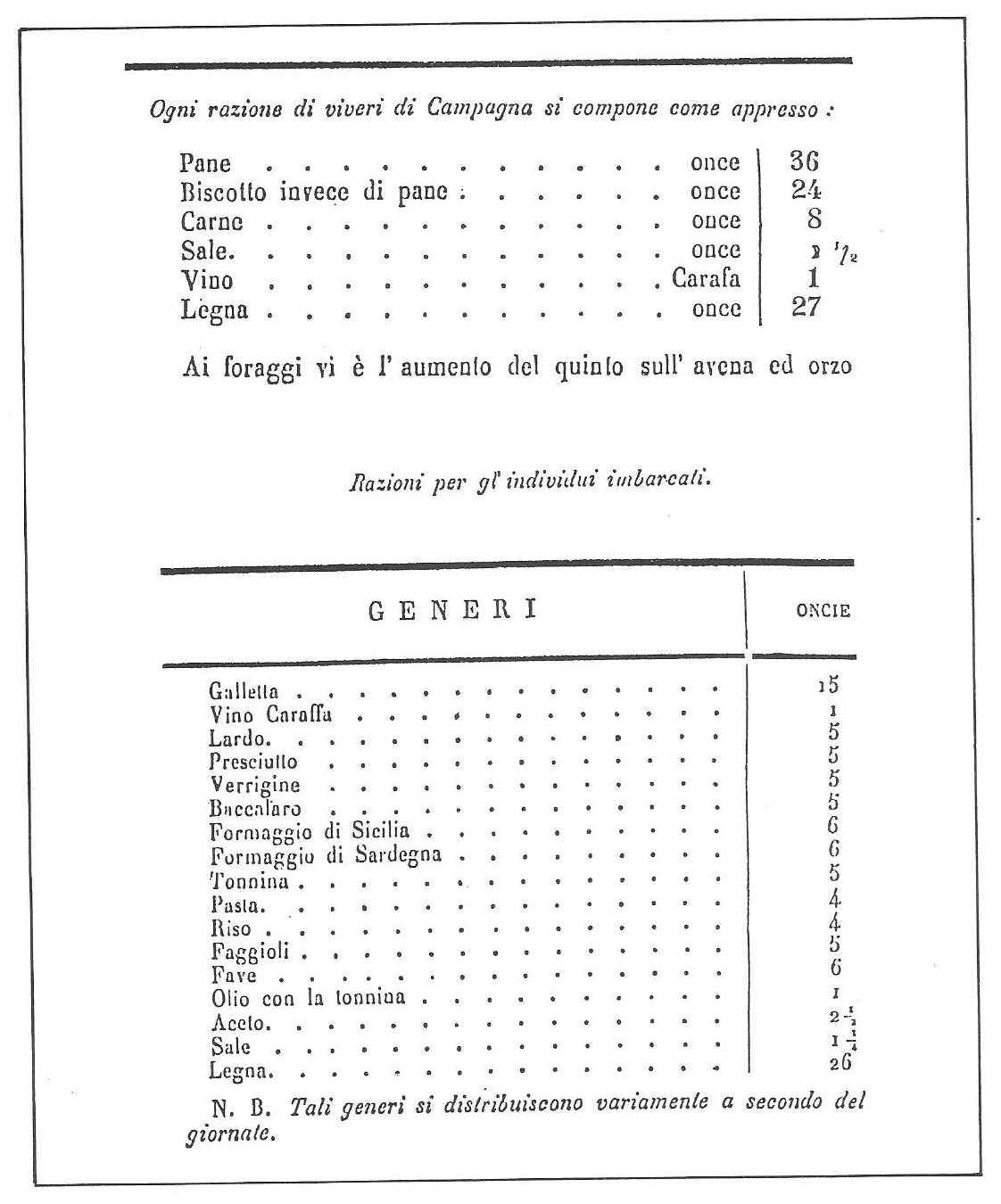
Razioni di viveri in campagna

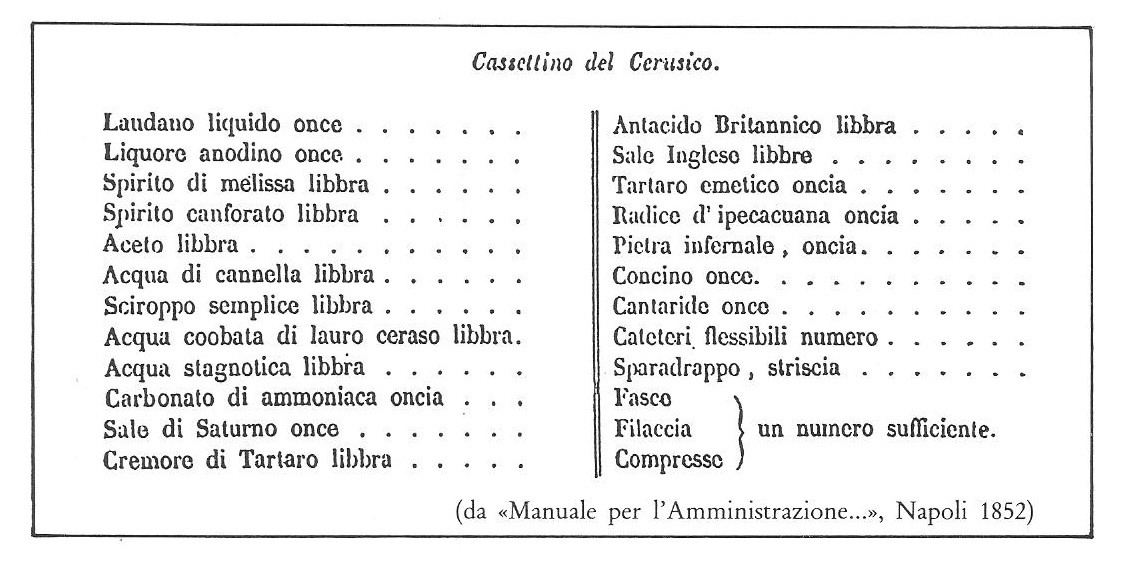
Contenuto del "Cassettino del Cerusico"

Le varie "corvées" erano coordinate dal caporale di settimana e scrupolosamente assegnate sulla base di un calendario pubblicato nei locali della compagnia. Esse consistevano nel trasporto del rancio e dell'acqua per le cucine e i corpi di guardia, nel trasporto della legna per il riscaldamento, nel trasporto del pane, nel cambio della biancheria e dei posti letto e nell'acquisto di viveri per il rancio. Quest'ultima corvée era quella più contesa e che riceveva i maggiori favori da parte della truppa: il drappello di spesa, al comando di un caporale di mensa, usciva ogni giorno dai quartieri per fare acquisti. Il conto della spesa veniva saldato in contanti dal caporale di mensa, quindi i rifornimenti acquistati erano in seguito pesati e controllati dall'ufficiale responsabile e dai cucinieri per essere poi portati nelle cucine.
Il rancio dei soldati, che le testimonianze del tempo ci dicono di ottima qualità, veniva somministrato una volta al giorno (il pasto serale era a pagamento). Esso consisteva in maccheroni, minestre con generose razioni di carne o, nei giorni di magro, in baccalà. I soldati erano inoltre dotati giornalmente di 24 "once" di pane integrale (0,653 kg).
I pasti erano consumati nelle gavette individuali, che restavano presso le cucine incastellate l'una sull'altra. Il soldato era ovviamente fornito anche di una gavetta da zaino per le razioni da consumare in campagna, molto simile alle gavette tuttora usate dall'Esercito Italiano.
Il rancio non poteva essere distribuito se non dopo l'assaggio da parte del maggiore di settimana o del capitano di picchetto, seguito dal segnale di tromba o tamburo che autorizzava i soldati ad entrare nelle cucine sotto la vigilanza di un piantone di mensa armato. Nelle cucine venivano ritirate le gavette piene, che però venivano consumate nei corridoi della camerate su appositi tavoli a 4 posti. Dopo circa 30 minuti i cucinieri salivano nelle camerate per ritirare le stoviglie.
I sottufficiali e gli ufficiali invece consumavano i loro pasti in apposite "sale mensa". Il loro pasto generalmente consisteva in un piatto di minestra, due piatti di verdura, due di carne, dessert, pane, formaggio, frutta fresca, frutta secca e vino. La sera potevano essere richiesti piatti di carne fredda, formaggio, salumi e vino. Particolarmente curato era anche l'apparato da tavola delle mense, con varie suppellettili, biancheria da tavola e pentole di rame lucido.
Per quanto riguarda l'igiene collettiva ed individuale erano previsti controlli ed ispezioni continue per accertare il rispetto delle norme basilari d'igiene necessarie in una collettività. Nei mesi caldi i soldati erano obbligati a fare dei bagni, prestando comunque attenzione a particolari ritrosie o pudicizie. Ogni giovedì, e durante le marce anche più volte al giorno, venivano controllati con scrupolosità taglio dei capelli e pulizia personale (collo, orecchie e piedi in particolare): durante le marce per questo compito venivano approntate opportune lavande di acqua ed aceto.
La biancheria personale era cambiata ogni settimana e ritirata dal caporale di servizio, essa era consegnata a lavandaie che la restituivano il sabato successivo. Molti soldati, più esigenti, però curavano la pulizia della biancheria per proprio conto.
Ogni giorno, dopo la sveglia, il caporale di settimana al grido di "chi è malato?" prendeva i nominativi di quanti intendessero "marcare visita" presso l'infermeria reggimentale o l'ospedale.
Visite sanitarie generali erano previste ogni anno da parte del Primo Chirurgo del Reggimento, che ordinava poi gli eventuali ricoveri.
Un quarto d'ora dopo il silenzio, suonato con tamburi e cornette, i sottufficiali procedevano al contrappello nei posti letto. I ritardatari erano annotati e non potevano più rientrare in caserma, dato che le porte dei quartieri venivano chiuse al segnale del silenzio.
| Tabella dell'Orario pè Corpi di Fanteria |                                                      |                             |                                 |
| Segnali                                  | Gennaio, Febbraio, Marzo, Aprile, Novembre, Dicembre | Maggio, Settembre, Ottobre  | Giugno, Luglio, Agosto          |
| Sveglia                                  | Mezz'ora prima dell'aurora                           | All'aurora                  | All'aurora                      |
| Visita                                   | Mezz'ora dopo la sveglia                             | Mezz'ora dopo la sveglia    | Mezz'ora dopo la sveglia        |
| Esercizi                                 | Mezz'ora dopo la visita                              | Mezz'ora dopo la visita     | Mezz'ora dopo la visita         |
| Rancio                                   | Alle 9:30                                            | Alle 9:30                   | Alle 10:00                      |
| Assemblea ed eventuale Bando             | Alle 10:00                                           | Alle 10:00                  | Alle 6:30                       |
| Uscita                                   | Alle 13:00                                           | Alle 14:00                  | Alle 15:00                      |
| Ritirata                                 | Mezz'ora prima del tramonto                          | Mezz'ora prima del tramonto | Mezz'ora prima del tramonto     |
| Silenzio                                 | 2 ore e mezza dopo la ritirata                       | 2 ore dopo la ritirata      | Un'ora e mezza dopo la ritirata |

### Trattamento economico

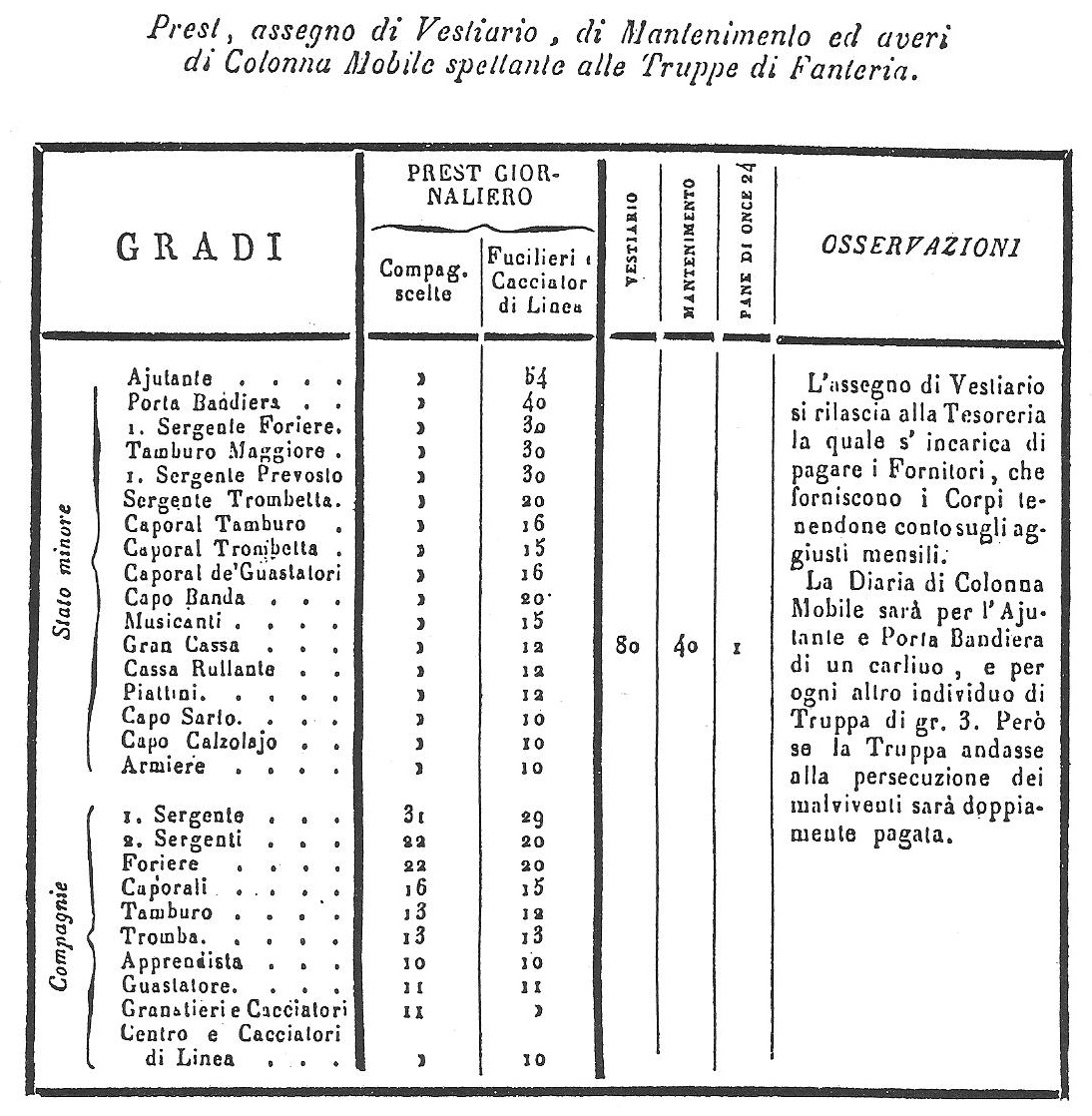
"Prest giornaliero" per sottufficiali e truppa

Lo stipendio degli ufficiali era costituito da un "soldo" mensile in cui era compreso "alloggio e mobilio", e da un "soprassoldo" variabile in base all'arma o corpo di appartenenza. Sul "soldo" gravava una ritenuta del 2% che concorreva a formare il fondo pensione. Dopo 40 anni di servizio, o al compimento del 60º anno d'età, era possibile ottenere quindi il ritiro, con una pensione pari all'intero "soldo" semplice. Naturalmente l'ufficiale poteva ritirarsi anche anticipatamente per motivi di salute: in questo caso la pensione però era erogata in forma ridotta, a seconda dell'anzianità di servizio. Lo stipendio minimo per un ufficiale corrispondeva a 23 ducati mensili (alfiere della fanteria di linea), lo stipendio massimo invece corrispondeva a 290 ducati mensili (tenente generale).
Facendo le dovute proporzioni, gli ufficiali del Real Esercito generalmente avevano un trattamento economico leggermente migliore, sotto ogni punto di vista, rispetto ai parigrado dell'Armata Sarda.
Il trattamento economico della truppa invece si basava soprattutto su un "prest" giornaliero, variabile a seconda dei corpi, e su "assegni mensili" per "vestiario" e "mantenimento": questi assegni però non erano versati direttamente ai militari, ma solo ai Consigli di Amministrazione dei Reggimenti di appartenenza, i quali gestivano il vestiario ed il mantenimento per conto di ogni militare. I soldati impiegati in servizi armati ricevevano una "diaria di colonna mobile", variabile in funzione del grado e dell'impiego del reparto di appartenenza. I militari con almeno 10 anni di servizio inoltre avevano diritto ad un assegno di anzianità, che consisteva in un aumento graduale del "prest giornaliero" direttamente proporzionale al periodo trascorso sotto le armi.
Il "prest giornaliero" della truppa andava dai 10 grana del soldato semplice di fanteria di linea ai 54 grana dell'aiutante di battaglione. L'assegno mensile per il vestiario corrispondeva ad 80 grana, quello per il mantenimento a 40 grana. L'assegno di anzianità consisteva in un aumento del "prest giornaliero" di 1 grana per i militari con almeno 10 anni di servizio e di tre grana per quelli con più 25 anni (medaglia di veteranza).
Sulla base della conversione da ducati borbonici in lire italiane del 1862 (1 ducato = 4,25 lire) si ricava che il "prest" dei soldati borbonici era in linea con quello dei soldati sabaudi, ma già i sottufficiali del Real Esercito percepivano una paga decisamente migliore rispetto ai sottufficiali sardi (circa il 20% in più). Da notare inoltre che il costo della vita nelle Due Sicilie era alquanto contenuto e che il valore della moneta napoletana era più elevato della moneta piemontese.
Per avere un'idea dell'entità degli stipendi dei soldati napoletani è possibile paragonare la loro paga giornaliera a quella degli operai dell'epoca: gli operai campani ricevevano in media una paga giornaliera di circa 40/50 grana (quelli delle province più povere circa la metà), gli operai metalmeccanici 75 grana al giorno e i capi-operaio circa 85 grana al giorno. I prezzi inoltre erano alquanto stabili e bassi: una pizza costava mediamente 2 grana, 0,75 L di vino 2 grana, 1 kg di pane 6 grana, 1 kg di pasta 8 grana, 1 kg di carne bovina 16 grana ed 1 kg di formaggio 32 grana. L'affitto medio per un'abitazione operaia corrispondeva a circa 12 ducati annui.

## Equipaggiamento e armamento

### Le bandiere

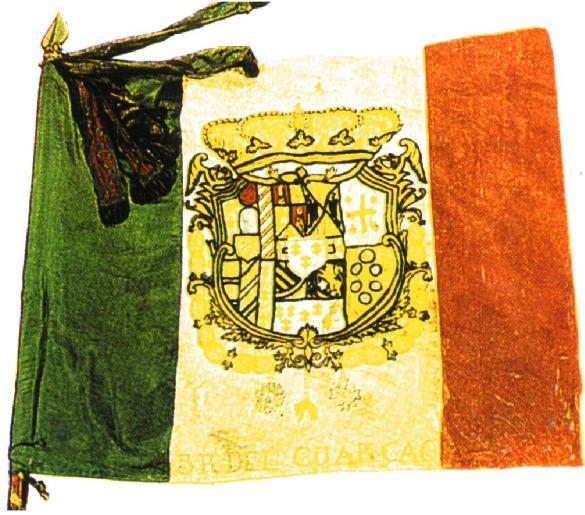
La bandiera tricolore adottata nel 1859

Verso della Bandiera reale del 15º Reggimento Fanteria di Linea «Messapia» (1859)

Le bandiere delle unità militari del Real Esercito erano caratterizzate in linea di massima dal colore di fondo bianco, su cui campeggiavano le grandi armi araldiche del Regno delle Due Sicilie, e, al verso, le insegne dell'Ordine Costantiniano, appannaggio borbonico per eredità farnesiana (la famiglia Borbone di Napoli ne aveva ereditato il Gran Magistero con Carlo, figlio di Elisabetta Farnese). Eccezioni a questa regola erano rappresentate dalle bandiere della Guardia Reale (con fondo rosso scuro, colore dinastico) e da quelle dei Reggimenti Svizzeri, che al verso portavano la croce bianca elvetica in campo rosso con i relativi stemmi dei Cantoni di reclutamento della truppa.
Il tricolore italiano era apparso per la prima volta sulle bandiere del Real Esercito durante la parentesi costituzionale del 1848 (a cornici concentriche attorno al consueto campo bianco). Alla fine del 1859 tuttavia Francesco II decise di riadottare il tricolore, questa volta nelle tradizionali bande verticali, nell'estremo tentativo di far risaltare la natura "italiana" delle truppe dinastiche, volto ad inaugurare simbolicamente un nuovo percorso politico di riforme. Anche queste insegne, come quelle bianche precedenti, recavano sul bordo inferiore le denominazioni reggimentali, e, nel settore bianco, gli emblemi tradizionali.
Ogni reggimento di fanteria riceveva in dotazione due "bandiere reali" e due "banderuole di manovra".
Le "bandiere reali" fino alla fine del Settecento erano costituite dai tradizionali bastoni di Borgogna rossi incrociati, di eredità spagnola. Successivamente fu adottata la simbologia precedentemente descritta, con le insegne dell'Ordine Costantiniano e le armi del Regno delle Due Sicilie in campo bianco. Alcuni corpi portavano agli angoli del drappo i distintivi della specialità o i gigli con serti di alloro. Le aste delle bandiere erano in legno dipinto a fasce spirali rosso/bianche, come pure rosse e bianche erano le cravatte (colori dinastici).
Ogni Battaglione era dotato di una "banderuola di manovra", il cui colore mutava a seconda del reparto. Ogni compagnia era inoltre dotata di caratteristiche "guide generali segnafile", che i sottufficiali di compagnia inastavano sulle canne dei propri fucili. Queste "guide generali segnafile" erano un elemento tradizionale delle truppe borboniche: venivano usate per indicare gli allineamenti sul campo, posizionando un caporale di compagnia a sinistra ed uno a destra della colonna, i quali erano dotati di guide di colore diverso (generalmente rosso e bianco). Ogni guidone recava agli angoli l'emblema della specialità e, al recto, la dicitura "Guide Generali" con la denominazione dell'unità. L'uso di questi guidoni si dimostrò particolarmente efficace nelle operazioni anfibie per la riconquista della Sicilia nel 1849: alcuni esploratori del Reggimento "Real Marina" scesero a terra per innalzare i guidoni, in modo da consentire un più rapido ammasso dei soldati successivamente sbarcati.

### Le uniformi e l'equipaggiamento
Le prime uniformi del Real Esercito furono di tipo spagnolo, conformi all'Ordinanza del 1728. La più antica fonte in grado di darci un'idea delle prime uniformi napoletane è l'Ordinanza del 1744 sulla costituzione dei 12 reggimenti provinciali: i soldati di questi reggimenti dovevano essere dotati di una "giamberga" (giacca) lunga fino al ginocchio, un "giamberghino" (panciotto con maniche) lungo poco meno della giamberga, calzoni lunghi fino al ginocchio, ghette che superassero l'altezza del ginocchio (la cavalleria era dotata di stivaloni con speroni), una camicia bianca ed un cravattino nero. L'abbigliamento era completato da un tricorno di feltro nero dotato di una coccarda rossa sull'ala sinistra. Alcuni particolari delle uniformi (bottoni, risvolti, ricami, buffetterie, colori in generale) variavano a seconda del grado e del reparto (gli ufficiali per esempio erano tradizionalmente dotati di una goliera su cui erano impressi i gigli borbonici). Negli anni settanta del Settecento furono introdotte alcune novità: le giacche vennero notevolmente accorciate e le uniformi snellite. Con il decennio francese si ebbero innumerevoli evoluzioni anche per quel che riguarda le uniformi: in un primo tempo si seguì il modello napoleonico francese, ma poi venne dato all'esercito napoletano una spiccata impronta locale, soprattutto per volere di Murat. Le innovazioni apportate da Murat furono in parte conservate dopo la restaurazione, subendo evoluzioni dettate principalmente dalle mode germaniche del tempo, ma l'avvento al trono di Ferdinando II determinò nuovi indirizzi anche nel settore delle uniformi.
A partire dal 1830 infatti l'uniforme borbonica fu ridisegnata sulla base dello stile "Luigi Filippo" francese: da allora fino alla caduta del regno l'influenza francese rimase evidente in quasi tutti gli equipaggiamenti borbonici.
Le uniformi in dotazione al Real Esercito dell'ultimo trentennio erano così costituite:
- Abito a falde (giamberga) blu scuro per tutti i corpi (rosso per gli Svizzeri). I corpi a cavallo erano dotati di giamberghe con falde più corte, mentre per i Cacciatori era in uso un giubbetto di colore verde scuro senza falde (detto "spenzer"). Le spalline erano per i fanti del colore del reggimento (dorate per gli ufficiali). A partire dal 1859 si cominciò a dotare l'Esercito di una nuova uniforme, in cui la giamberga era sostituita da una più moderna tunica blu scuro o grigio-azzurra, a seconda della tenuta.
- Soprabito blu scuro (per ufficiali) o "bigio" (per truppa) a due petti. L'uniforme bigia era, fin dalle guerre napoleoniche, generalmente usata dalle truppe napoletane al posto della meno pratica giamberga: essa era dotata di bottoni ricoperti di stoffa e di mostrine al colletto di colore distintivo indicanti la specialità ed il corpo.
- Giacca "da travaglio" blu, senza falde, per Cavalleria, Artiglieria e Genio (usata al posto del soprabito in dotazione agli altri corpi).
- Cappotto grigio-azzurro per le stagioni fredde, dotato di mostrine.
- Cappotto bianco con mantellina e cappuccio per i corpi a cavallo.
- Pantaloni rossi per le fanterie, celeste scuro per gli Svizzeri, blu scuro per Artiglieria e Genio e grigi per i Cacciatori. A partire dal 1859 divennero predominanti i pantaloni grigio-azzurri da indossare con la nuova tunica.
- Pantaloni grigi per marce o campagne da usare con l'uniforme bigia.
- Calzoni estivi bianchi per tutti i corpi.
- Ghette nere d'inverno e bianche d'estate.
- Uose grigie usate con il soprabito e i pantaloni "bigi" in marcia o in campagna.
- Shakot conico tronco di feltro nero con visiera e guarnizioni in cuoio nero e filettature rosse (dorate per gli ufficiali), dotato di piastra frontale in ottone indicante la specialità o il reggimento. Durante le marce poteva essere coperto da una fodera di tela cerata nera su cui era dipinto il numero o il fregio dell'unità. Nappine del colore dell'unità di appartenenza.
- Elmo a ciniglia per Dragoni e Guardie del Corpo a Cavallo.
- Elmo a criniera ricadente per i Carabinieri a Cavallo.
- Czapka per i Lancieri.
- Berrettone di pelo d'orso nero per Guardie del Corpo a Piedi, Granatieri della Guardia Reale, compagnie scelte dei Carabinieri a Piedi e compagnie scelte della Gendarmeria.
- Chepì, berretto a visiera di panno morbido, di norma usato con il soprabito in tenuta da marcia, blu per quasi tutti i corpi (rosso per Ussari, Lancieri, Stato Maggiore e generali). Il chepì era dotato di un distintivo anteriorie indicante il corpo di appartenenza, oltre che di gallonature e ricami indicanti il grado.
- Bonetto, bustina di panno blu scuro con filettature rosse, usato insieme all'uniforme bigia. Il bonetto era dotato di distintivi sulla parte anteriore indicanti il corpo di appartenenza.

Le uniformi dei Lancieri e degli Ussari erano quasi del tutto identiche a quelle delle analoghe specialità dell'esercito francese, i corpi della Guardia Reale inoltre aggiungevano alle bottoniere sul petto nove brandeburghi argentati o dorati.
I Guastatori, che generalmente si trovavano alla testa delle colonne in marcia, avevano, come i granatieri, un colbacco d'orso nero dotato di nappina rossa. Inoltre erano dotati di un grembiale di cuoio bianco (o nero per alcuni corpi), guanti con paramano ed elaborati attrezzi da lavoro. I guastatori dovevano farsi crescere anche una barba fluente.
I distintivi di grado e di anzianità erano rappresentati da spalline, goliere (ufficiali), galloni, galloncini sui paramani dei soprabiti e da una sciarpa bianca e rossa per i generali.
Le rinomate fanfare dell'esercito napoletano avevano un abbigliamento tradizionalmente ricco e curato. I Tamburi maggiori (cioè coloro che si trovavano a capo delle bande militari), già di per sé prestanti, nelle parate sfoggiavano voluminosi colbacchi di pelo dotati di pennacchi, spalline d'oro o d'argento, cordelline di seta del colore del reparto d'appartenenza ed un'appariscente daga a tracolla. Gi abiti erano arricchiti con alamari e ricami all'ungherese in oro o argento. Il budriere era del colore distintivo del reparto, gallonato con i colori della livrea reale e recante al centro le armi del reame. La tipica mazza di legno scuro con pomo in argento era intrecciata per tutta la lunghezza da due cordoni d'argento e seta rossa (i colori della livrea reale), con grossi fiocchi simili. Ancora più ricche erano le uniformi dei Tamburi maggiori della Guardia Reale, che indossavano ancora calzoni attillati e stivaletti di pelle morbida bordati da pellicce esotiche, secondo la moda tardo-napoleonica.
Gli altri musicanti (pifferi, tamburi e cornette) erano vestiti con le giamberghe in dotazione e con lo shakot o il colletto del colore del reparto di appartenenza (rosso per la Guardia Reale, che era dotata anche di colbacco per la gran tenuta). Il collo, i paramani e le maniche erano ornati con gallonature del colore della livrea reale.
Anche le buffetterie erano ispirate ai modelli francesi. L'uomo a piedi era dotato di budriere di cuoio porta sciabola e porta baionetta, una bandoliera di cuoio con una grande giberna (ornata di fregi metallici) ed uno zaino in cuoio con bretelle ("mucciglia"). In tenuta da campagna erano inoltre usati un tascapane di tela ("sacco a pane") ed una borraccia ("fiasca") di vetro ricoperta da uno spesso strato di cuoio con boccaglio in piombo e cappelletto a vite. I generi erano confezionati in pellami di produzione nazionale, dotati di una certa robustezza e dipinti generalmente di bianco. Solo i Cacciatori e i Tiragliatori erano dotati di cuoiami anneriti artificialmente con miscele sintetiche, lo stesso tipo di miscele usate anche per lucidarli. Con l'introduzione delle armi a percussione rigate, avvenuta all'inizio degli anni cinquanta, i reparti cominciarono ad essere dotati di nuove buffetterie di tipo moderno: cioè un cinturone in vita con accessori (giberna, porta-daga/baionetta, borraccia, borsetto porta-capsule) a scorrimento, dotato di un robusto sistema di bretelle per lo zaino.
I reparti a cavallo invece erano dotati generalmente di una bandoliera di cuoio bianco o nero, dotata di una piccola gibernetta recante guarnizioni e fregi in ottone variabili a seconda del reparto di appartenenza (lance incrociate per i Lancieri, granate per i Dragoni, cannoni con granata per gli Artiglieri, cifre e trofei reali per i corpi della Guardia Reale, ecc.). La sciabola individuale era assicurata da una robusta cintura dotata di bretelle. Solo i Dragoni avevano in dotazione anche una baionetta, in quanto la natura della loro specialità contemplava anche combattimenti a piedi. Gli Ussari spiccavano per l'elegante cinturino in pelle, dal quale si dipartivano le bigliere della sciabola e le bretelle della caratteristica "sabretache" di pelle nera, recante un grande fregio d'ottone con armi reali ed il numero del reggimento. I cavalli erano generalmente dotati di selle all'"inglese" poste su gualdrappe dai colori distintivi e arricchite dai fregi di reparto.
In generale si distinguevano 3 tipi di dotazione, in uso ai singoli militari o ai reparti del Real Esercito:
- "Dotazione individuale": gavetta, borraccia, posate, pettine, buffetterie, accessori per la pulizia personale e delle armi, ecc.
- "Dotazione di compagnia": imballata in "bariloni" (accessori per la cucina da campo) ed in "cassettini" (registri e altri piccoli oggetti per sostituire o riparare l'equipaggiamento individuale dei soldati).
- "Dotazione del corpo": trasportata in otto cassettini someggiabili o trasportabili su carrette reggimentali (cassettino dell'ufficio del Comandante, cassettino dell'ufficio Ruoli e Riviste, cassettino del Consiglio di Amministrazione, cassettino del Cerusico, cassettino dell'Armiere, cassettino del Capo Sarto e cassettino del Capo Calzolaio).

Erano infine minuziosamente previste le dotazioni per la Cappella, la Mensa e la Scuola reggimentale.
| Colori distintivi                            |          |             |
| Unità                                        | Mostre   | Bottoni     |
| I Brigata di Fanteria (1º e 2º di Linea)     | rosso    | oro/argento |
| II Brigata di Fanteria (3º e 4º di Linea)    | giallo   | oro/argento |
| III Brigata di Fanteria (5º e 6º di Linea)   | cremisi  | oro/argento |
| IV Brigata di Fanteria (7º e 8º di Linea)    | azzurro  | oro/argento |
| V Brigata di Fanteria (9º e 10º di Linea)    | arancio  | oro/argento |
| VI Brigata di Fanteria (11º e 12º di Linea)  | verde    | oro/argento |
| VII Brigata di Fanteria (13º e 14º di Linea) | violetto | oro         |
| 15º Reggimento Fanteria di Linea «Messapia»  | violetto | argento     |
| 1º Reggimento Dragoni                        | rosso    | argento     |
| 2º Reggimento Dragoni                        | rosso    | argento     |
| 3º Reggimento Dragoni                        | giallo   | argento     |
| 1º Reggimento Svizzero                       | azzurro  | oro         |
| 2º Reggimento Svizzero                       | blu      | oro         |
| 3º Reggimento Svizzero                       | verde    | oro         |
| 4º Reggimento Svizzero                       | nero     | oro         |

### Armamento individuale
La prima manifattura d'armi borbonica fu istituita nel 1742 presso l'Armeria Reale del Castelnuovo a Napoli e trasferita nel 1759 presso la Real Fabbrica d'Armi di Torre Annunziata. Qui, sotto la direzione del colonnello Augusto Ristori, la produzione e la qualità delle armi fu notevolmente incrementata, anche grazie all'ausilio di alcuni celebri armaioli, come l'avellinese Michele Battista, che progettò gli ottimi fucili mod. 1777 e 1788. Tuttavia la mobilitazione del 1798 rese necessario acquistare armi dall'estero, tra cui una cospicua partita di pessimi fucili austriaci, che resero disomogeneo nella dotazione e nei calibri l'armamento dei reggimenti napoletani impegnati a combattere le truppe francesi dal 1798 al 1806.
Prima del riordinamento voluto da Ferdinando II all'inizio degli anni trenta, le armi bianche in dotazione ai militari del Real Esercito erano per la maggior parte di derivazione napoleonica (alcuni reparti le conservarono fino al 1861): per esempio le Guardie del Corpo a Cavallo erano dotate della sciabola a lama dritta per cavalleria pesante mod. 1786 francese, la Gendarmeria era dotata della sciabola a lama dritta mod. "anno XI" per Dragoni francese, gli Ussari invece avevano la sciabola mod. 1796 inglese per cavalleria leggera.
Con l'ordine del giorno 10.4.1829 furono introdotti nuovi modelli di armi bianche per i corpi a piedi: la sciabola introdotta quell'anno, di tipo napoletano, caratterizzata da un pomo a testa di drago, rimase in uso fino al 1861. Inoltre i fanti dovevano essere dotati di un "briquet", derivante dal mod. 1816 francese, e i guastatori di una pesante daga con lama a sega (oltre che di appariscenti asce ed attrezzi da lavoro).
Nel corso degli anni trenta l'armamento individuale, in particolare per la cavalleria, andò pian piano evolvendosi: a partire dal 1834 le Guardie del Corpo a Cavallo, gli Ussari, i Lancieri e i Dragoni adottarono una sciabola derivata dal mod. 1822 francese per cavalleria: a lama curva per la cavalleria leggera e a lama dritta per la cavalleria pesante. I modelli per ufficiali erano spesso di ottima fattura, riccamente cesellati e molte volte prodotti da insigni armaioli napoletani (come il Labruna). L'artiglieria a cavallo fu dotata di una caratteristica sciabola a lama ricurva, i Lancieri nel 1843 adottarono un nuovo tipo di lancia dal tipico disegno della lama.
La sciabola per i corpi a piedi introdotta nel 1829 venne gradualmente rimpiazzata da un modello derivante dal tipo 1845 francese per fanteria. Negli anni cinquanta nei Battaglioni Cacciatori furono introdotte le caratteristiche sciabole-baionetta (dette "yatagan"), distribuite assieme alle prime carabine.
A partire dalla seconda metà degli anni trenta l'amministrazione militare napoletana sperimentò a lungo diversi sistemi di accensione per le armi da fuoco individuali, nell'intento di sostituire i vecchi modelli a pietra focaia. Gli esperimenti giunsero a conclusione nel 1843, anno in cui il Real Esercito adottò il sistema di accensione a capsule fulminanti. I fucili da 40 e 38 pollici allora esistenti furono quindi riconvertiti e dotati di piastra "a molla avanti", fu inoltre disposta la produzione presso la Manifattura Reale di Napoli di un nuovo modello con piastra "a molla indietro" ispirato al mod. 1842 francese. I Battaglioni Cacciatori furono tra le prime unità ad essere equipaggiate con le nuove armi, tuttavia i Cacciatori adottarono ben presto la carabina da 32 pollici rigata, a stelo (modello Minié). Successivamente, dal 1850, essi ricevettero in dotazione la carabina da 32 pollici "a maschietto" ed il moschetto da 28 pollici. I Cacciatori svizzeri erano inoltre dotati della carabina svizzera mod. 1851 a percussione.
In sintesi le armi da fuoco in dotazione ai militari del Real Esercito verso la metà degli anni cinquanta erano le seguenti:
- Fucili da 38 e 40 pollici: Reali Guardie del Corpo a Piedi, Fanteria di Linea nazionale e svizzera, Fanteria della Guardia Reale, Carabinieri a Piedi e unità della riserva. Dotati di baionetta a manicotto e ghiera.
- Carabina rigata da 32 pollici: Cacciatori, Tiragliatori della Guardia Reale. Dotata di sciabola baionetta.
- Moschetto da 28 pollici: Reali Guardie del Corpo a Cavallo (a percussione), Carabinieri a Cavallo, Dragoni, Gendarmeria, Artiglieria, Zappatori e Pionieri, allievi degli istituti militari. Dotato di sciabola baionetta.
- Moschetto corto da 22 pollici: Ussari.
- Fucile a cassa corta da 38 pollici: Cacciatori a Cavallo.

A partire dal 1858 la rigatura delle canne fu estesa anche ai fucili da fanteria da 38 e 40 pollici ed ai moschetti da 28 pollici. L'adozione generale della rigatura, presente nelle armi napoletane già dalla fine del Settecento, fu decisa a seguito dei buoni risultati ottenuti con l'uso delle palle cilindrico-ogivali ad espansione. Negli ultimi anni di vita del regno vennero sperimentati diversi modelli di armi rigate, dei quali entrò in produzione solo il moschetto da 28 pollici per artiglieria, detto "mod. 60".
Nel 1860 l'armamento individuale dell'esercito borbonico non era del tutto rammodernato, molte unità territoriali conservavano armi a pietra focaia, così come erano a pietra focaia la maggior parte delle pistole in dotazione alla cavalleria (in quanto le se attribuivano scarse possibilità di utilizzo delle armi da fuoco). Tuttavia non mancarono studi e sperimentazioni di nuove armi individuali, anche a retrocarica, che non riuscirono a giungere a conclusione prima della caduta del regno.

### Artiglierie

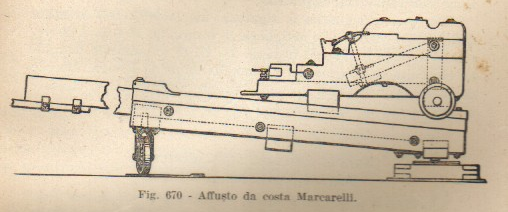
Affusto "Marcarelli" per artiglieria costiera

Già con il governo vicereale austriaco furono fondate fonderie e laboratori di munizioni in grado di costruire bocche da fuoco che andassero a sostituire i vecchi pezzi seicenteschi di tipo Vellière in uso nel Regno di Napoli. Nel 1717 vennero prodotti presso Castel dell'Ovo i primi nuovi pezzi da 30 modello Kolmann, nel 1734 si iniziarono a produrre nuovi cannoni di bronzo, petrieri e mortai con relative bombe presso gli stabilimenti napoletani. La produzione di questi pezzi continuò per i successivi 50 anni, fino al 1787, quando arrivò a Napoli il brigadiere francese Francois Renè de Pommeroul con il compito di ammodernare l'artiglieria borbonica.
In quello stesso anno giovani ufficiali furono inviati in missione di studio in Francia per apprendere strategie e tecniche per la costruzione di artiglierie del nuovo tipo Gribeauval. Nel 1798 Pommereul quindi dotò la Fonderia di Napoli di una più moderna barena per la foratura dei pezzi, di due fornaci a riverbero e di officine e macchinari per lo stampo, la carenatura e la rifinitura dei pezzi.
A partire dal 1835, sotto il forte impulso del Direttore dei Corpi Facoltativi gen. Filangieri, l'esercito borbonico dette inizio ad un vasto programma di rinnovamento dei materiali d'artiglieria. A questo scopo fu mandato in missione il cap. D'Agostino in Francia, nazione in cui era da poco stato adottato il modello 1827. La successiva riforma napoletana aggiunse al modello francese numerose modifiche ed innovazioni originali, dovute in buona parte al ten. col. Landi, allora direttore dell'Arsenale di Napoli. Il nuovo modello d'artiglieria adottato dal Real Esercito fu definito "Modello Comitato", e introdusse nuove bocche da fuoco e materiali per l'artiglieria da campagna, da montagna, da piazza e da costa.
Per l'artiglieria da campagna vennero adottate 4 diverse bocche da fuoco: un cannone da 12 libbre ed un obice da 6 pollici (obice lungo) per le batterie da posizione, un cannone da 6 libbre ed un obice da 5.6 (obice-cannone) per le batterie da battaglia. I due cannoni conservarono tutte le caratteristiche del sistema "anno XI" francese, i due obici invece furono riadattati secondo le esigenze locali.
Gli affusti erano del tipo "a freccia", dotati di ferramenta in ferro battuto (e non in ghisa come i modelli francesi) per irrobustirli. Le ruote erano strutturate su 12 razze (invece delle tradizionali 14) per aumentare la robustezza del mozzo. Particolarmente interessante fu l'innovazione apportata dai tecnici napoletani per mantenere il timone dei treni in posizione orizzontale (detto sistema a "frottone"). Le batterie montate erano dotate di numerose vetture a 6 o 12 cavalli con le quali, oltre ai pezzi, venivano trasportati materiali, munizioni e fucine.
Nel 1841 si decise di sostituire l'obice da 8 libbre (106 mm) dell'artiglieria da montagna con un obice da 12 libbre (122 mm) su affusto a freccia di nuova concezione. Il materiale delle batterie da montagna era quasi tutto someggiabile ("a schiena") o trainabile a braccia ("a strascino"). Lo stesso obice da 12 libbre armò in seguito altre batterie da impiegarsi per operazioni di sbarco.
Per l'artiglieria da assedio e da piazza si adottò un cannone da 12 libbre ed un obice da 5.6 simile al tipo da campagna. Gli affusti a ruote erano simili a quelli da campagna, ma vi erano altri affusti costruiti espressamente per i servizi d'assedio e da difesa. Il primo modello di questi nuovi affusti fu costruito con una gettata di ghisa presso le Fonderie di Mongiana nel 1841. Nel 1844 fu introdotto l'affusto "De Focatiis", che razionalizzava in maniera originale il vecchio tipo "Gribeauval" di derivazione francese, usato anche per pezzi di calibro maggiore.
La difesa costiera impiegava cannoni da 12, 24 e 33, nonché gli obici-cannoni da 80 (219 mm) e 30 (169 mm) alla "Paixhans" per il tiro delle granate. Queste bocche da fuoco erano gettate in ferro e incavalcate su affusti "De Focatiis". Erano inoltre impiegati gli obici-cannoni da 60 (204 mm) di tipo "Millar", a camera conica, incavalcati su affusti di tipo "Marcarelli" appositamente studiati per permettere il tiro con forte angolo di depressione.
Nel Real Esercito si seguì molto attentamente l'evoluzione dell'artiglieria in quegli anni e furono condotte attivamente operazioni per il perfezionamento e la rigatura delle bocche da fuoco. Dal 1840 al 1845 si effettuarono studi ed esperimenti per la sostituzione della ghisa al bronzo per i pezzi da campagna, portando tuttavia a risultati giudicati non soddisfacenti. Nel 1859, dopo gli incoraggianti risultati ottenuti quello stesso anno sul campo di Montebello, si costruirono nell'Arsenale di Napoli artiglierie da 8 e 16 libbre rigate secondo il sistema "La Hitte" a 6 righe elicoidali (evoluzione del sistema Cavalli, a 2 righe), utilizzando macchinari ideati dal col. Afan de Rivera. Alcune di queste bocche da fuoco furono utilizzate nell'assedio di Gaeta ed in seguito cedute al governo pontificio.

### Le fabbriche militari
Nel regno, oltre ai vari opifici privati deputati alla produzione delle uniformi e degli altri effetti dell'equipaggiamento dei soldati, erano attivi diversi opifici militari di proprietà statale. La stessa Direzione dei Corpi Facoltativi si occupava specificamente delle manifatture di artiglieria, suddividendosi a sua volta in cinque "Direzioni degli stabilimenti", ossia:
- Arsenale di Costruzione
- Fonderia di ferro e bronzo
- Fabbrica d'Armi
- Montatura d'Armi
- Miniere

Ogni Direzione degli Stabilimenti era controllata da un tenente colonnello direttore, che aveva alle proprie dipendenze degli ufficiali distaccati dalle compagnie del Battaglione Artefici. Vi erano inoltre 9 "Direzioni Locali dei Materiali": Napoli, Capua, Gaeta, Pescara, Barletta, Reggio Calabria, Palermo, Messina e Siracusa.

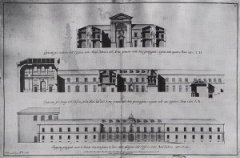
Il progetto di ampliamento della Reale Fabbrica d'Armi di Torre Annunziata

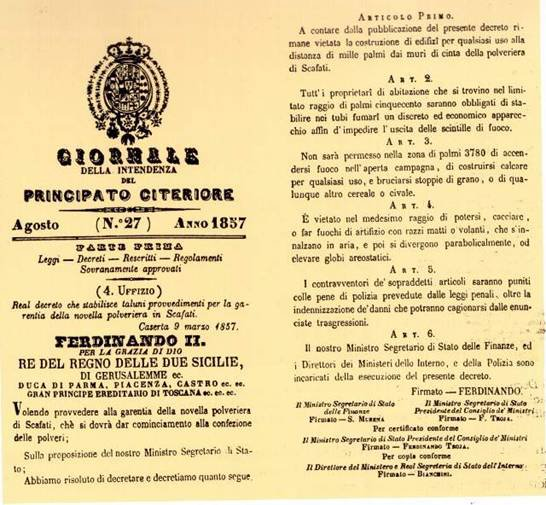
Decreto del 1857 riguardante il Polverificio di Scafati

La Fabbrica d'Armi di Torre Annunziata (costruita nel 1758) produceva le singole parti delle armi, con l'ausilio di due succursali: l'Officina di Lancusi (Salerno, specializzata nella produzione di acciarini) e quella di Poggioreale (Napoli, costruita nel 1790). I componenti poi venivano assemblati nella Montatura d'Armi di Napoli (risalente anch'essa al 1758), che arrivava a produrre 11.000 armi da fuoco e 3.000 armi bianche all'anno.
Il Real Stabilimento di Mongiana, preceduto dagli stabilimenti di Stilo (risalenti al 1727), fondato nel 1771 e potenziato nel 1791 (dal brigadiere Pommereul) e nel 1850 (quando vi fu annessa anche una Fabbrica d'armi ed una più moderna Fonderia), era lo stabilimento dal quale proveniva quasi tutto il ferro e l'acciaio lavorato dalle industrie di stato. Questa caratteristica rendeva il Regno delle Due Sicilie quasi autonomo dalle importazioni, limitandosi per lo più ad acquistare ferro dell'Isola d'Elba, giudicato il più adatto per la costruzione delle artiglierie. Lo stabilimento di Mongiana si trovava nella provincia di Calabria Ulteriore e sfruttava i minerali di Pazzano, Stilo e Bivongi che davano generalmente prodotti di buona qualità. L'opificio di Mongiana era diretto da un tenente colonnello d'Artiglieria, assistito da un Consiglio di Amministrazione di ufficiali della stessa arma (stanziati a Ferdinandea).
L'Arsenale di Napoli (situato a Castel Nuovo e costruito nel 1793) si occupava della costruzione di affusti, carriaggi, macchine di artiglieria e materiali da ponte. In quest'ultima attività era stato messo a punto un parco di ponti di concezione innovativa che con sole 60 barche di modello particolare consentiva l'attraversamento del Po in qualsiasi punto. Altri Arsenali di dimensioni più ridotte erano situati a Palermo e Messina. A Capua, Gaeta e Taranto erano dislocate Officine di riparazione. A Capua inoltre era presente un opificio pirotecnico.
Sempre nel Castel Nuovo di Napoli era situata la Fonderia di Napoli (Fonderia e Barena de' Cannoni, fondata nel 1707), in cui si gettavano le bocche di bronzo. A partire dal 1835 la fonderia fu soggetta ad una serie ininterrotta di ampliamenti ed ammodernamenti riguardanti sia le linee di fusione che i macchinari per la costruzione e la finitura dei cannoni: in quell'anno furono introdotti i forni alla Wilkinson e i primi macchinari a vapore, nel 1841 furono adottati i forni a riverbero per la costruzione dei cannoni in ferro. Annessi alla Fonderia si trovavano i gabinetti chimico, fisico e mineralogico, oltre che la Biblioteca tecnica del Corpo Reale di Artiglieria.
L'Opificio Meccanico di Pietrarsa iniziò la sua attività nel 1841. Anche se originariamente deputato alla costruzione di materiale ferroviario, esso fu sfruttato anche per la costruzione di materiale militare. Per l'Esercito vi si costruivano attrezzature per ponti, cantieri ed arsenali e altre macchine da guerra. L'Opificio di Pietrarsa comprendeva una fonderia per proiettili dotata di forni a riverbero, forni alla Wilkinson e magli a vapore a stampaggio.
Provvedeva agli esplodenti la Real Fabbrica di polveri di Torre Annunziata, che vantava una tradizione plurisecolare (fu fondata nel 1652). Nel 1854 la produzione delle polveri fu trasferita nel più moderno e sicuro polverificio di Scafati, che adottava inoltre i nuovi metodi di produzione usati in quegli anni in Inghilterra, Stati Uniti e Germania. Le polveri confezionate erano successivamente immagazzinate della Polveriera Centrale di Baia, dove erano oggetto di periodiche verifiche da parte di una commissione di artiglieria. Altre polveriere erano situate a Napoli, Capri, Capua, Gaeta, Palermo, Messina e Siracusa.
In Sicilia la produzione delle polveri avveniva in stabilimenti privati, il più noto dei quali era quello dei Rammacca.

## Galleria d'immagini

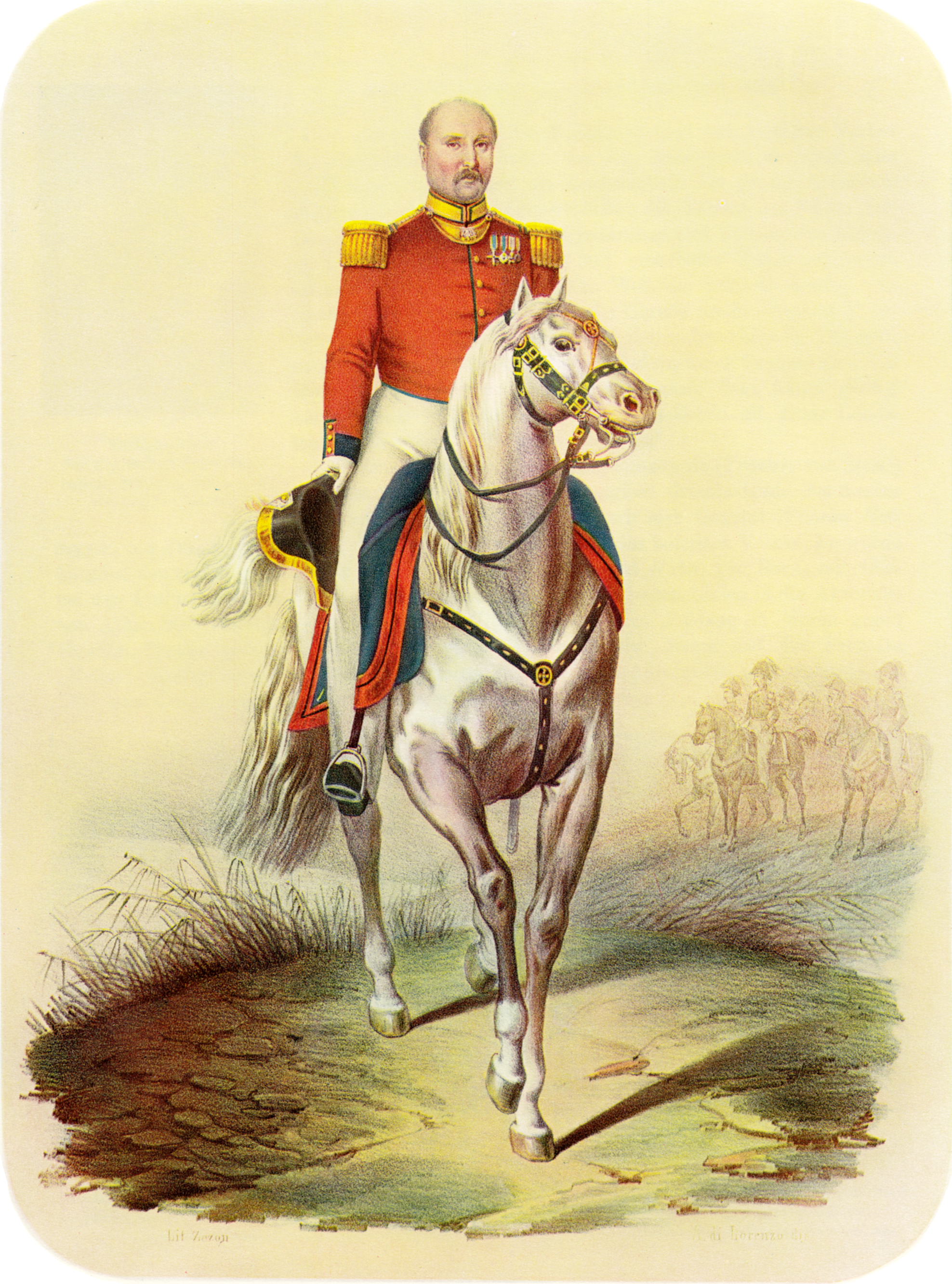
Colonnello del 1º Reggimento Svizzero, 1855
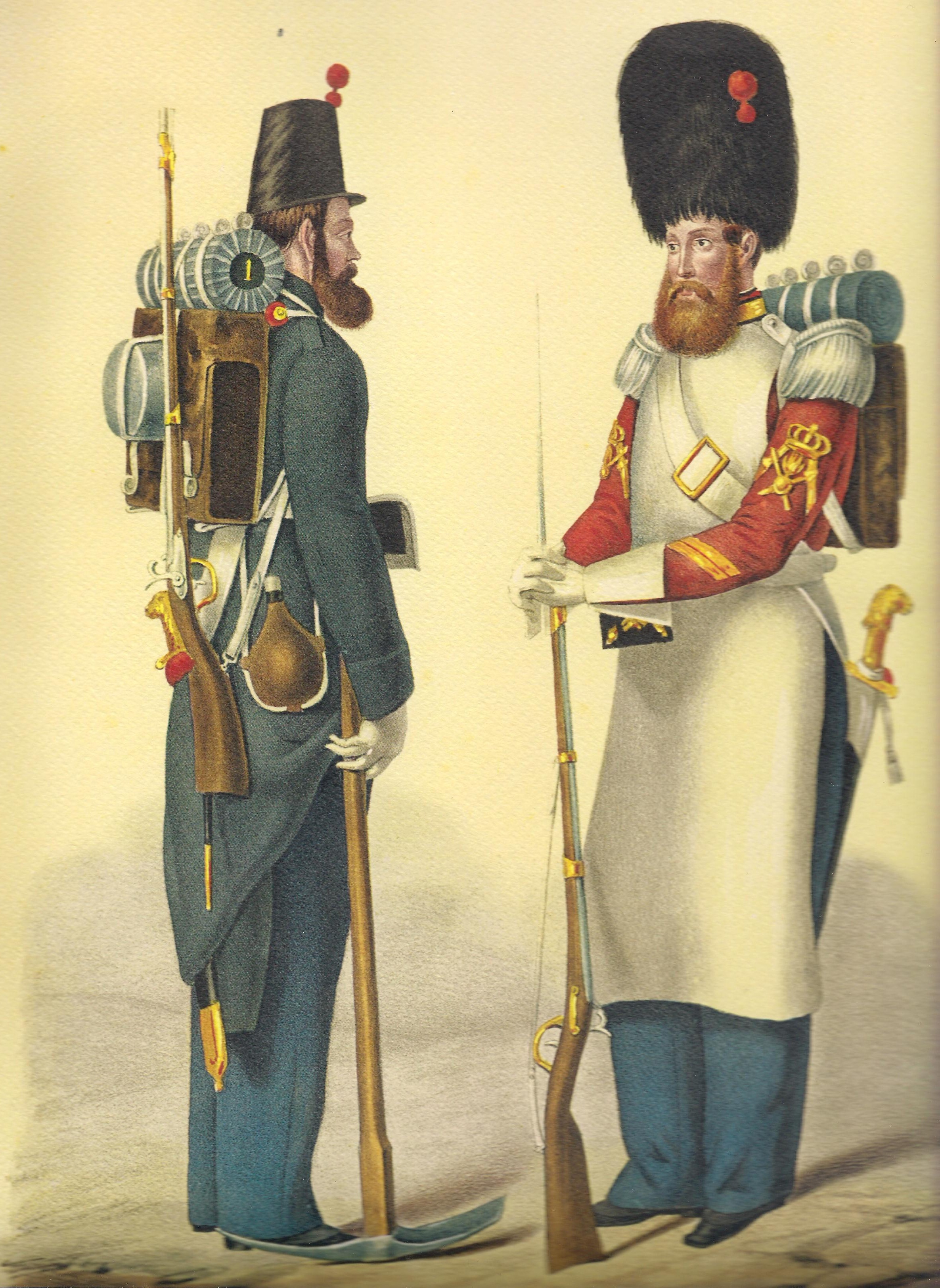
Guastatori in gran tenuta, 1853
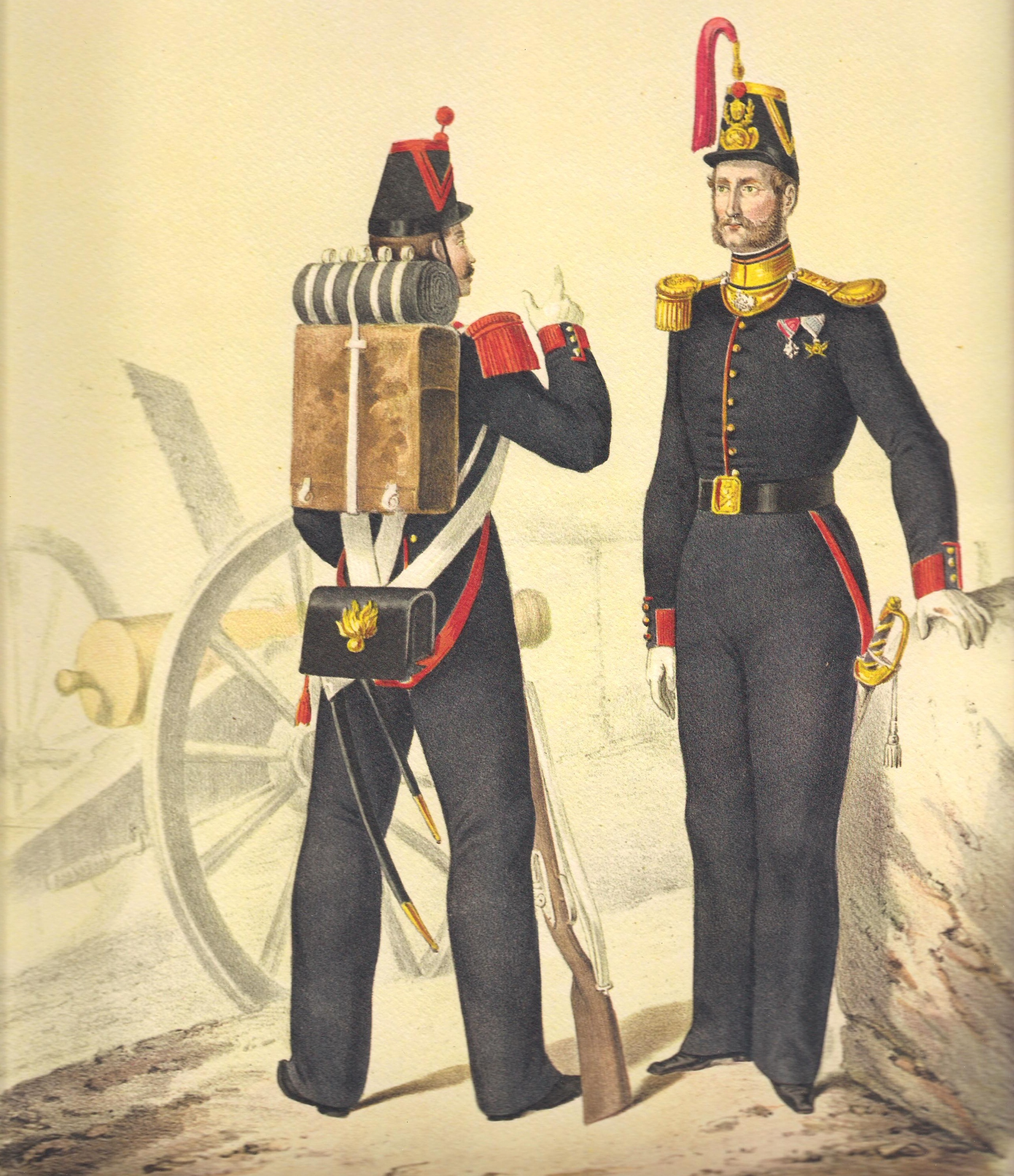
Artiglieri in gran tenuta, 1854
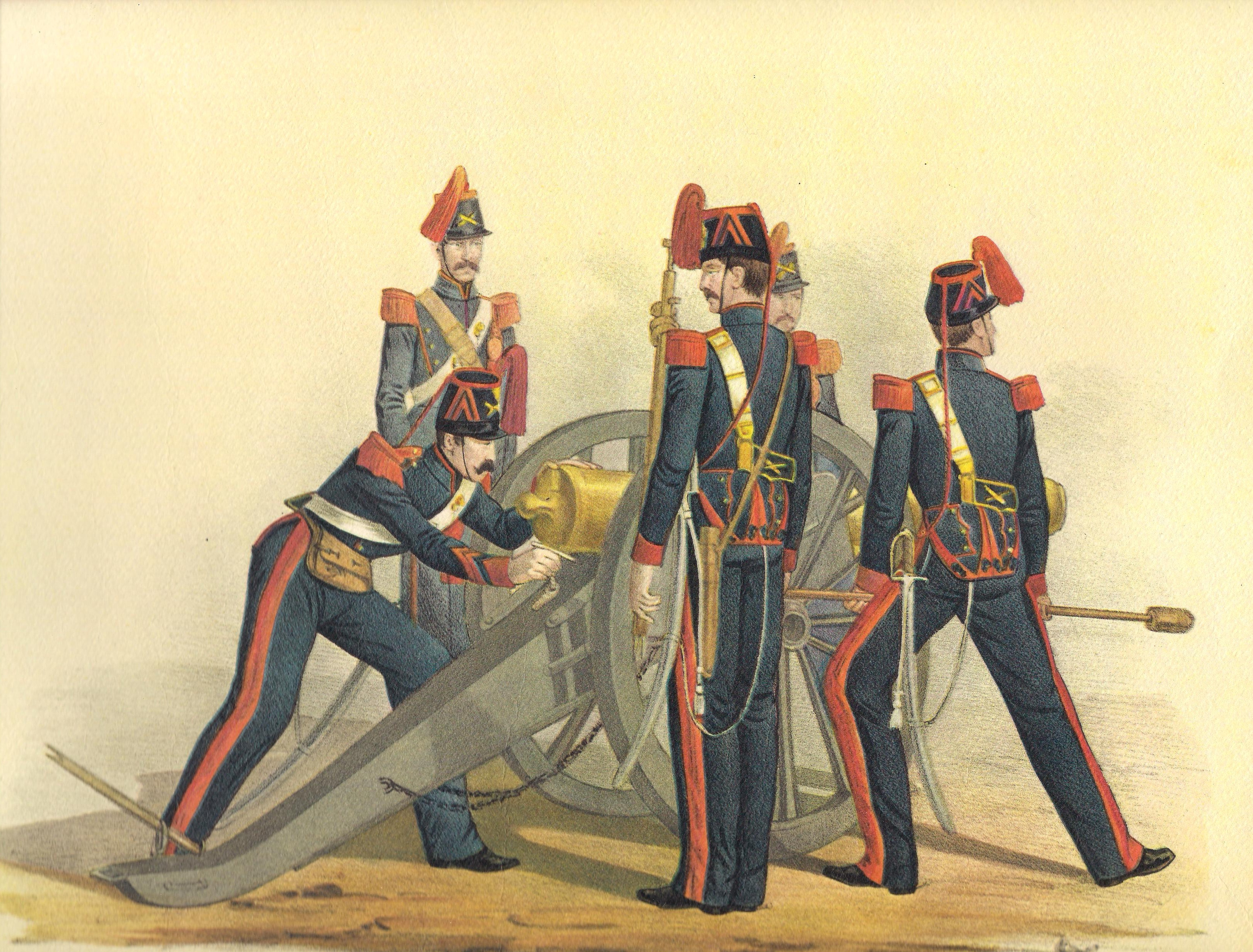
Artiglieri in batteria, 1854
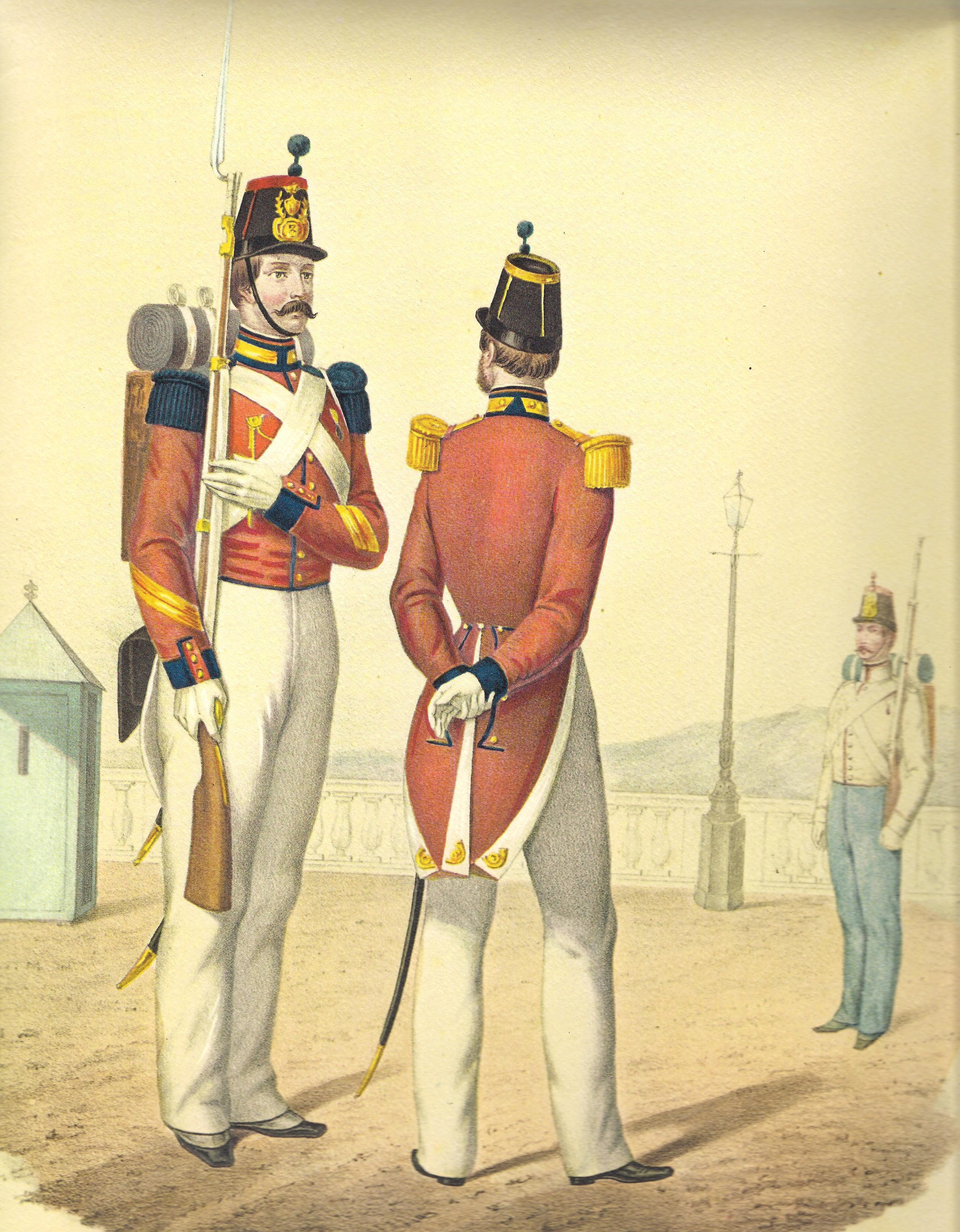
Svizzeri in gran tenuta, 1854
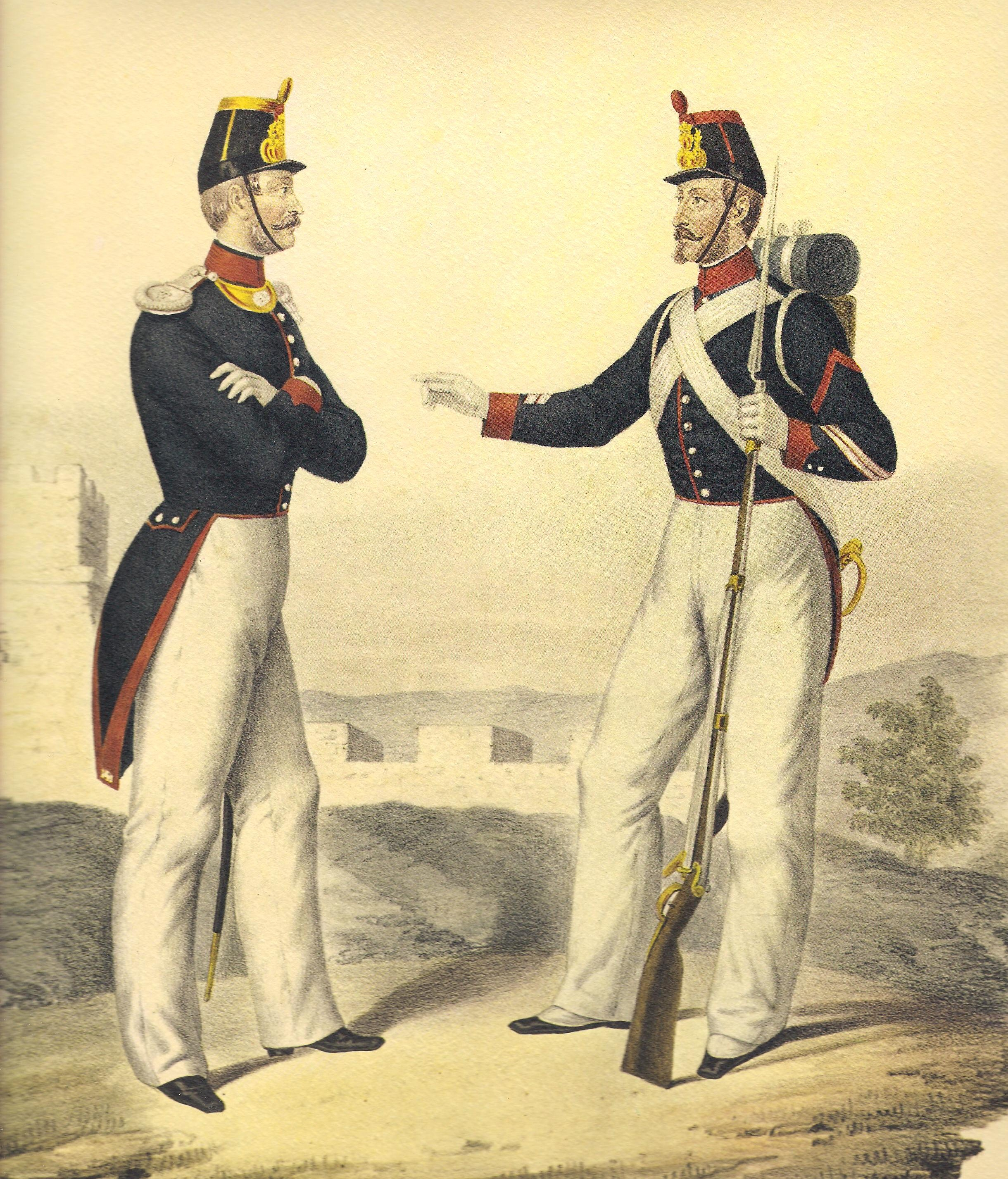
Reali Veterani in gran tenuta, 1854
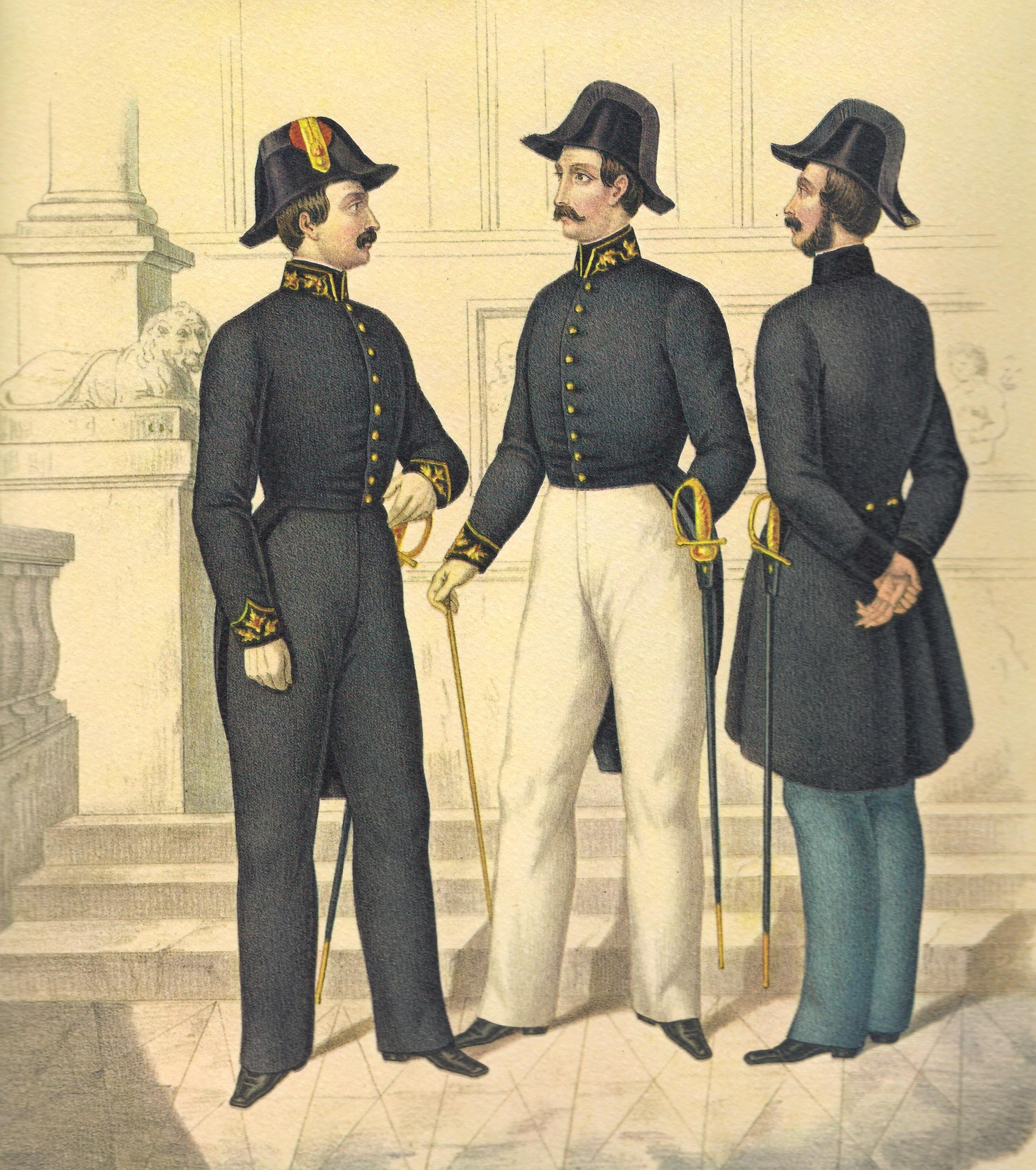
Medici e chirurghi in diverse tenute, 1854
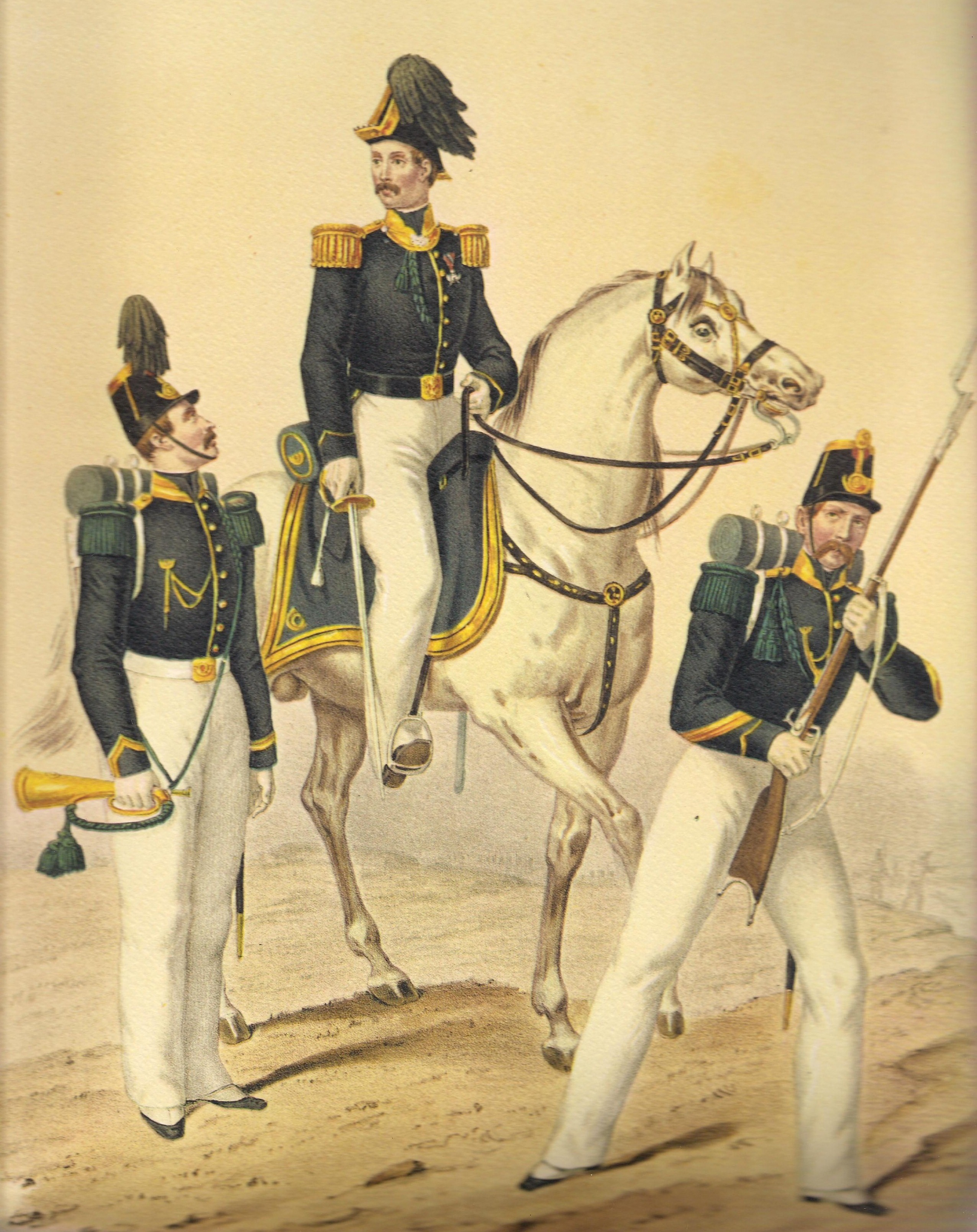
Cacciatori in gran tenuta, 1854
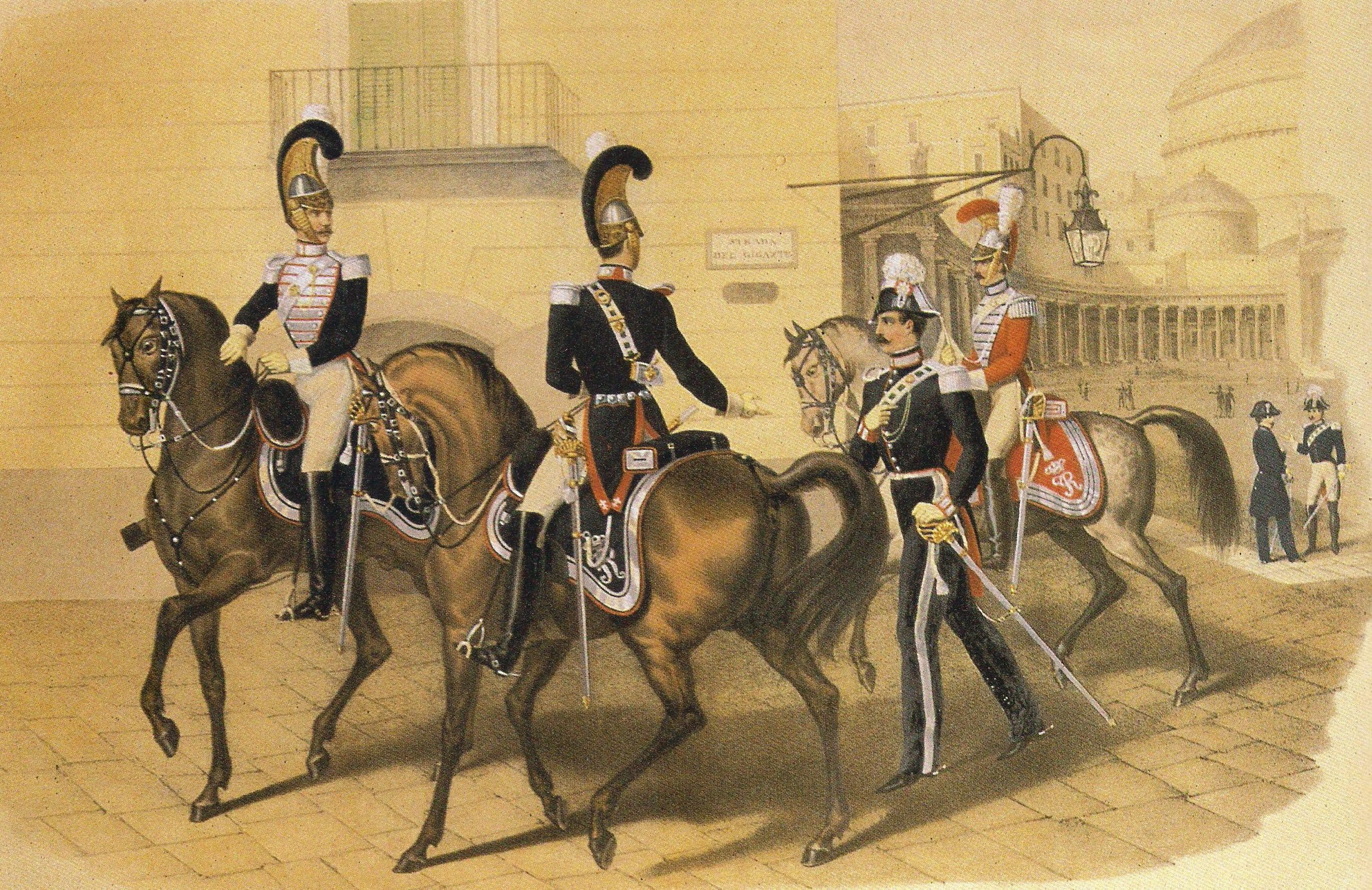
Guardie del Corpo a Cavallo, 1850
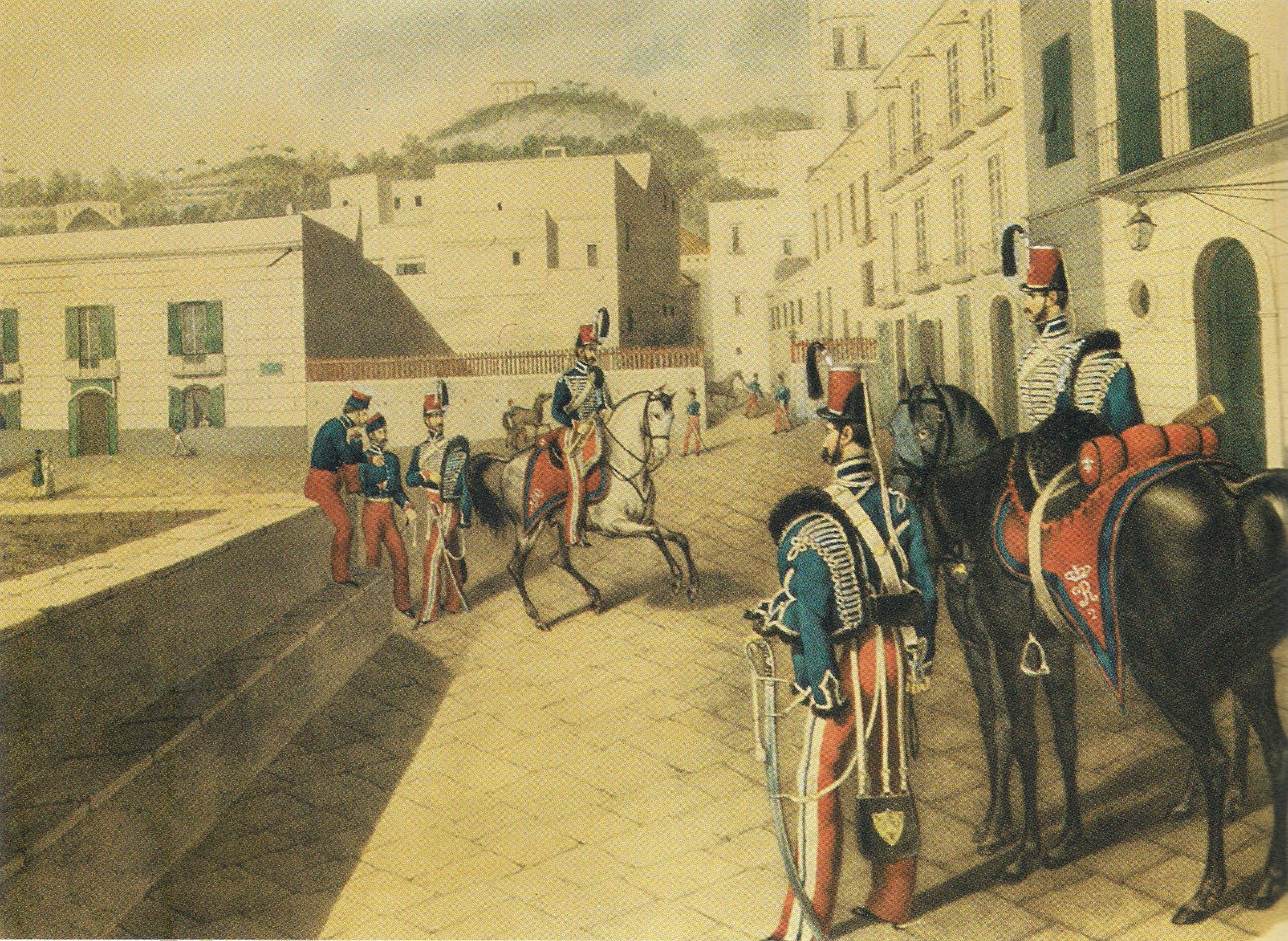
Ussari della Guardia reale, 1850
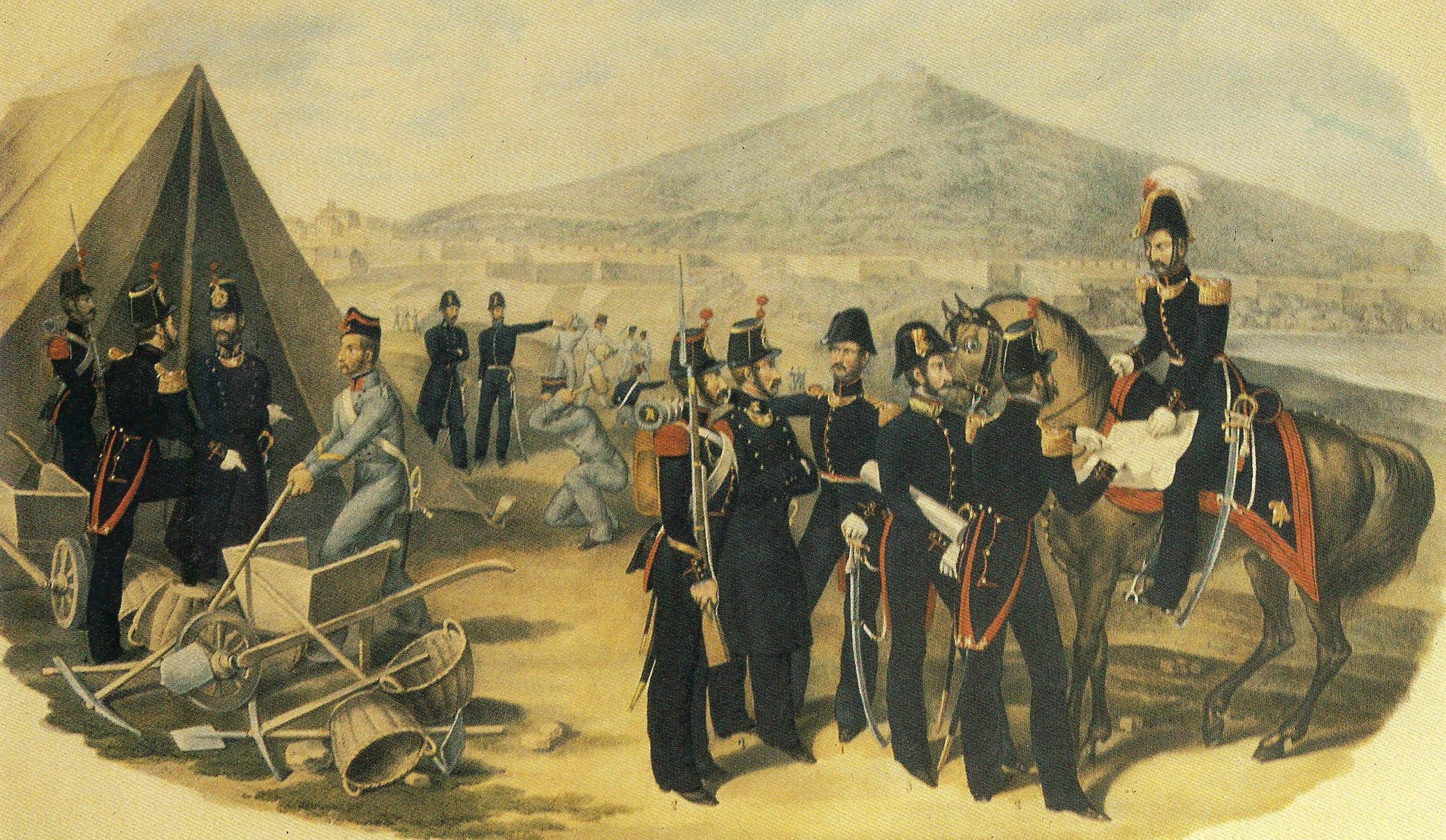
Genio, 1850